# Barranquilla
Barranquilla (oficialmente Distrito Especial, Industrial y Portuario de Barranquilla) es la capital del departamento del Atlántico, Colombia. Está ubicada sobre la margen occidental del río Magdalena a 7,5 km de su desembocadura en el mar Caribe. En 1993 fue organizada constitucionalmente en distrito especial, industrial y portuario.Es el principal núcleo urbano, cultural, político y económico de la región Caribe de Colombia, destacan entre las principales actividades económicas el comercio, impulsado por el puerto fluvial situado en la desembocadura del río Magdalena, la industria y los servicios.
El establecimiento de la ciudad data de la tercera década del siglo XVII, cuando los sectores aledaños al río Magdalena se empezaron a poblar alrededor de mercedes otorgadas por la Corona Española. Durante la época de la Independencia, sus habitantes apoyaron la causa independentista, por lo que fue erigida en villa en 1813. En la segunda mitad del siglo XIX adquiere importancia estratégica y económica al iniciarse la navegación a vapor por el río Magdalena, lo que le permitió convertirse en el principal centro exportador del país hasta la primera mitad del siglo XX.
Desde fines del siglo XIX hasta los años 1930, Barranquilla fue el principal punto de entrada a Colombia de inmigrantes y adelantos como la aviación, la radio comercial y la telefonía, así como de varios deportes.
La población de Barranquilla es de 1 427 209 personas, la cuarta ciudad más poblada del país después de Bogotá, Medellín y Cali. La ciudad es el núcleo del área metropolitana de Barranquilla, la cual está constituida, además, por los municipios de Soledad, Malambo, Galapa y Puerto Colombia. El conglomerado alberga a 2 299 507 habitantes y ocupa la cuarta posición entre las conurbaciones del país. Como capital departamental, Barranquilla es sede de la Gobernación del Atlántico, de la Asamblea Departamental y del Tribunal Superior del Atlántico, máximo órgano judicial del departamento.
Barranquilla es sede de una de las festividades folclóricas y culturales más importantes de Colombia, el carnaval de Barranquilla, declarado Obra Maestra del Patrimonio Cultural de la Nación por el Congreso de Colombia en 2001 y Patrimonio Oral e Inmaterial de la Humanidad por la Unesco en 2003.
La ciudad fue designada Capital Americana de la Cultura en 2013 y sede de los Juegos Centroamericanos y del Caribe 2018.

## Toponimia
El nombre de Barranquilla hace referencia a las barrancas que existían en el sector aledaño a la ribera occidental del río Magdalena, donde empezó a formarse la ciudad. Durante la Colonia, la denominación barranca era común en poblaciones ribereñas (Barrancabermeja, Barranca Nueva, Barranca Vieja). El diminutivo es una alteración probablemente de origen aragonés. Durante la Colonia, el lugar se conoció sucesivamente como Sitio de los Indios de Camacho, Camach o Camacho (por los indígenas Camash, habitantes de la región a la llegada de los españoles), Sabanitas de Camacho, sitio de Barrancas de San Nicolás (por San Nicolás de Tolentino, santo patrono de Nicolás de Barros y de la Guerra, fundador de la hacienda San Nicolás que dio origen al desarrollo de la zona), Barrancas de Camacho.

### Apelativos

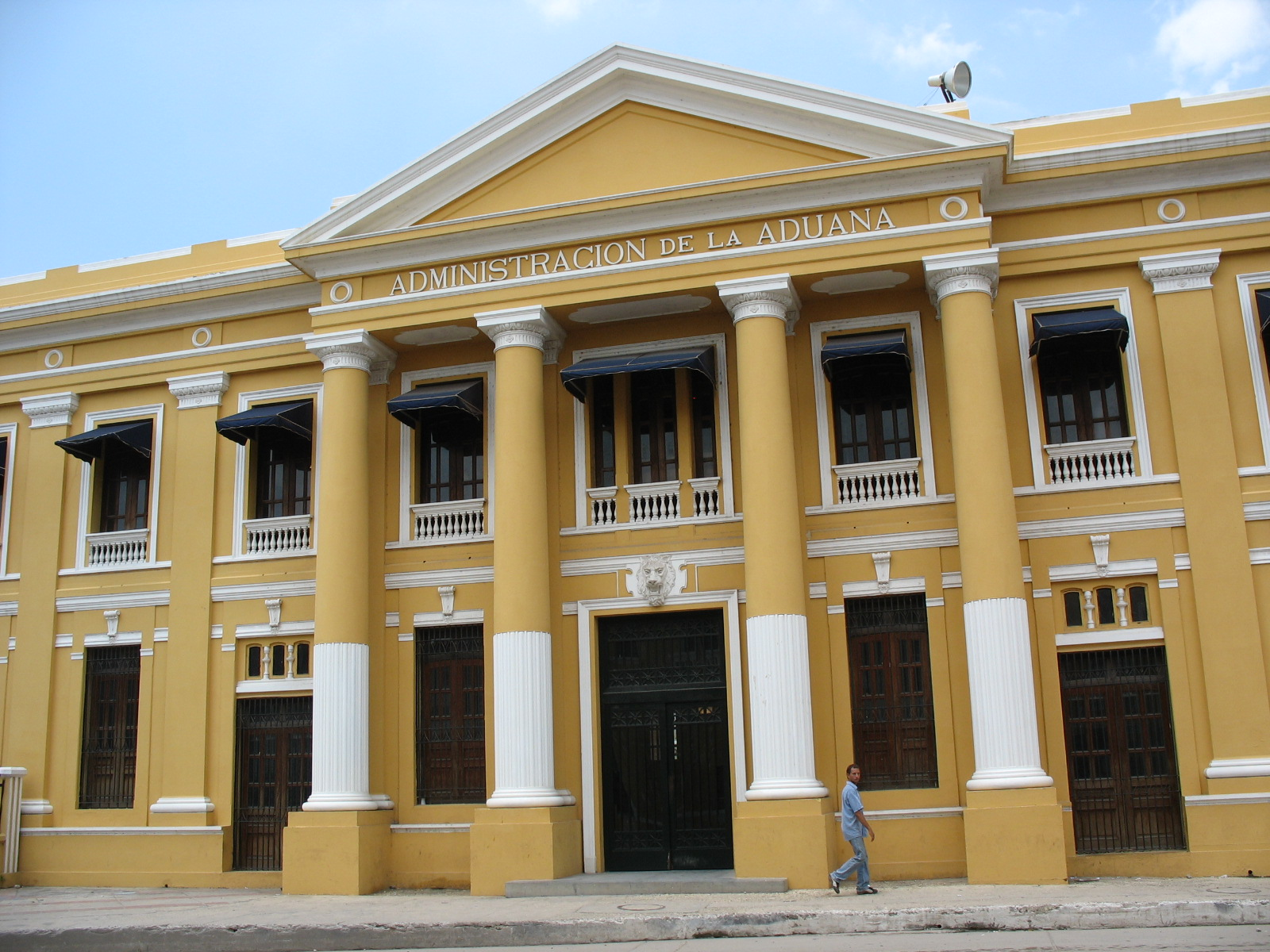
Edificio de la antigua Aduana.

- La Arenosa: denominada así por el presidente de la República de la Nueva Granada Tomás Cipriano de Mosquera durante su estancia en la ciudad en 1849.[17][18]
- Pórtico Dorado de la República: en 1921, el presidente Marco Fidel Suárez denomina así a Barranquilla al inaugurar el edificio de la administración de la Aduana en reconocimiento de su importancia económica desde fines del siglo XIX, de ser la ciudad pionera en la aviación comercial en América Latina (véase Scadta), y de que la ciudad fue el punto de introducción de nuevos adelantos al país como el teléfono, así como de varios deportes y de corrientes de inmigrantes.[19][20]
- Puerta de Oro de Colombia: en 1946, al inaugurar los V Juegos Centroamericanos y del Caribe, el presidente Mariano Ospina Pérez pronunció uno de los apelativos más utilizados para referirse a Barranquilla.[19][21]
- Curramba, la Bella: pronunciación inversa o alrevesino de las sílabas de la abreviatura Barranq. (q-rran-ba) que se usaba para abreviar el nombre de la ciudad en los telegramas que leía el periodista barranquillero Juan Eugenio Cañavera en la emisora Nueva Granada de Bogotá a mediados del siglo XX.[22] El apéndice «la bella» le fue asignado por el también periodista barranquillero Roger Araújo como contrapeso al tinte peyorativo que tenía Curramba en un principio. De Curramba se deriva el gentilicio popular o hipocorístico «currambero».
- Ciudad de los Brazos Abiertos: llamada así por el pensador Agustín Nieto Caballero.[20]
- Faro de América: denominada por Enrique Ancízar, presidente de la Sociedad Colombiana de Agricultura.[20]

## Símbolos

Bandera de Barranquilla.

- Bandera. Barranquilla adoptó la Bandera cuadrilonga, conformada por tres rectángulos concéntricos, rojo el exterior, amarillo el central y verde el interno, en cuyo centro se ubica una estrella blanca de ocho puntas.[23][24]
- Escudo. Fue señalado en el decreto mediante el cual Manuel Rodríguez Torices, Presidente Gobernador del Estado Libre de Cartagena, otorgó el título de villa a Barranquilla como premio por la participación de los patriotas barranquilleros en la defensa de la independentista Cartagena contra la realista Santa Marta en 1813.
- Himno. La música y la letra del himno de Barranquilla fueron escogidas mediante un concurso convocado por la Sociedad de Mejoras Públicas, y adoptadas oficialmente como himno de la ciudad por el Concejo Municipal en cabildo abierto el día 19 de octubre de 1942. La letra es autoría de la poetisa Amira de la Rosa (concurso de 1942) y la música de Simón Urbina (concurso de 1928).[24]

Otros símbolos
- Flor: cayena.
- Árbol: roble morado, que en la ciudad florece durante el primer trimestre del año.
- Plato típico: arroz de lisa.[24]

## Historia

### Periodo colonial
La primera mención del territorio que ocupa Barranquilla data de 1533, y fue escrita por Gonzalo Fernández de Oviedo y Valdés. En ella describe el recorrido de Pedro de Heredia, fundador de Cartagena, justo semanas antes de fundar dicha ciudad, quien afirmaba que este punto era un atracadero de canoas de indios de la Gobernación de Santa Marta, que tenían dos canoas llenas de camarones secos que traían de mercadería, e iban al río Magdalena a comerciar con dicha mercancía, sal y otras cosas.
Sin embargo, el sitio de los indios Camash (castellanizado Camacho o Camach) se conoce como el primer asentamiento humano permanente en el lugar de la actual Barranquilla. En 1549, el oidor de la Real Audiencia de Santo Domingo, Miguel Díez de Armendáriz, dio a Camacho en encomienda al capitán de caballería Domingo de Santa Cruz, adjudicada por la Corona Española por su desempeño como militar. Esta encomienda desapareció en 1559, cuando estaba en manos de Ana Ximénez viuda de Santa Cruz, quien la había recibido a raíz del fallecimiento de su esposo. Dicha señora fue víctima de un atropello de parte del segundo encomendero de Galapa, Pedro de Barros, quien tomó arbitrariamente a toda la población encomendada de Camacho que estaba en condiciones de trabajar y se la llevó a su encomienda.

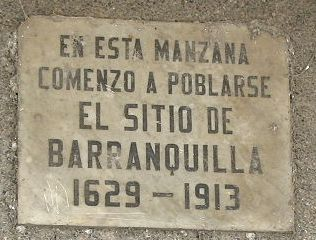
Placa en el sitio donde se empezó a poblar Barranquilla.

El 28 de junio de 1625, Juan Casetas de Bayarte obtuvo una merced de cuatro caballerías a tres cuartos de legua de Camacho. Entre 1627 y 1637, Nicolás de Barros y de la Guerra, bisnieto de Pedro de Barros, segundo encomendero de Galapa, funda la hacienda San Nicolás de Tolentino a orillas del caño La Tablaza. Según el historiador Domingo Malabet Castañeda, el área original de la propiedad era de 24,78 km², pero Pedro Vásquez Buezo le vendió 16,52 km² más, llegando a abarcar 41,30 km². En esta hacienda, Nicolás de Barros se vio en la necesidad de permitir a sus concertados libres que construyeran sus viviendas dentro de los límites de la misma, de tal manera que desarrollaran sus faenas en el campo y ayudaran a la manutención de sus familias. Además, después de la muerte de Nicolás de Barros, la hacienda empezó a albergar a otro género de habitantes, las personas que por motivos de salud, edad, o por mantener una relación de compadrazgo con el dueño de la hacienda, se les permitía vivir en dicha estancia. También había indígenas procedentes de Malambo y Galapa. Para 1681, la hacienda era considerada un sitio, es decir, un pueblo, y con sus zonas aledañas era conocida como Barrancas de San Nicolás. En 1720, el gobierno colonial establece el Sitio de Libres de las Barrancas de San Nicolás a cargo de un alcalde pedáneo. Antes de 1700, el territorio correspondiente a Barranquilla había sido la capitanía Aguerra del Partido de Tierradentro. En 1747 fue constituida en parroquia y en 1772 fue erigida en corregimiento del mismo partido, con juez letrado.
La tesis sobre el origen de Barranquilla, que planteaba que había sido fundada por ganaderos de Galapa que dejaron sus tierras siguiendo los hatos que buscaban mitigar la sed en las aguas del río Magdalena, promovida por la publicación del compendio histórico del historiador Domingo Malabet en el periódico El Promotor en 1876, y reproducido por Imprenta El Siglo en 1911, cuyo sustento es la tradición oral, fue científicamente revaluada por la obra del geógrafo e historiador José Agustín Blanco El Norte de Tierradentro y los orígenes de Barranquilla (1987).

### Periodo independentista

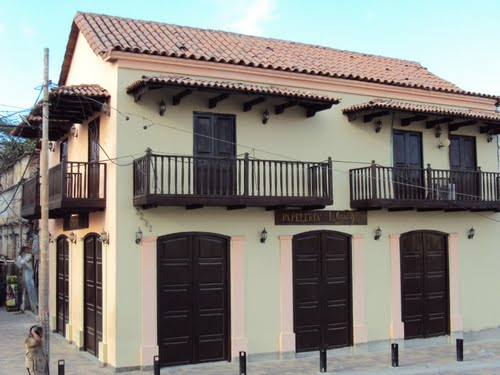
Casa Lacorazza, plaza de san Nicolás.

En la época de la Independencia, los habitantes de Barranquilla tomaron partido por el movimiento independentista republicano. En 1812, el general Pierre Labatut atacó y venció a los realistas que se encontraban en Sitioviejo y Sitionuevo. El 7 de abril de 1813, fecha que se institucionalizó más tarde como el día de Barranquilla, el presidente-gobernador del Estado Libre e Independiente de Cartagena de Indias, Manuel Rodríguez Torices, otorga a la población el título de villa con corregidor letrado (alcalde ordinario) y municipalidad (ayuntamiento), capital del departamento de Barlovento o Tierradentro, en reconocimiento del valor y patriotismo del pueblo por su apoyo en la defensa de la independentista Cartagena de Indias en su lucha contra la realista Santa Marta. En 1815, Joaquín Vallejo, rico comerciante extranjero, sostuvo con su propio capital un batallón durante tres meses. Al acercarse a Barranquilla las fuerzas españolas al mando del coronel Valentín Capmany, sus habitantes pusieron resistencia pero fueron vencidos. El 25 de abril de 1815, la población fue atacada y tomada por las tropas realistas, que además acabaron con el batallón de Joaquín Vallejo. Barranquilla fue centro de las operaciones militares de los republicanos de 1820 a 1821. El 10 de octubre de 1821 fue expulsado el último reducto español de Cartagena de Indias, capital del Estado Soberano de Bolívar, al que pertenecía Barranquilla. Ese mismo año, la entonces villa tuvo su primer alcalde, Agustín Del Valle, quien cumplió sus funciones en su propia residencia, la cual fue convertida en cuartel del ejército en 1879. Por la Constitución de Cúcuta, entre 1821 y 1857 tuvo categoría de cantón. El 24 de julio de 1823 se llevó a cabo la batalla naval del lago de Maracaibo, con lo que se depuso definitivamente a los españoles del territorio grancolombiano.

### Periodo republicano

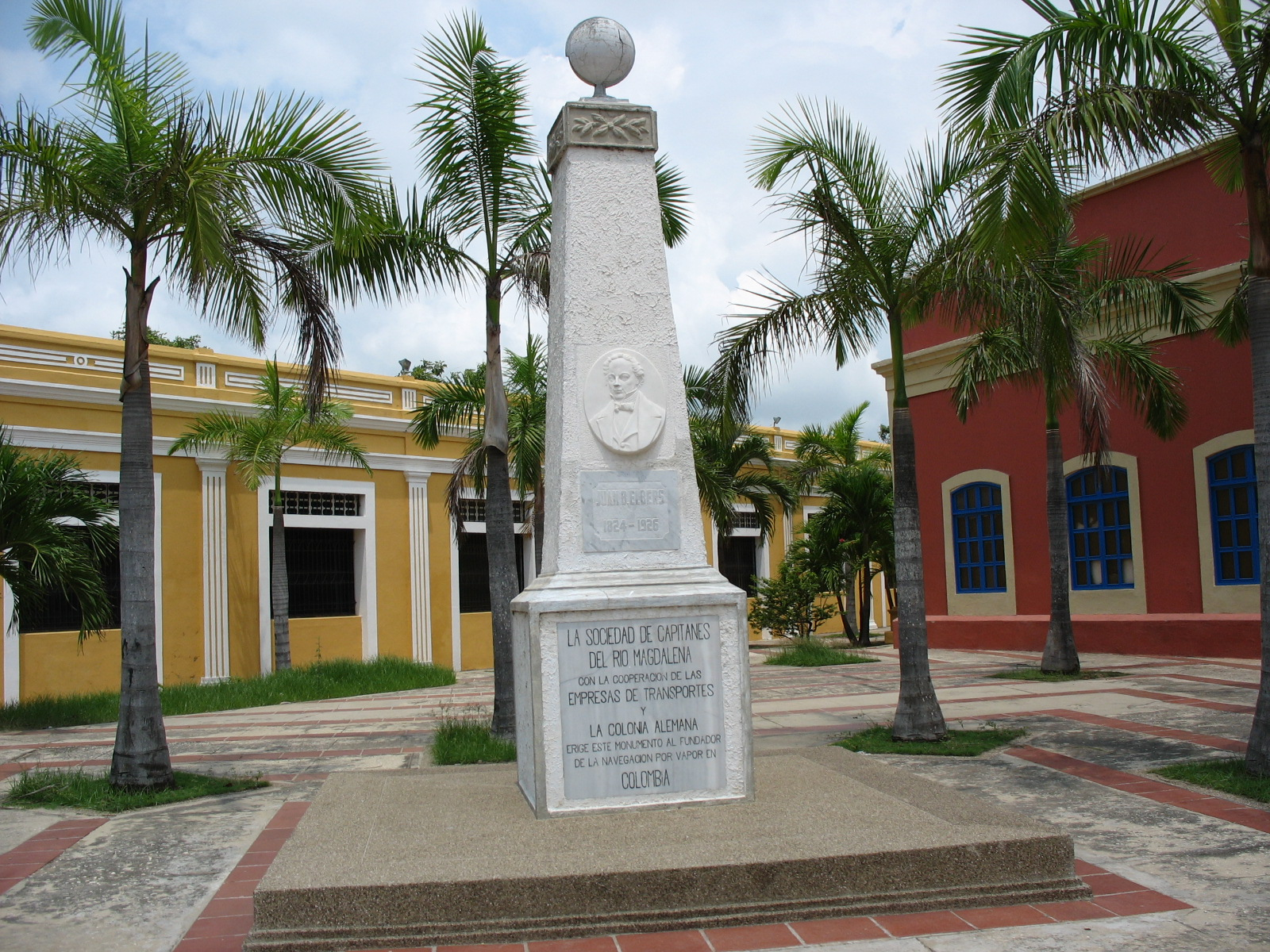
Obelisco en homenaje a Juan B. Elbers.

#### SigloXIX
Ya que en el espacio geográfico de Barranquilla no se encuentran riquezas mineras o naturales, durante la Colonia la zona no fue atractiva para que los españoles justificaran una presencia permanente. Adquirió importancia en la segunda mitad del siglo XIX, promovida por la entrega en comodato de la navegación a vapor por el río Magdalena al empresario alemán Juan Bernardo Elbers por parte de Simón Bolívar en 1823, a inicios de la Gran Colombia, ruta abierta el 10 de noviembre de 1825. Barranquilla iniciaba de esta manera un intenso intercambio comercial con las principales ciudades y poblaciones del interior del país, así como con los mercados internacionales, y se convertía en el principal puerto exportador de café.
Iniciando la nueva nación de la República de la Nueva Granada, en 1831 se fraguaron en Barranquilla dos revoluciones. Una, la encabezada por el capitán Policarpo Martínez y Antonio Pantoja, Lorenzo Hernández, Crispín Luque, Esteban Márquez y Santos de la Hoz contra la dictadura del general Rafael Urdaneta; y la dirigida por el general Ignacio Luque, quien había vencido la primera.
En 1840, comerciantes y transportadores de Barranquilla trataron de formar una provincia independiente con el nombre de Cibeles, compuesta por los cantones de Barlovento, y proclamó jefe al coronel Ramón Antigüedad. El objeto principal era conseguir la habilitación de la población de Sabanilla como puerto de importación, actividad que se realizaba solo a través de Cartagena y Santa Marta. Esta revolución fue rápidamente sofocada por tropas de Cartagena. En 1845, la ciudad era uno de los nueve cantones que conformaban la provincia de Cartagena.

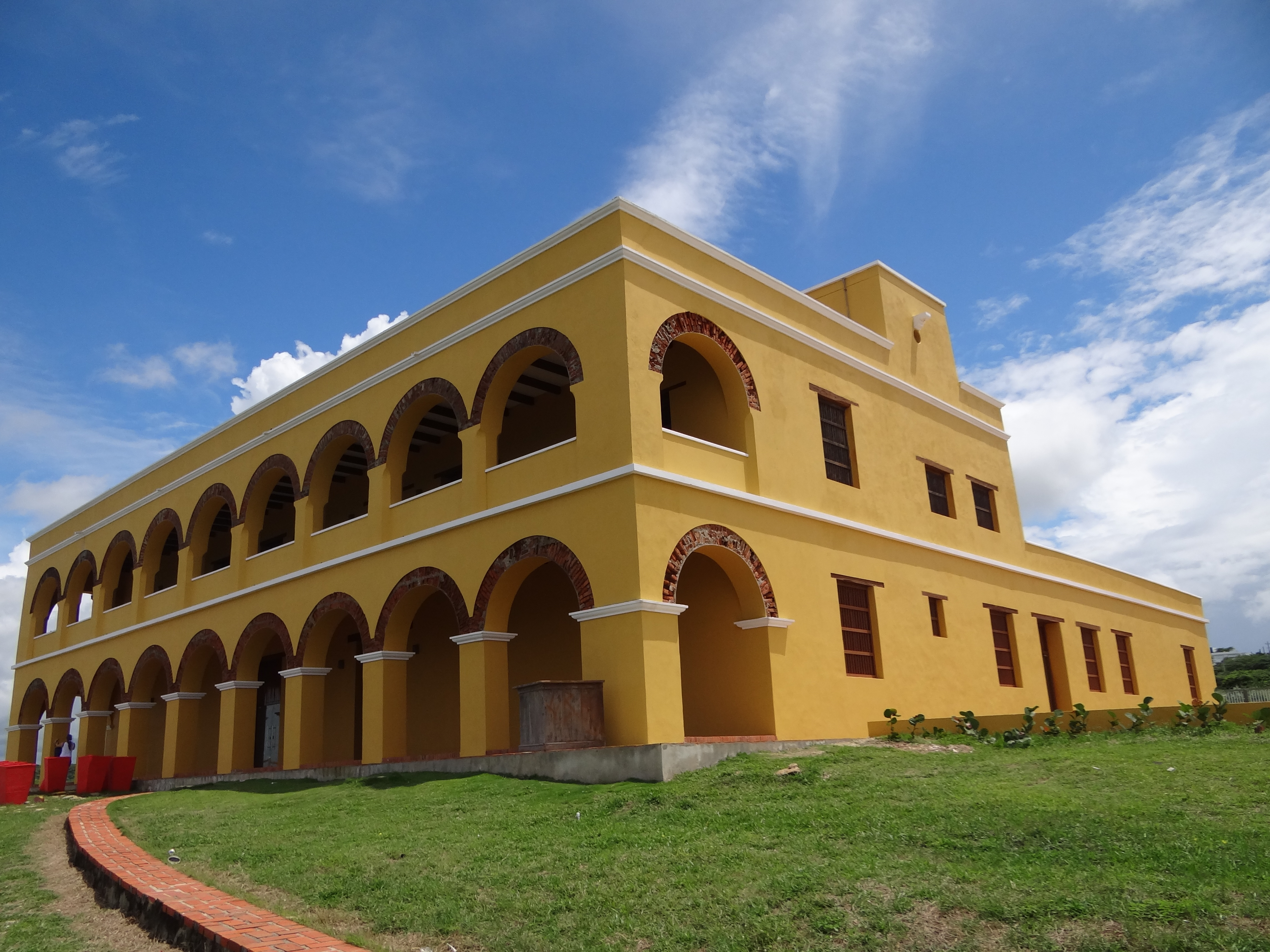
Castillo de Salgar.

El 23 de febrero de 1849, el presidente Tomás Cipriano de Mosquera sancionó la Ley 1.ª de julio de 1842, que habilitaba a la bahía de Sabanilla como puerto para el comercio de exportación y se instaló allí una aduana en el actual Castillo de Salgar, condición para la puesta en servicio de Sabanilla. La comunicación entre Barranquilla y su nuevo puerto se hacía mediante el canal de la Piña. En los primeros días del mes de junio de 1849 se presentó en la ciudad la peste de cólera morbo asiático, proveniente de Cartagena, a donde había llegado de embarcaciones procedentes de Panamá. Mediante la Ley 20 de marzo de 1852, el congreso de la Nueva Granada separó de la provincia de Cartagena los cantones de Barranquilla, Soledad y Sabanalarga, los cuales pasaron a conformar la provincia de Sabanilla, con Barranquilla como capital. El 2 de mayo de 1854 llegó a la ciudad el general Tomás Cipriano de Mosquera y los habitantes se pusieron a sus órdenes para enfrentar la revolución del general José María Melo en Bogotá. El 7 de octubre de 1857, Barranquilla recibe por parte de la Asamblea Constituyente del estado de Bolívar, en cabeza de su presidente, Manuel José Amaya, la categoría de ciudad, lo que permitió que se integrara el primer concejo municipal; en ese mismo año el concejo municipal demarcó tres zonas: barrio Abajo del Río, barrio Arriba del Río y el centro. Barranquilla hacía parte entonces del departamento de Sabanilla, uno de los cinco que integraban el Estado Soberano de Bolívar, el cual había sucedido a la provincia de Cartagena por Ley del 15 de junio de 1857.

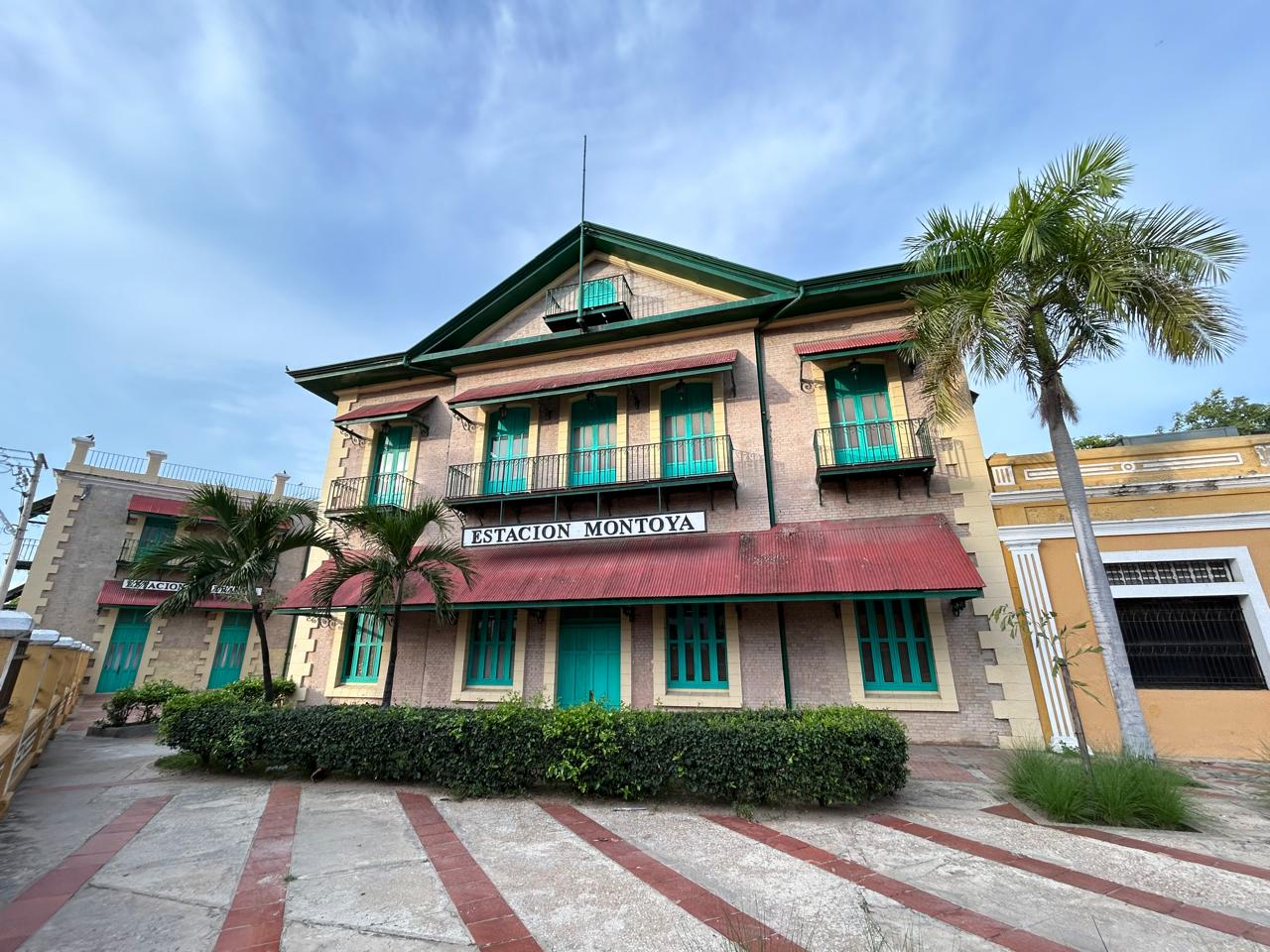
Estación Montoya, punto de partida de la línea férrea Barranquilla-Sabanilla. Inaugurada en 1871, construida por la Railway and Pier Company.

En 1858, Barranquilla fue designada capital de distrito municipal. Durante la Confederación Granadina, el jefe conservador general Joaquín Posada Gutiérrez atacó y venció la plaza defendida por el jefe liberal Vicente Palacio (6 de noviembre de 1859). Posteriormente, la ciudad fue recuperada el 9 de diciembre por el coronel liberal Manuel Cabeza. El 25 de enero de 1861, el general Juan José Nieto, presidente del Estado de Bolívar, se declaró en Barranquilla en ejercicio del poder ejecutivo de los Estados Unidos de Colombia. Barranquilla se convirtió en capital de la provincia homónima mediante el artículo 1.º de la Ley del 26 de diciembre de 1862, según el cual el Estado Soberano de Bolívar se dividía en doce provincias.
A principios de los Estados Unidos de Colombia, la creciente importancia comercial de Barranquilla promovió la construcción, entre 1869 y 1871, del Ferrocarril de Bolívar, primera línea férrea de la actual Colombia, entre Barranquilla y Sabanilla (Salgar), donde funcionaba la aduana. Dicha línea férrea, inaugurada el 1 de enero de 1871, significó el fin de la utilización del canal de la Piña como vía de transporte de mercancías entre Barranquilla y el puerto de Sabanilla. Debido a la escasa profundidad de las aguas, fue preciso prolongar la línea férrea hasta Puerto Cupino, donde el ingeniero cubano Francisco Javier Cisneros construyó uno de los muelles más largos del mundo en su momento (el tercero después del Southend y el de Southport, ambos en Inglaterra). En 1872 se presentó la epidemia del «trapiche», cuyos síntomas eran similares a los del cólera. En 1876 se traslada la aduana a Barranquilla ante el desmesurado contrabando que ingresaba por la aduana de Salgar.

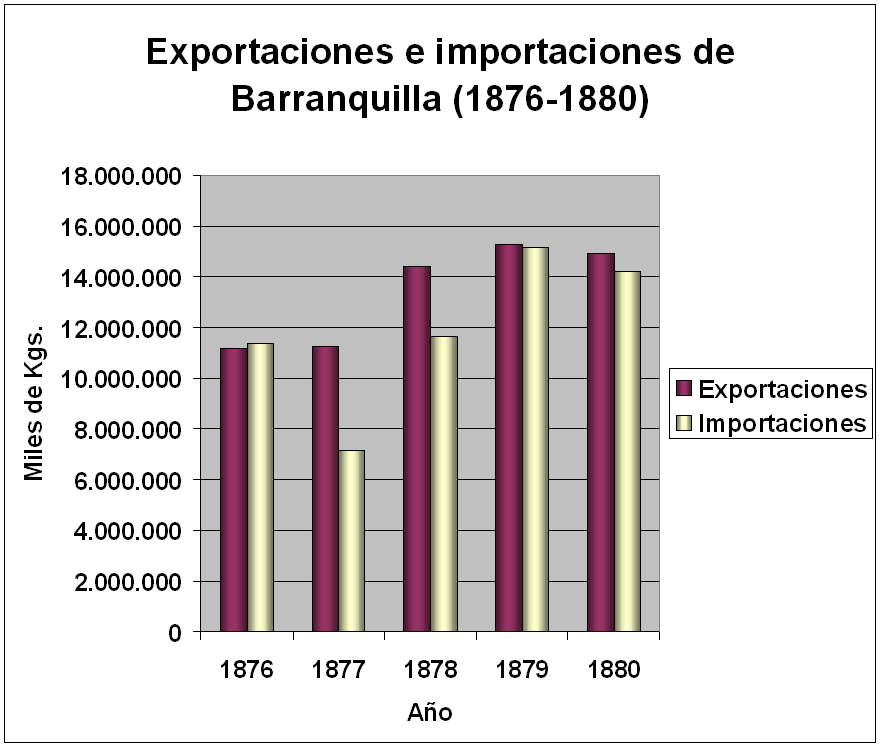
Fuente:

En las últimas décadas del siglo XIX Barranquilla experimentó una serie de adelantos representados en la fundación de la Compañía del Acueducto en 1877, la puesta en servicio del tranvía tirado por mulas en 1884, la instalación de los primeros teléfonos en Colombia el 1.º de septiembre de 1885, y la fundación ese mismo año de la primera empresa privada de servicio telefónico en Colombia, la Compañía Colombo-Antillana de Teléfonos, por el estadounidense William Ladd. En esa época la ciudad adquiere importancia económica por su auge comercial y por su estratégica posición geográfica, convirtiéndose en el primer terminal marítimo y fluvial de Colombia.
El 6 de enero de 1885, fuerzas revolucionarias al mando del general Ricardo Gaitán Obeso ocuparon la ciudad por estar comprometida en la entrega de las autoridades militares. El 11 de febrero del mismo año, el jefe gobiernista, general Vicente Carlos Urueta, atacó la plaza defendida por el general Nicolás Jimeno Collante. Ya triunfante el general Urueta, se presentó el general Gaitán Obeso y con más tropas venció al general Urueta.
A fines del siglo XIX, establecida en 1886 la República de Colombia, Barranquilla se constituyó en uno de los treinta y cuatro nuevos departamentos, conformado por las provincias de Barranquilla y Sabanalarga, con capital homónima. Durante esta época, la ciudad se consolida como uno de los principales puertos de Colombia, y sigue en el camino del progreso con hechos como la puesta en servicio del tranvía a vapor en 1890 y con la construcción del muelle de Puerto Colombia en 1893, el cual sirvió de terminal marítimo a Barranquilla hasta 1936. Las mercancías se trasladaban por ferrocarril a Barranquilla, y luego por vía fluvial hasta el interior del país.

#### SigloXX
En el marco de la reestructuración del Estado que emprendió el gobierno de Rafael Reyes Prieto, la Asamblea Nacional Constituyente y Legislativa, por medio de la Ley 17 del 11 de abril de 1905, creó el departamento del Atlántico conformado por las provincias de Barranquilla y Sabanalarga del departamento de Bolívar, con Barranquilla como capital. Sin embargo, en 1908 se suprimió el departamento del Atlántico y se creó el departamento de Barranquilla mediante Ley 1.ª del mismo año. A la caída del general Reyes en 1909, se suprimió el departamento de Barranquilla a través de la Ley 65 de ese año, pasando Barranquilla nuevamente a integrar el departamento de Bolívar. Finalmente, la Asamblea Nacional Constituyente de 1910 dictó la Ley 21 del 14 de julio, por medio de la cual se creó definitivamente el departamento del Atlántico con Barranquilla otra vez como capital.
En concordancia con el progreso de la ciudad y su auge económico, el 28 de junio de 1905 se crea la Cámara de Comercio de Barranquilla, y el 7 de septiembre de 1909 es radicado ante el Congreso de la República el proyecto de ley que reconoce la apertura de Bocas de Ceniza como una necesidad nacional. En junio de 1909 se produce «El Barranquillazo», intentona golpista de adeptos del general Ramón González Valencia contra el general Jorge Holguín, quien en su calidad de designado ocupaba el cargo de presidente de la república ante la renuncia del titular, general Rafael Reyes. El 29 de diciembre de 1912 se da en Barranquilla el segundo vuelo de un avión en Colombia, lo llevó a cabo el piloto canadiense George Schmitt (quien había realizado el primero el 9 de diciembre en Santa Marta). El 10 de diciembre de 1919 se creó la primera aerolínea comercial exitosa del continente americano y segunda del mundo, Scadta, convertida años más tarde en Avianca. En junio de 1919, el piloto William Knox Martin y el industrial Mario Santo Domingo inauguraron el correo aéreo en Colombia con un vuelo entre Barranquilla y Puerto Colombia, donde Santo Domingo entregó el saco de correo.

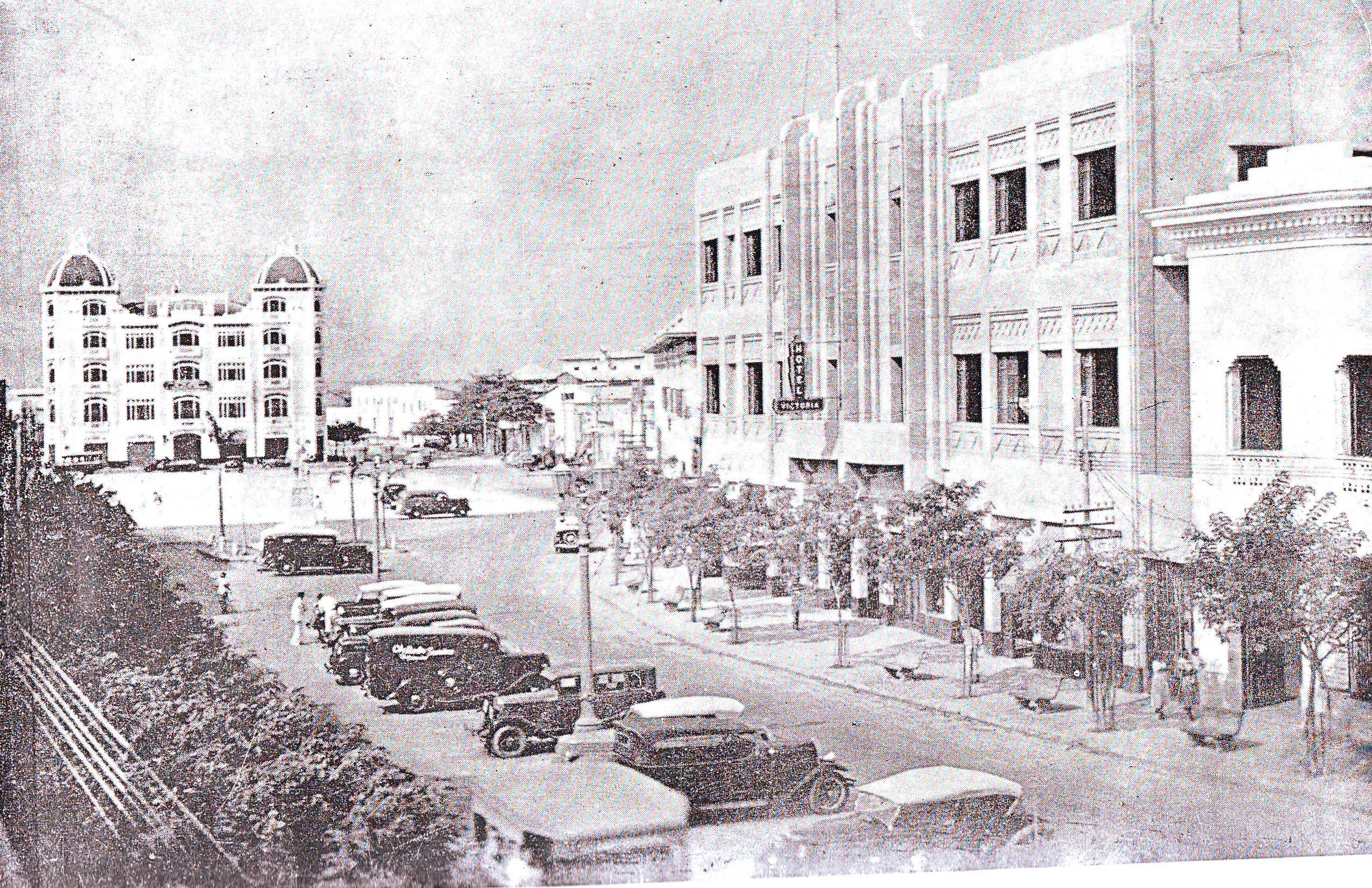
Paseo de Colón, centro del comercio y negocios de Barranquilla desde principios del hasta 1937, cuando la estatua de Colón fue cambiada por la de Bolívar. Al fondo se aprecia el desaparecido edificio Palma.

En virtud de su condición de puerto marítimo y fluvial que conectaba con el interior del país y el exterior, la ciudad se había convertido, desde la segunda mitad del siglo XIX hasta las primeras décadas del XX, en una de las ciudades más cosmopolitas y multiculturales de Colombia y en la entrada al país de inmigrantes extranjeros como sirios, palestinos, libaneses, franceses, alemanes, judíos, estadounidenses, italianos, chinos y japoneses, entre otros, quienes se asientan en la ciudad, dinamizan la industria y contribuyen a hacer de ella una urbe moderna. En este marco, se traslada a Barranquilla la aduana de Salgar y se construye el edificio de la Administración de la Aduana de Barranquilla entre 1919 y 1921 por el arquitecto jamaiquino de origen inglés Leslie Arbouin. Gracias al dinamismo económico, la pujanza empresarial de la ciudad, así como por su condición de punto de entrada al país de miles de inmigrantes y de múltiples adelantos como la aviación, la ciudad recibe de parte del gobierno de Marco Fidel Suárez el título de Pórtico Dorado de la República. El 12 de enero de 1919, en medio de una agitación en la Costa Caribe contra el centralismo bogotano, se organiza en Barranquilla la Liga Costeña. En 1920, «Arqueólogos revelan que la capital del Atlántico está ubicada sobre una vasta necrópolis de época prehistórica».
El 8 de junio de 1924, mientras repartían volantes en pro de la realización de los trabajos de Bocas de Ceniza, se precipita a tierra el junker Tolima A-16 piloteado por el aviador alemán Helmuth Von Krohn. En el accidente perecieron los seis pasajeros a bordo, entre ellos Ernesto Cortissoz, presidente de la Scadta.
En 1925, las empresas públicas de Barranquilla son las primeras en fundarse en el país. La cobertura inicial del acueducto construido en 1929 era de 11 500 casas de 14 000 totales en 1931, y en 1938, de 18 050 viviendas, el 80 % contaban con servicio de agua potable, mientras que en Bogotá en ese mismo año la cobertura del acueducto era del 59 %, en Medellín del 57,3 %, en Cali del 74,8 %, en Cartagena del 21,4 % y en Santa Marta del 36,2 %. En 1927, el servicio de energía eléctrica suministrado por la compañía de Energía Eléctrica de Barranquilla atendía las necesidades de 10 300 viviendas, equivalentes al 74 % del total.
El 4 de febrero de 1925, la Scadta adquiere los aviones Atlántico y Bolívar para cubrir los primeros vuelos internacionales, los cuales se realizan en agosto del mismo año entre Barranquilla y Key West, Florida, con escalas en América Central, México y Cuba. Un año más tarde comienza la construcción de la Intendencia Fluvial, que obedece al incremento de servicios vinculados al río Magdalena.
En una época de adelantos para la ciudad, se funda la primera emisora comercial de radio privada del país (la primera emisora de Colombia fue la estatal HJN de Bogotá).Elías Pellet Buitrago da inicio a la radio comercial en Colombia con la primera emisión de La Voz de Barranquilla el 8 de diciembre de 1929. El 16 de agosto de 1933, el Senado de la República aprueba el contrato de apertura de Bocas de Ceniza, trabajos que son terminados en 1936, inaugurándose el Terminal Marítimo de Barranquilla en el gobierno de Alfonso López Pumarejo el 22 de diciembre del mismo año, en el marco de un periodo de construcciones emprendidas por el gobierno central con la intención de establecer una infraestructura que les permitiera al país y a los principales centros urbanos ingresar a los mercados internacionales. En 1935 se da un impulso al deporte de la ciudad con la construcción del estadio municipal de fútbol para acoger los III Juegos Nacionales. Sin embargo, el 10 de abril de 1931, «en un motín contra el hambre y el desempleo, el pueblo de Barranquilla destruye el Teatro Colombia».
Durante la primera mitad del siglo XX Barranquilla se consolida como la ciudad de mayor crecimiento poblacional y urbano de Colombia. La urbe se expandió hasta alcanzar los municipios vecinos, situación que dio origen a la creación del área metropolitana de Barranquilla en 1981. Desde fines de los años 1950 hasta los años 1980, la ciudad se sume en una decadencia socioeconómica debida al fracaso de la clase política y a la quiebra de sectores de la actividad industrial. En 1958 se creó la primera zona franca de Colombia.
El 18 de agosto de 1993, el Congreso de la República de Colombia, por medio del Acto Legislativo Número 01 del 17 de agosto de 1993, constituye a Barranquilla en Distrito Especial, Industrial y Portuario.

#### SigloXXI

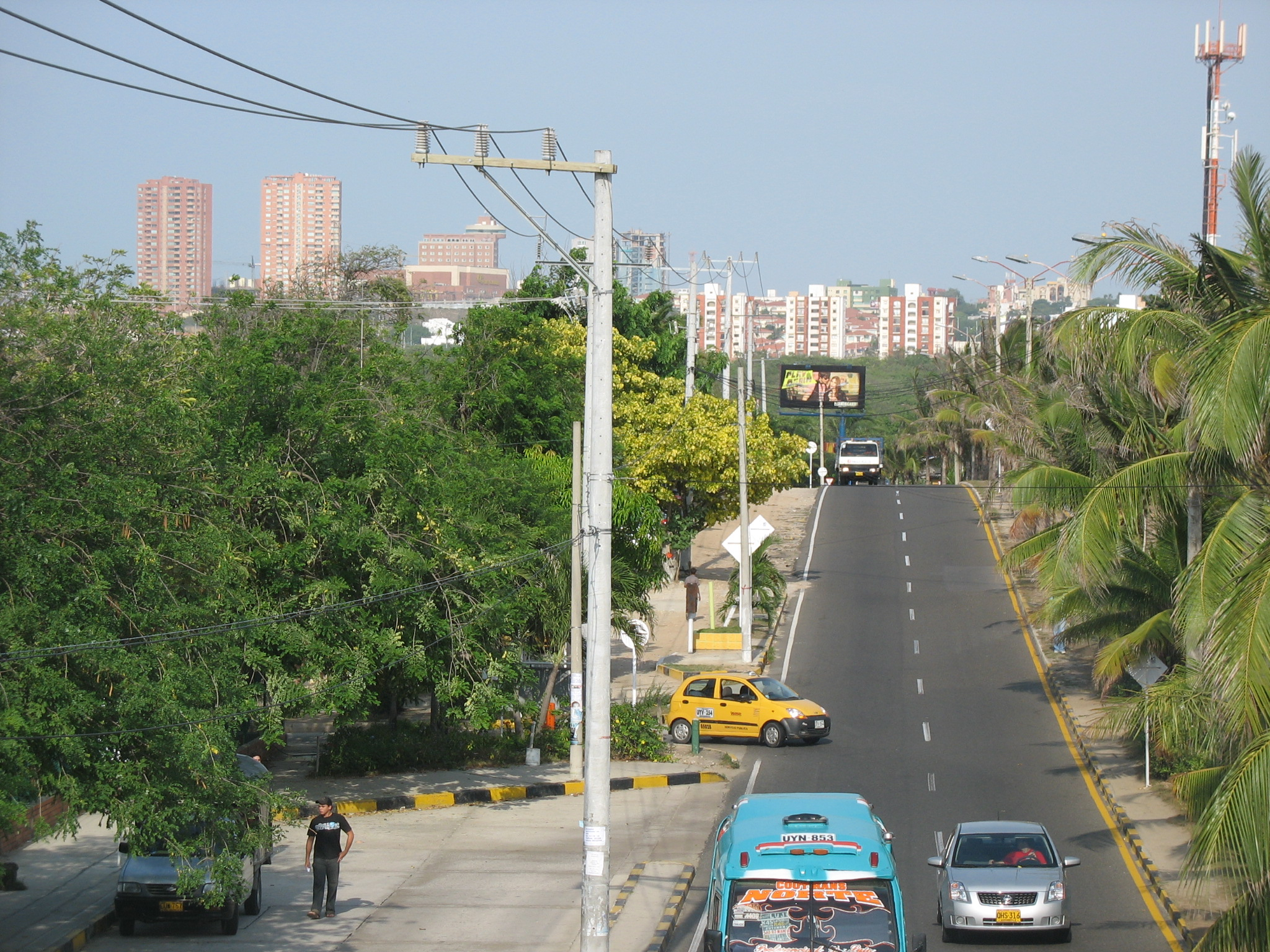
Una megalópolis se proyecta entre Barranquilla, Cartagena y Santa Marta. Expansión de Barranquilla sobre la carretera a Puerto Colombia.

La Ley 768 de 2002 dispuso la creación del área metropolitana del Litoral Caribe, conformada por los distritos especiales de Barranquilla, Cartagena de Indias y Santa Marta y los municipios y entidades territoriales que forman parte de sus áreas metropolitanas, sentando las bases para una megalópolis regional con el objetivo de «formular, adoptar y adelantar planes para el desarrollo armónico e integrado del territorio que quede bajo jurisdicción de aquella; racionalizar la prestación de servicios a cargo de las entidades que la conforman y eventualmente asumir la prestación común de los mismos; ejecutar obras de interés metropolitano y adelantar proyectos de interés común».
En el siglo XXI, la dirigencia de la ciudad ha trazado el objetivo de que Barranquilla recupere su nivel de capital estratégica del país. Entre las estrategias definidas sobresale la integración de la ciudad con el río Magdalena mediante proyectos como la avenida del Río, el Gran Malecón, la urbanización de la isla de La Loma, el puerto de aguas profundas y el Corredor Portuario. La administración de Elsa Noguera (2012-2015) inició la construcción de alcantarillado pluvial en las calles más afectadas por la formación de arroyos cuando llueve, marcando un hito en la dinámica urbana de Barranquilla.
Destacan también la construcción del nuevo puente Pumarejo, la modernización y ampliación del aeropuerto Ernesto Cortissoz, la ampliación de la Circunvalación, la puesta en funcionamiento del Centro de Eventos y del Parque Cultural del Caribe, la puesta en marcha del sistema de transporte público masivo Transmetro y la restauración del centro mediante la recuperación de inmuebles y la renovación y construcción de nuevas plazas y parques públicos. Con motivo de la realización en Barranquilla de los Juegos Centroamericanos y del Caribe 2018, se llevó a cabo la construcción y remodelación de escenarios deportivos, así como en la dotación de la infraestructura complementaria para las justas.

## Geografía

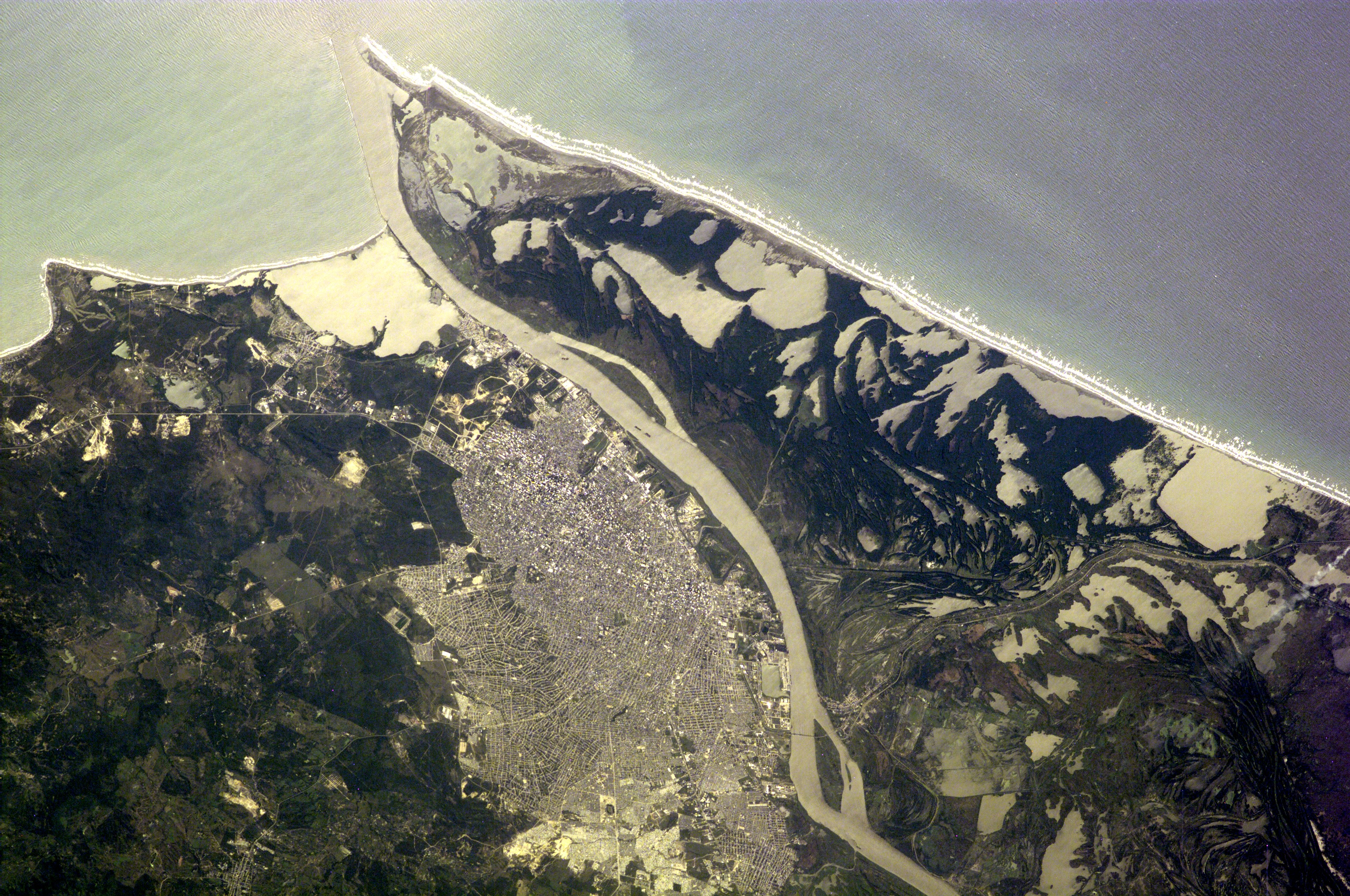
Vista satelital de Barranquilla. Se aprecia el último tramo del río Magdalena.

### Ubicación
Barranquilla está localizada en el vértice nororiental del departamento del Atlántico, sobre la orilla occidental del río Magdalena, a 7,5 km de su desembocadura en el mar Caribe. Tiene una extensión de 154 km², equivalentes al 4,5 % de la superficie del departamento del Atlántico. Las coordenadas geográficas se establecen tomando como referencia el punto cero de la ciudad ubicado en la plaza de la Paz.
| Coordenadas geográficas |
| - Latitud: 10°59′16″ N - Longitud: 74°47′20″ O - Coordenadas UTM: N523063.582; O1214636.110; zona: 18; factor escala: 0.9996 |

Políticamente, Barranquilla limita al oriente con el departamento del Magdalena (de por medio el río Magdalena), al norte con el municipio de Puerto Colombia y con el mar Caribe (predios de la ciénaga de Mallorquín, tajamar occidental y Puerto Mocho), al occidente con los municipios de Puerto Colombia, Galapa y Tubará y al sur con el municipio de Soledad.

|                                      | Norte: Ciénaga de Mallorquín Mar Caribe |                     |
| Oeste: Puerto Colombia Galapa Tubará |                                         | Este: Río Magdalena |
|                                      | Sur: Soledad                            |                     |

### Altitud
El área urbana está edificada sobre un plano ligeramente inclinado cuyas alturas extremas, según el Instituto Geográfico Agustín Codazzi, son 4 m s. n. m. al oriente y 98 m s. n. m. al occidente. Otras fuentes señalan alturas accidentales en las lomas, hasta de 120 metros fuera de la ciudad. Según Google Earth, la altura de la ciudad varía entre los 0 m s. n. m. en el tajamar occidental, hasta máximo 142 m s. n. m. en el barrio La Cumbre.

### Geología
La composición geológica de la región es del período Terciario Superior (Mioceno y Plioceno) en las lomas o colinas occidentales y del Cuaternario (Pleistoceno y Holoceno) en las partes más planas, como la suela del río. Según el Instituto Geográfico Agustín Codazzi, los materiales cuaternarios son de origen aluvial, lacustre, fluviolacustre, marino y eólico. Ocupan en general orillas, diques, terrazas, valles, estrechos, pequeños abanicos aluviales, cubetas, rebordes de ciénagas, pantanos, playones y lomas. Los materiales del Terciario (Mioceno y Plioceno) están en las colinas occidentales, y se presentan en forma de pendientes variadas. Las zonas adyacentes a la ribera del río Magdalena corresponden a terrenos franco-arcillosos abundantes en limos fluviales aluviales.

### Clima

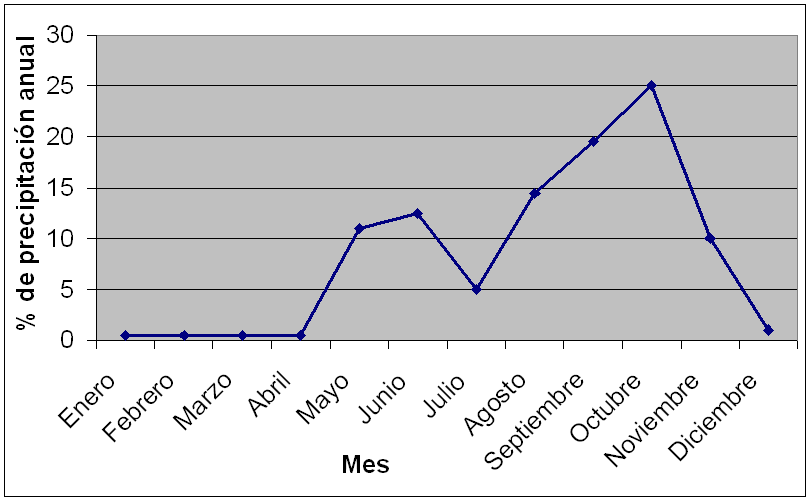
Precipitación anual en la ciudad.

El clima de Barranquilla es de tipo tropical seco o xeromegaterno tropical, es decir, correspondiente a una vegetación propia de la sequedad y bajo altas temperaturas. Conforme a la clasificación climática de Köppen, le corresponde un clima Aw o tropical de sabana.
La temperatura promedio es de 27,6 °C. De noviembre hasta principios de abril, coincidiendo con el invierno boreal, soplan los vientos alisios del nororiente, mitigando en parte el intenso calor. Hacia fines de junio soplan los alisios del suroriente, produciendo el veranillo de San Juan. Es por esto que en esa época se vive un ambiente parecido a diciembre.
El régimen de precipitación de Barranquilla se rige por dos periodos: uno seco, de diciembre a abril, y otro lluvioso que abarca de abril a principios de diciembre. En abril o mayo empiezan las lluvias de «primera». Hacia fines de junio, mayor parte de julio y a veces en agosto, tiende a disminuir la lluvia, constituyéndose una seca conocida como veranillo de San Juan. La precipitación anual promedio es de 904 mm. La distribución de las temporadas seca y lluviosa está en la ilustración.
| Parámetros climáticos promedio de Barranquilla (Aeropuerto Internacional Ernesto Cortissoz), normales 1981-2010 | Parámetros climáticos promedio de Barranquilla (Aeropuerto Internacional Ernesto Cortissoz), normales 1981-2010 | Parámetros climáticos promedio de Barranquilla (Aeropuerto Internacional Ernesto Cortissoz), normales 1981-2010 | Parámetros climáticos promedio de Barranquilla (Aeropuerto Internacional Ernesto Cortissoz), normales 1981-2010 | Parámetros climáticos promedio de Barranquilla (Aeropuerto Internacional Ernesto Cortissoz), normales 1981-2010 | Parámetros climáticos promedio de Barranquilla (Aeropuerto Internacional Ernesto Cortissoz), normales 1981-2010 | Parámetros climáticos promedio de Barranquilla (Aeropuerto Internacional Ernesto Cortissoz), normales 1981-2010 | Parámetros climáticos promedio de Barranquilla (Aeropuerto Internacional Ernesto Cortissoz), normales 1981-2010 | Parámetros climáticos promedio de Barranquilla (Aeropuerto Internacional Ernesto Cortissoz), normales 1981-2010 | Parámetros climáticos promedio de Barranquilla (Aeropuerto Internacional Ernesto Cortissoz), normales 1981-2010 | Parámetros climáticos promedio de Barranquilla (Aeropuerto Internacional Ernesto Cortissoz), normales 1981-2010 | Parámetros climáticos promedio de Barranquilla (Aeropuerto Internacional Ernesto Cortissoz), normales 1981-2010 | Parámetros climáticos promedio de Barranquilla (Aeropuerto Internacional Ernesto Cortissoz), normales 1981-2010 | Parámetros climáticos promedio de Barranquilla (Aeropuerto Internacional Ernesto Cortissoz), normales 1981-2010 |
| Mes | Ene. | Feb. | Mar. | Abr. | May. | Jun. | Jul. | Ago. | Sep. | Oct. | Nov. | Dic. | Anual |
| --- | --- | --- | --- | --- | --- | --- | --- | --- | --- | --- | --- | --- | --- |
| Temp. máx. abs. (°C)                                                                                            | 38.2 | 37.6 | 37.8 | 39.5 | 39.3 | 39.8 | 39.2 | 39.0 | 38.4 | 38.6 | 38.4 | 39.5 | 39.8 |
| Temp. máx. media (°C)                                                                                           | 31.4 | 31.7 | 32.4 | 33.1 | 33.4 | 33.2 | 32.9 | 33.3 | 33.0 | 32.5 | 32.2 | 31.7 | 32.6 |
| Temp. media (°C)                                                                                                | 26.7 | 26.8 | 27.2 | 27.8 | 28.2 | 28.2 | 28.0 | 28.1 | 27.8 | 27.4 | 27.5 | 27.1 | 27.6 |
| Temp. mín. media (°C)                                                                                           | 23.6 | 23.9 | 24.2 | 24.9 | 24.9 | 24.8 | 24.6 | 24.6 | 24.1 | 23.9 | 24.1 | 24.0 | 24.3 |
| Temp. mín. abs. (°C)                                                                                            | 17.0 | 17.6 | 18.2 | 18.8 | 18.0 | 20.5 | 19.4 | 20.9 | 20.0 | 14.8 | 18.5 | 19.5 | 18.0 |
| Precipitación total (mm)                                                                                        | 1.2 | 0.5 | 1.9 | 31.8 | 118 | 83 | 92.1 | 112.6 | 160.5 | 169.6 | 95.6 | 37.5 | 904.2 |
| Días de precipitaciones (≥ 1 mm)                                                                                | 0 | 0 | 1 | 4 | 9 | 10 | 8 | 11 | 14 | 16 | 9 | 3 | 83 |
| Horas de sol | 280 | 232 | 247 | 220 | 196 | 198 | 192 | 176 | 160 | 112 | 191 | 252 | 2456 |
| Humedad relativa (%)                                                                                            | 79 | 78 | 77 | 79 | 81 | 82 | 81 | 82 | 84 | 86 | 84 | 81 | 81 |
| Fuente: Instituto de Hidrologia Meteorología y Estudios Ambientales                                             | | | | | | | | | | | | | |

### Hidrografía
Aguas superficiales
- Marítimas: desde la franja izquierda del tajamar occidental en la desembocadura del río Magdalena hasta los límites con Puerto Colombia.

- Fluviales: río Magdalena; caños del río: Arriba, Los Tramposos, La Ahuyama, del Mercado, C y La Tablaza o Las Compañías; los arroyos de los barrios el Country, Rebolo, Santo Domingo, Las Américas y el Bosque; El Lindero, El Platanal, El Salado, El Salado 2, Don Juan, Hospital, La Paz, Bolívar, Felicidad, Coltabaco, Siape, de las calles 48, 64, 76, 79, 82, 84, 92, de las carreras 8, 15, 19, 21, 51, 53, 54, 58, 65 y 71;[64] aguas lacustres como las ciénagas de Mallorquín y de San Nicolás.[61]

Aguas subterráneas
El norte de Barranquilla, a partir de los 11° latitud norte, corresponde a una región «con posibilidades de buenas infiltraciones de agua pluvial», en tanto que la parte meridional aparece como «de poca infiltración, de suelo pobre y con posibilidades de inundación por lluvia».

### Flora

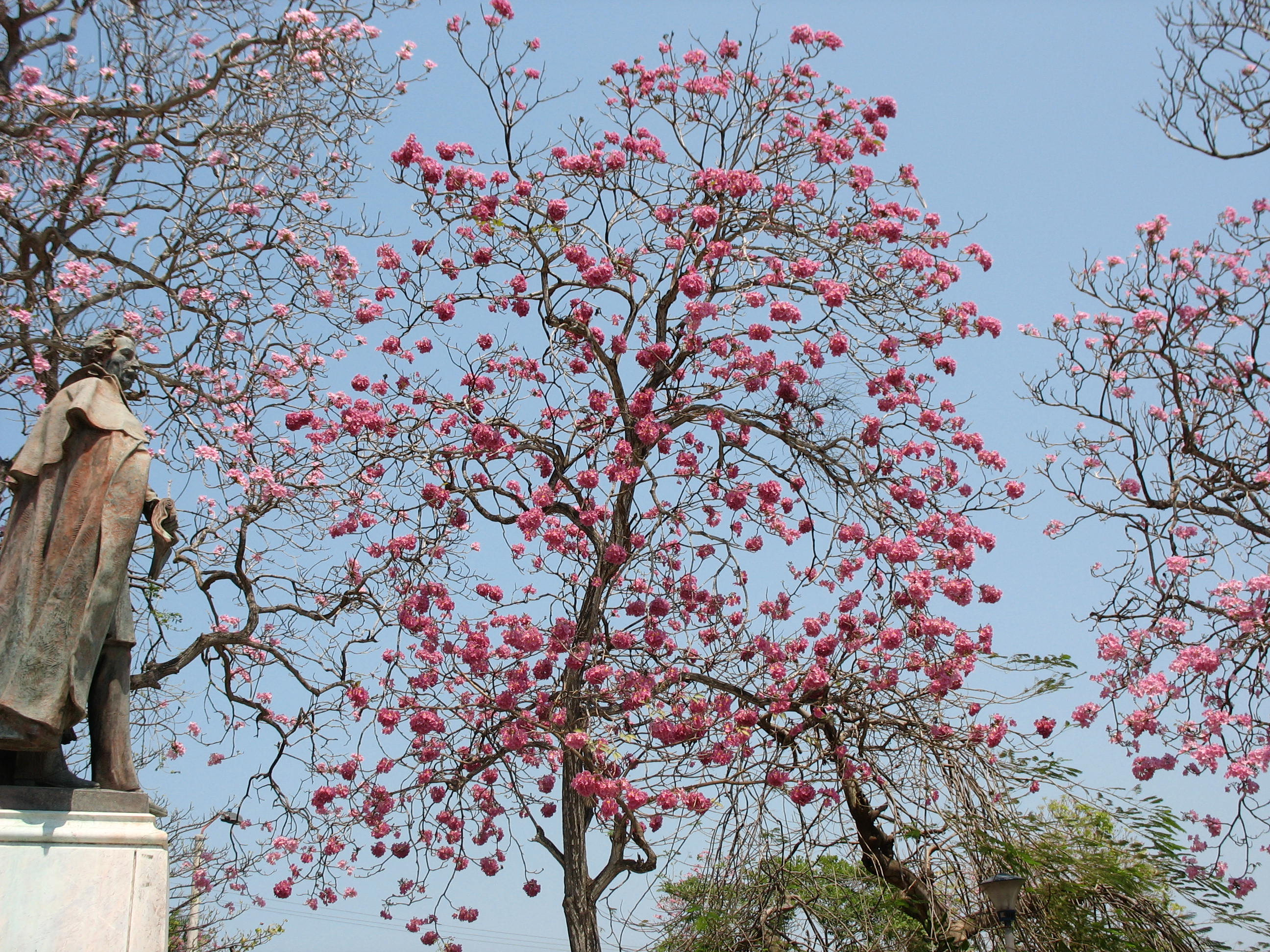
Roble morado, árbol emblemático de Barranquilla. Parque Santander.
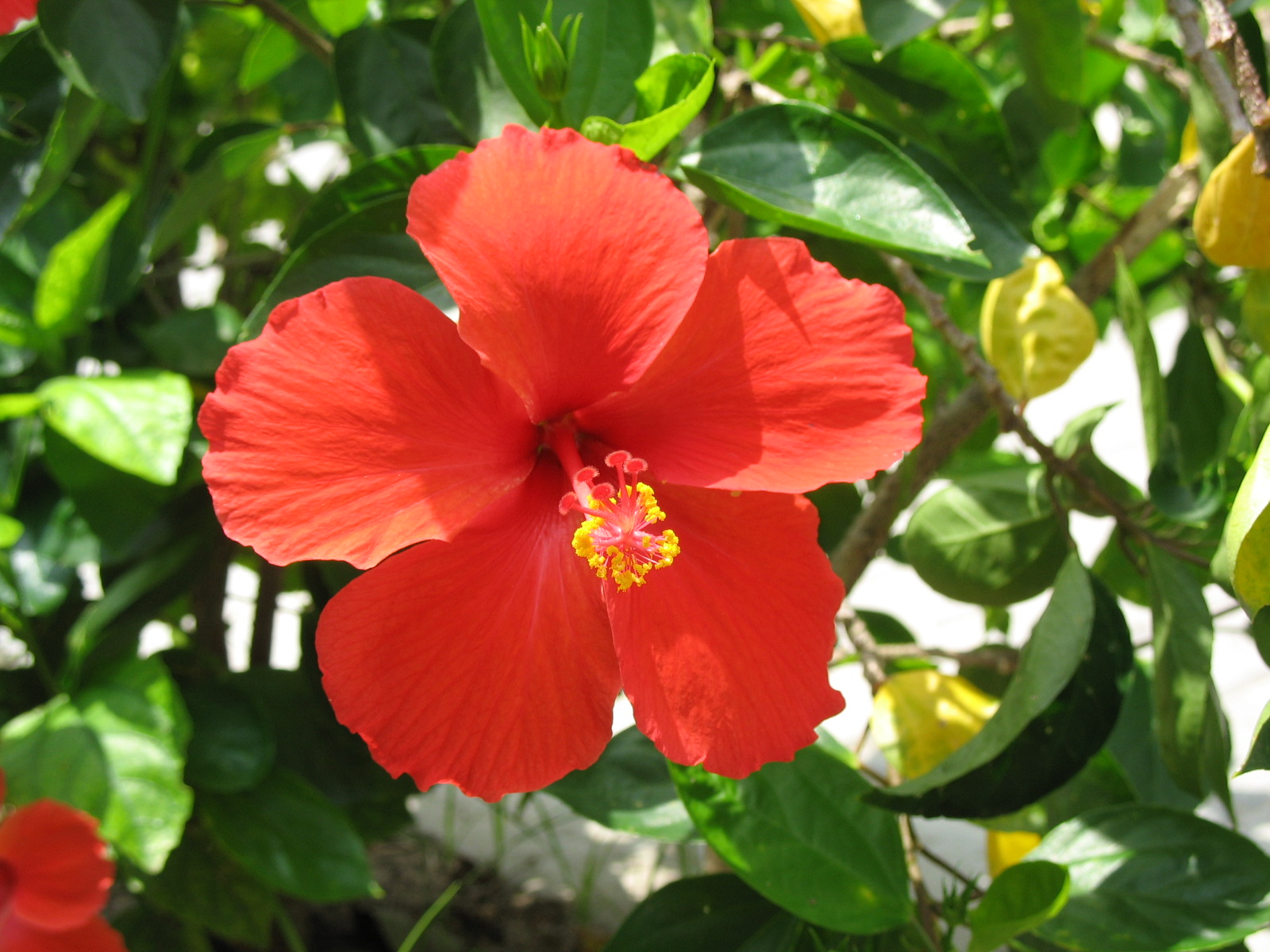
Cayena, flor símbolo de Barranquilla.

Según el Instituto Geográfico Agustín Codazzi, a Barranquilla corresponde una vegetación de bosque muy seco tropical (bms-T), el cual incluye especies como cactáceas, manglares, tuna de penca, cardón, trupillo o cují, dividivi, uvito y variedades de acacia como la roja y la forrajera. En la vega anegadiza del río Magdalena se dan la taruya, enea, bijao, buchón de agua, palma de corozo, caracolí, higuerón, olla de mono. En el casco urbano son comunes árboles como el roble morado, matarratón, el guayacán, el matarratón extranjero, el indio encuero, el almendro, el pino común, variedades de ceiba como la bonga, la blanca y la de majagua, el árbol de caucho, el balso, la coca cartagenera, el oití, el caucho de la India, el caucho cartagenero, el tulipán africano, el carito orejero, el campano, el olivo, el coralibe, el melina, el pivijay, San Joaquín, el roble amarillo, el pico de loro, la salchicha, la caoba, el clemón, el camajorú, el palo de María, el trébol, la uvita mocosa, el cocotero, el laurel, el guásimo, el pisquín, el caraqueño, el totumo, la lluvia de oro, la uva mora, el nim, el jaboncito y variedades de palmas como la real y la robellini.
Entre los árboles frutales sobresalen el mango, el níspero, el mamón, la guayaba, la uva playa, la guinda, el anón, el tamarindo, la ciruela, el marañón, la guanábana, el limonero y el limoncillo.
Barranquilla cuenta con 5 bosques urbanos que albergan 15.714 árboles: Campo Alegre, Hogar Caribe, EDAR Suroccidente, Miramar y Ciudad Caribe.

### Fauna

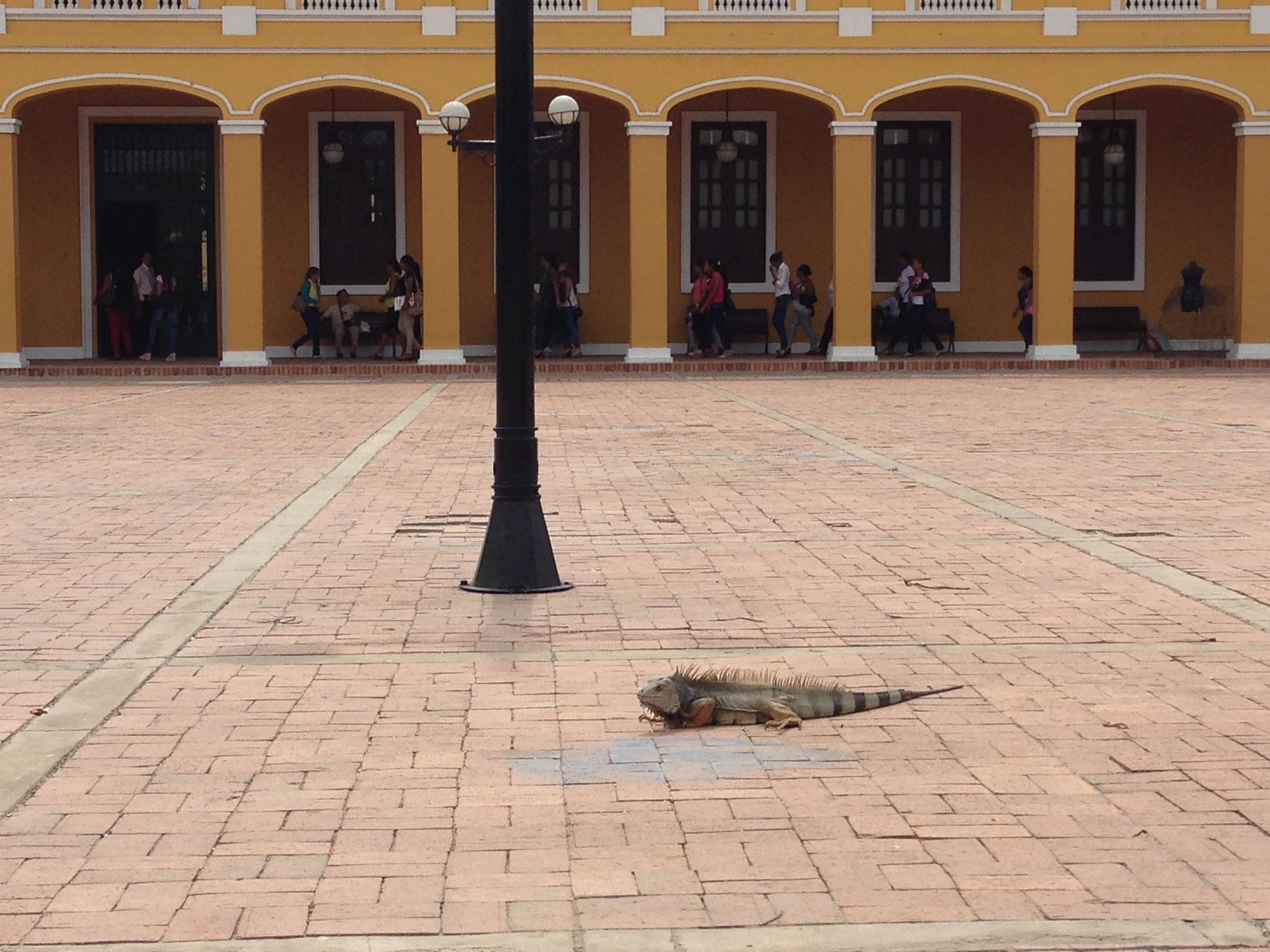
La iguana es una especie común en el casco urbano de Barranquilla.
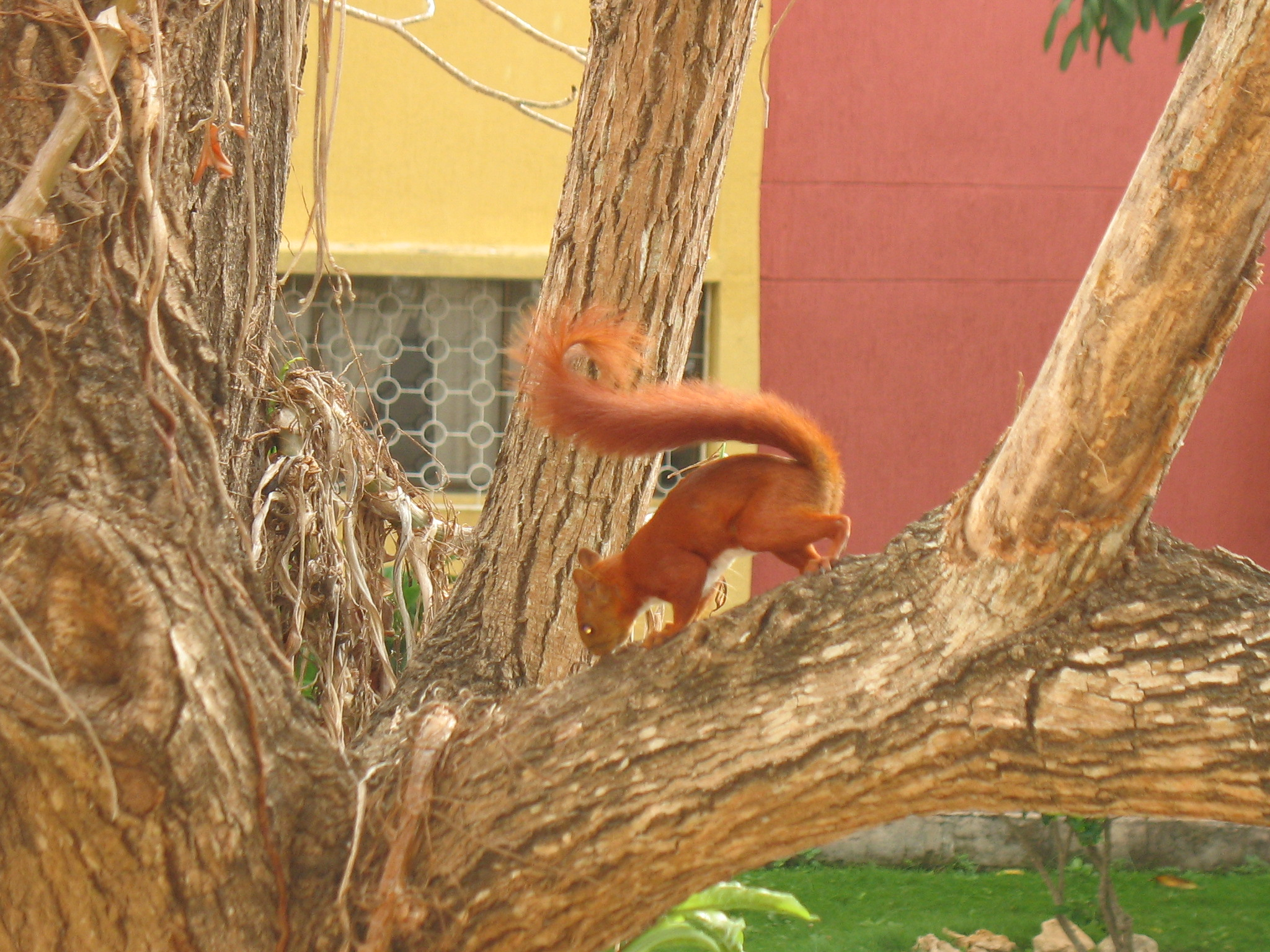
Ardilla.

Se pueden encontrar varias especies nativas en el casco urbano, en la periferia y en los ecosistemas del sistema hídrico (río Magdalena, ciénaga de Mallorquín, arroyos como los de los barrios El Country y La Victoria). Algunas de las especies animales que se pueden encontrar en la ciudad son aves como la chichafría, el cucarachero, la tierrelita, la cocinera, la maría mulata, el mochuelo y el loro; peces como la lisa y el lebranche (ciénaga de Mallorquín); insectos como mariposas, chinches, moscas, mosquitos, jején, cucarachas y comején; mamíferos como perros y gatos domésticos, monos y roedores como la ardilla; reptiles como iguanas, culebras, morrocoyes y lobitos. En algunos sectores como el mercado y la periferia circulan equinos (caballos y burros) y se crían vacunos, porcinos y caprinos.

### Ecología y recursos naturales

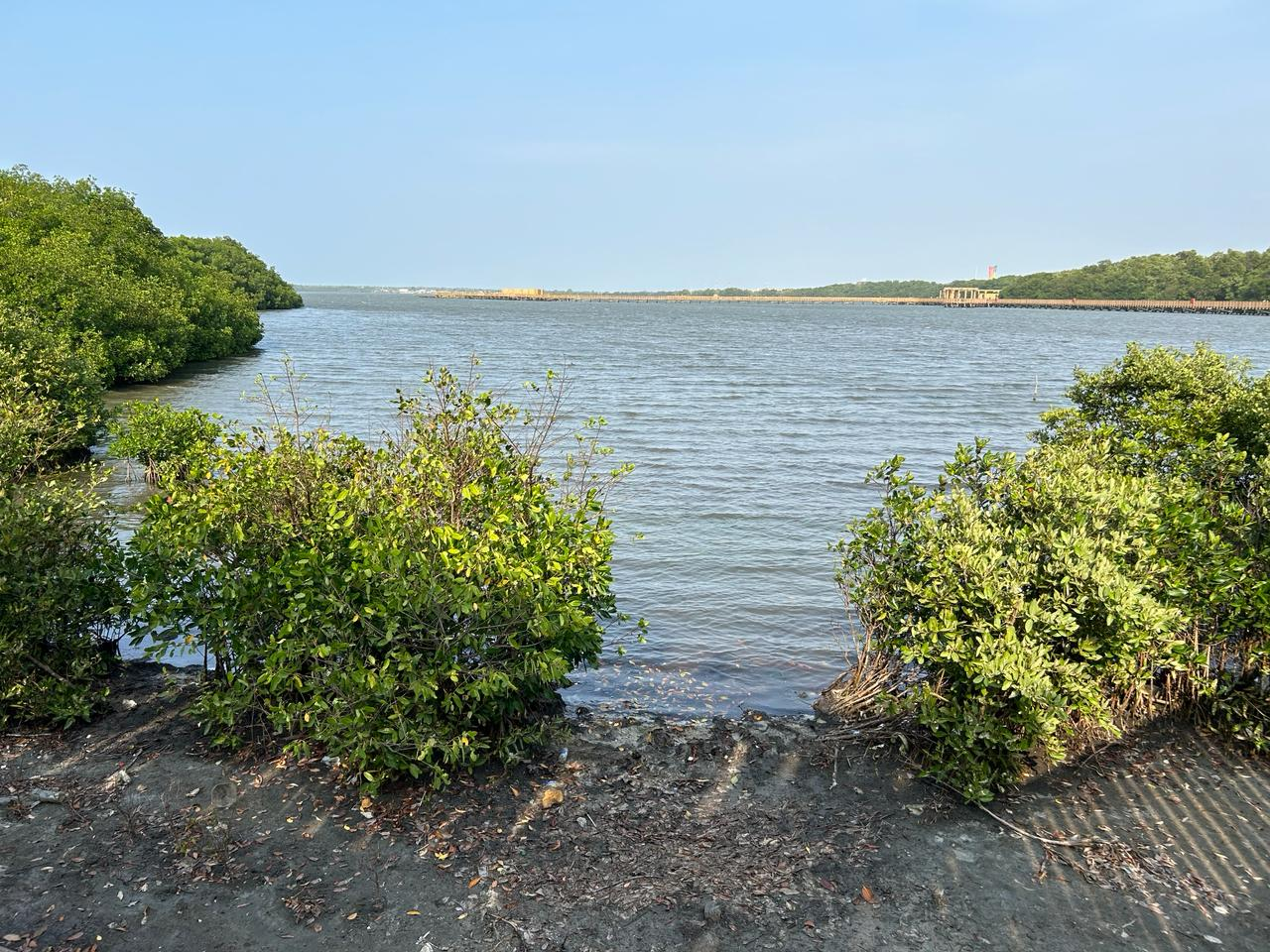
Ciénaga de Mallorquín

Barranquilla cuenta con ecosistemas como el río Magdalena, la ciénaga de Mallorquín y los caños orientales. La finalización de los trabajos de construcción de los tajamares de Bocas de Ceniza en 1936 trajo consigo el deterioro de la ciénaga de Mallorquín, que originalmente era un sistema de cuatro ciénagas, así como el detrimento de las playas aledañas a Puerto Colombia.
Alrededor del arroyo del barrio La Victoria se encuentra un bosque y un parque con una superficie aproximada de 7 hectáreas, ubicado en la zona suroriental de la ciudad. El bosque alrededor del arroyo del Country es otra reserva natural dentro del perímetro urbano alrededor de una fuente hídrica. La abundante vegetación y los manantiales de aguas cristalinas han permitido un hábitat propicio para las especies nativas vegetales y animales que se encuentran en la ciudad.
Además, Barranquilla cuenta con 5 bosques urbanos que albergan 15 714 árboles: 
1. Campo Alegre, 5497 robles morados;
2. Sector Hogar Caribe, 3000 de 17 especies diferentes;
3. EDAR Suroccidente, 4892 de 12 especies diferentes
4. Ciudad Caribe, 2325 de 11 especies diferentes.
5. Bosque urbano Miramar, en el occidente de la ciudad, el cual comprende 30 ha, pista de ciclomontañismo, senderos y áreas para acampada. Su adecuación se emprendió en diciembre de 2020. [68][69][70]

En 2020, la Organización de las Naciones Unidas para la Alimentación y la Agricultura (FAO) y la Fundación Arbor Day destacaron a Barranquilla como una de las ciudades más arborizadas en el mundo.

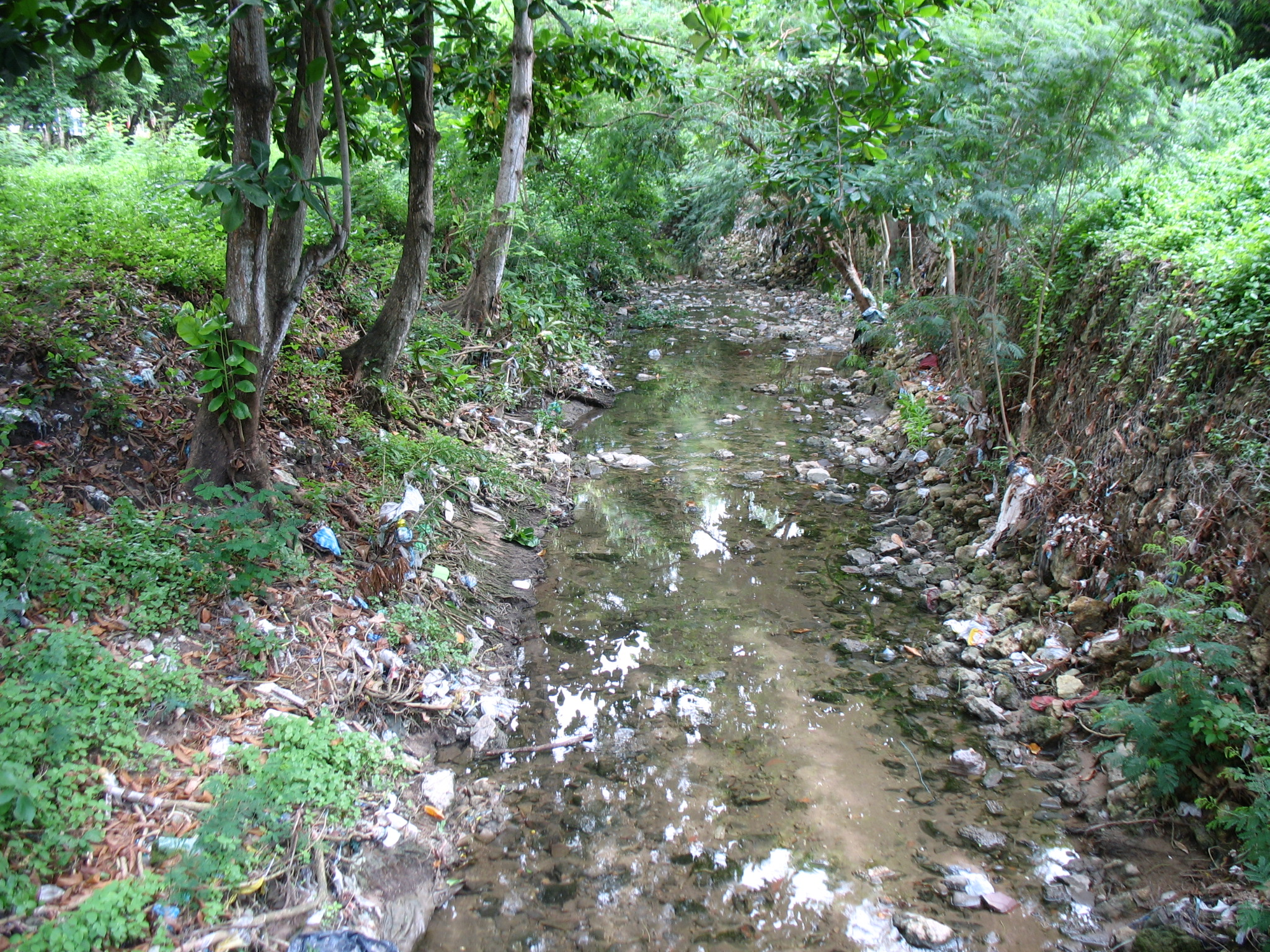
Arroyo de La Victoria, bosque urbano y sitio propuesto para jardín botánico

La arborización masiva en la ciudad es impulsada por la Agencia Distrital de Infraestructura (ADI), con el programa "Siembra Barranquilla", iniciado en 2018 por el alcalde Alejandro Char y cuyo objetivo es sembrar 250 000 árboles en la ciudad.
En enero de 2020, el alcalde Jaime Pumarejo propuso convertir a Barranquilla en una diverciudad con el proyecto bandera del ecoparque de la ciénaga de Mallorquín, que incluye recuperación ambiental del cuerpo de agua, senderos ecológicos, miradores palafíticos, y zona habilitada para la práctica de deportes náuticos y ciclovías. El ecoparque fue inaugurado el 31 de agosto de 2023.
En 2025 se inauguró el ecoparque del Suroccidente.
Hacia el norte de Barranquilla, en límites con Puerto Colombia, se encuentran minas a cielo abierto de piedra caliza, materia prima de la fabricación de cemento y utilizada como material de construcción.

### Contaminación ambiental
Calidad del aire
De acuerdo con la orientación de los flujos de aire de Barranquilla, los contaminantes atmosféricos se desplazan en sentido norte y nororiente, y en épocas de vientos suaves y moderados quedan más uniformemente distribuidos sobre la ciudad. En cuanto a partículas en suspensión, los procesos industriales más contaminantes en la ciudad son el sulfato de amonio, el cemento, el yeso y la pulpa de papel.

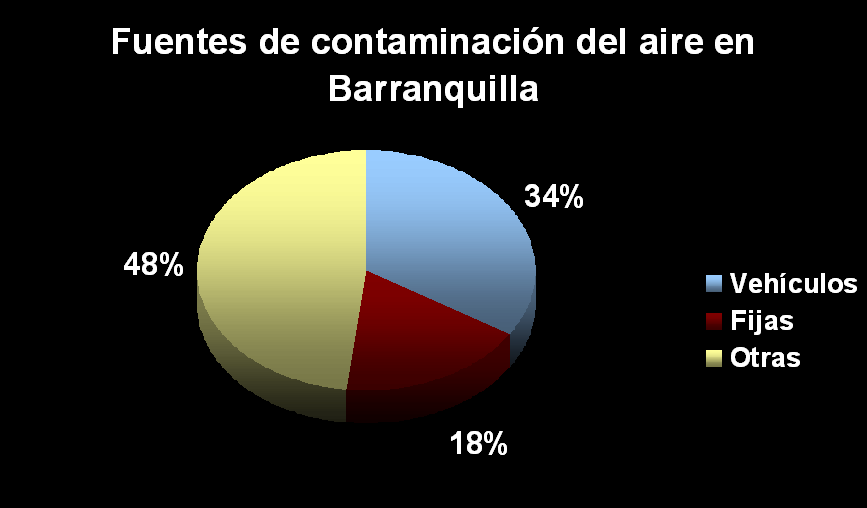
Fuentes de contaminación atmosférica en Barranquilla.

La emisión de gases producidos por el tráfico vehicular automotor es más crítica en el distrito central, donde se desarrolla una importante actividad comercial. La principal fuente de contaminación del aire la constituyen los vehículos con un 34 % y luego la industria con un 18 %. Los contaminantes emitidos por los vehículos son: monóxido de carbono (89,12 %), dióxido de azufre (0,23 %), hidrocarburos (6,46 %), óxidos de nitrógeno (3,82 %) y partículas (0,37 %). Para contribuir a remediar esta problemática varias empresas del Estado y del sector privado han apoyado un proyecto de conversión de vehículos de combustible líquido a gas natural. Además, en la ciudad están instaladas más de 12 estaciones de servicio de gas natural y se ha emprendido la conversión de vehículos a gas natural. Barranquilla es la cuarta ciudad del país que mayores descargas contaminantes realiza a la atmósfera.
Según una investigación realizada por el Instituto de Hidrología, Meteorología y Estudios Ambientales de Colombia (Ideam), en Barranquilla se encuentran concentraciones mensuales de material particulado de menor tamaño superior a 160 microgramos por metro cúbico, cuando el máximo de los estándares internacionales permite 70. La causas de este problema radican en la baja calidad de la gasolina y el diésel utilizados por los automotores de la ciudad, pues registran concentraciones de 5000 ppm (partes de azufre por millón) y 4500 ppm respectivamente, cuando hay países cuyos índices no superan las 50.
Contaminación hídrica
Todas las aguas superficiales del sistema hídrico de Barranquilla, el río Magdalena, la ciénaga de Mallorquín, los caños orientales y los arroyos son objeto de contaminación hídrica como vertederos de aguas residuales sin procesar y de residuos sólidos por parte de particulares. Se ha disminuido el impacto ambiental, principalmente sobre la ciénaga de Mallorquín, con la construcción de lagunas de oxidación y la Estación Depuradora de Aguas Residuales (EDAR) por parte de la Triple A.
Ruido
El límite máximo de ruido permitido es 64 decibeles para la zona residencial, 70 para la comercial y 75 para la zona industrial. En el centro de Barranquilla, el ruido generado por el tráfico automotor y la actividad comercial en horas pico puede alcanzar niveles superiores a 90 decibeles, constituyéndose en factor de riesgo para la salud de la población.

## Organización político-administrativa

### División administrativa
| Mapa de las localidades                                                                            | Mapa urbano-rural                                            |
| -------------------------------------------------------------------------------------------------- | ------------------------------------------------------------ |
| |                                                              |
| Localidades: 1. Riomar 2. Norte-Centro Histórico 3. Sur Occidente 4. Metropolitana 5. Sur Oriente. | Centros poblados: 1. La Playa (Eduardo Santos) 2. Juan Mina. |

De acuerdo con la Ley 768 de 2002, el distrito de Barranquilla está dividido política y administrativamente en cinco localidades: Riomar, Norte-Centro Histórico, Sur Occidente, Metropolitana y Sur Oriente. Cada localidad es co-administrada por los ediles elegidos por votación popular y por los alcaldes locales (uno por localidad) nombrados por el alcalde Distrital. Esta elección es reglamentada por la Administración Distrital. A su vez, las localidades se subdividen en barrios. En la ciudad existen 188 barrios aproximadamente.
El Acto Legislativo 01 de 1993 estableció que el distrito de Barranquilla abarca también la comprensión territorial del barrio Las Flores, el centro poblado La Playa (antes perteneciente al municipio de Puerto Colombia), y el tajamar occidental de Bocas de Ceniza en el río Magdalena, sector de la ciénaga de Mallorquín. El ente territorial también incluye el centro poblado Juan Mina.

### Rama judicial
El Distrito Judicial de Barranquilla está conformado por el Tribunal Superior del Distrito Judicial de Barranquilla, el Circuito Judicial de Barranquilla, el Circuito Judicial de Soledad y el Circuito Judicial de Sabanalarga. El Tribunal está conformado a su vez por la Sala Civil-Familia (seis magistrados), la Sala Laboral (cinco magistrados) y la Sala Penal (tres magistrados). El Circuito Judicial de Barranquilla está conformado por los juzgados civiles, de familia, laborales y penales de Barranquilla, y los juzgados promiscuos de Galapa, Juan de Acosta-Tubará, Piojó y Puerto Colombia.

### Área metropolitana
El área metropolitana de Barranquilla es un conglomerado urbano ubicado en el vértice nororiental del departamento del Atlántico. Su núcleo principal es el distrito de Barranquilla y los municipios periféricos Soledad, Galapa, Puerto Colombia y Malambo. Fue creada mediante el Decreto Ley 3104 del 14 de diciembre de 1979, en su Artículo 16, y puesta en funcionamiento por Ordenanza 028 del 11 de diciembre de 1981. Su funcionamiento está regido por la Ley 128 de 1994 (Ley Orgánica de Áreas Metropolitanas). Es dirigida por la Junta Metropolitana, la cual es presidida por el alcalde Metropolitano, quien a su vez es el alcalde del distrito de Barranquilla. Además, la Junta está integrada por el gobernador del departamento del Atlántico, los alcaldes de los municipios periféricos, el representante del concejo de Barranquilla y un representante de los concejos de los municipios asociados. El director de la entidad es el Secretario de la Junta Metropolitana.
| Municipios                                             | Extensión km² | Población (hab) | Densidad (hab/km²) | Altitud m s. n. m. | Distancia Barranquilla (km) | Mapa del área metropolitana                           |
| ------------------------------------------------------ | ------------- | --------------- | ------------------ | ------------------ | --------------------------- | ----------------------------------------------------- |
| Barranquilla                                           | 154           | 1 374 250       | 8274               | 4                  | 0                           | border Área urbana Área metropolitana de Barranquilla |
| Soledad                                                | 67            | 665 021         | 9925               | 5                  | 3                           | border Área urbana Área metropolitana de Barranquilla |
| Malambo                                                | 108           | 139 566         | 1292               | 10                 | 12                          | border Área urbana Área metropolitana de Barranquilla |
| Puerto Colombia                                        | 93            | 53 649          | 577                | 0                  | 13                          | border Área urbana Área metropolitana de Barranquilla |
| Galapa                                                 | 98            | 67 021          | 684                | 83                 | 8                           | border Área urbana Área metropolitana de Barranquilla |
| Total                                                  | 520           | 2 299 507       | 4230               | —                  | —                           | border Área urbana Área metropolitana de Barranquilla |
| Fuente: censo del DANE 2005 - Web oficiales municipios |               |                 |                    |                    |                             | border Área urbana Área metropolitana de Barranquilla |

### Defensa
Barranquilla es sede de la Primera División del Ejército Nacional de Colombia, conformada en parte por la Segunda Brigada Mecanizada, la cual está compuesta por el Batallón 4 de Infantería Mecanizada, el Batallón 2 de Policía Militar y el Batallón 2 de Apoyo de Servicios, entre otras unidades.
En el municipio de Malambo está ubicado el Comando Aéreo de Combate N.° 3 (Cacom 3) de la Fuerza Aérea Colombiana, que tiene como misión garantizar el orden constitucional y ejercer la soberanía nacional a través de operaciones aéreas y cuya jurisdicción abarca la zona continental norte de Colombia, el área insular del archipiélago de San Andrés y Providencia y las aguas territoriales colombianas en el mar Caribe.

### Instituciones estatales
En Barranquilla tienen sedes regionales las entidades del Estado colombiano, las cuales tienen como propósito desarrollar los programas y estrategias definidos por los lineamientos nacionales:
Procuraduría General de la Nación, Fiscalía General de la Nación, Contraloría General de la Nación, Departamento Administrativo de Seguridad, Servicio Nacional de Aprendizaje, Registraduría Nacional del Estado Civil, Policía Nacional, Ejército Nacional, Defensoría del Pueblo, Instituto Colombiano de Bienestar Familiar, Instituto Colombiano de Crédito Educativo y Estudios Técnicos en el Exterior, Departamento Nacional de Estadística, Dirección de Impuestos y Aduanas Nacionales, Banco de la República, Fuerza Aérea Colombiana), Armada Nacional de Colombia, Instituto Geográfico Agustín Codazzi, entre otras.

## Demografía
| Gráfica de evolución demográfica de Barranquilla entre 1777 y 2018 |
|                                                                    |
| Población según el DANE                                            |

De acuerdo con el censo realizado por el DANE en 2018, ajustado a 30 de junio de 2020, la población de Barranquilla es de 1 274 250 personas y 1 199 507 en su área metropolitana, que la convierten en la ciudad más poblada de la Costa Caribe colombiana, y la cuarta de la nación después de Bogotá, Medellín y Cali.
De conformidad con el artículo 102 de la Ley 142 de 1994, los diferentes barrios de la ciudad están clasificados de acuerdo con los seis estratos socioeconómicos para los inmuebles residenciales en Colombia. Los estratos 1 y 2 corresponden a los sectores suroriental, suroccidental, noroccidental y nororiental. Los estratos 3 y 4 a la zona sur-central, al centro y parte del norte, y los estratos 5 y 6 al norte.
Aproximadamente 1 273 646 personas viven en la cabecera distrital y 604 en la zona rural. La densidad poblacional es de 8274 hab/km². El 47,5 % de la población es de sexo masculino y el 52,5 % restante de sexo femenino. Aproximadamente el 57,9 % de los hogares tiene cuatro o menos personas.
El 20,7 % de las personas de diecisiete años y más de Barranquilla viven en unión libre. El 26,7 % de la población de la ciudad nació en otro municipio y el 0,4 % en otro país. El 5,3 % de la población de Barranquilla presenta alguna limitación permanente.
El 61,5 % de las personas viven en casa, el 32,4 % en apartamento y el 6,2 % en cuarto u otra solución de vivienda. Entre las causas de cambio de residencia, el 63,3 % de la población de Barranquilla que cambió de residencia en los últimos cinco años lo hizo por razones familiares. El 9,2 % por dificultad para conseguir trabajo; el 13,3 % por otra razón y el 2,0 % por amenaza para su vida.

### Etnografía
Las estadísticas intercensales proporcionadas por el DANE son:
| Etnia                              | Censo 2005 | Censo 2005 | Censo 2018  | Censo 2018 |
| Etnia                              | Total      | Pct.       | Total       | Pct.       |
| ---------------------------------- | ---------- | ---------- | ----------- | ---------- |
| Sin pertenencia étnica 1           | 956 871    | 86,20%     | 1 046 995   | 93,47%     |
| Negro (a), mulato, afrocolombiano  | 143 238    | 12,90%     | 57 342      | 5,12%      |
| Indígena                           | 1015       | 0,09%      | 1272        | 0,11%      |
| Raizal de San Andrés y Providencia | 482        | 0,04%      | 275         | 0,02%      |
| Rom (Gitano)                       | 2526       | 0,23%      | 19          | 0,00%      |
| Palenquero                         | 2586       | 0,23%      | 701         | 0,06%      |
| No informa                         | 3282       | 0,30%      | 13 499      | 1,21%      |
| Total                              | 1 110 001  | 100%       | 1 120 103 2 | 100%       |

Nota 1: Se agrupa en este valor las respuestas a la pregunta "Ninguna de las anteriores" en el censo 2005 y a la pregunta "Ningún grupo étnico" en el censo 2018. En esta categoría se agrupan las personas mestizas, caucásicas y otras etnias no reconocidas por el DANE.
Nota 2: El DANE inicialmente entregó esta cifra inicial del total de la población en la ciudad, aunque posteriormente modifico esta cifra con una cantidad oficial en el 2018 de 1.206.319, sin extrapolar o indicar cambios en las proporciones étnicas de la ciudad.
A inicios del siglo XX y durante la Segunda Guerra Mundial inmigraron a la Región Caribe de Colombia contingentes de árabes.

### Natalidad y mortalidad
En 2007 se registraron 29 900 nacimientos en Barranquilla, frente a 32 108 del año 2006. Las defunciones en 2007 fueron 4310, lo que muestra un descenso con respecto a las 5938 del año 2006. Los hombres barranquilleros tienen una esperanza de vida al nacer de 72,07 años, y las mujeres de 77,71 años, parecido al promedio nacional (74,0).
La tasa de mortalidad infantil es del 17,7 % por cada mil niños nacidos, por debajo del promedio del país (26) y mucho menor que la tasa mundial (54). El Plan de Desarrollo «Oportunidades para Todos» de la Alcaldía Distrital se propone bajarla al 15 %, y en niños menores de cinco años del 20,7 % al 18 %.

### Seguridad ciudadana

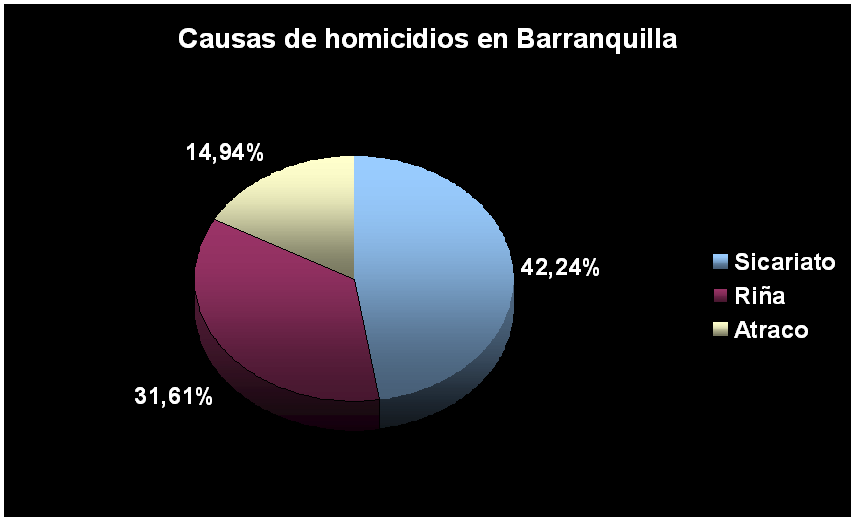
Causas de homicidio en Barranquilla (2007).

En 2023, se presentaron en Barranquilla 415 homicidios, 51 más que en 2022, cuando se registraron 364 asesinatos, lo que corresponde a un aumento del 14 %.
En Colombia, durante 2007 la tasa de homicidios por 100 000 habitantes de Barranquilla (22) es solo superada por las de Cali (57), Bucaramanga (32) y Medellín (30). Durante los últimos seis años (2002-2007), sin embargo, la cantidad de homicidios ha ido en descenso, presentándose la más baja en 2007, con un pico de 483 asesinatos en 2003. El sicariato (42,24 %), las riñas (31,61 %) y el atraco (14,94 %) son las principales modalidades de homicidio en la ciudad. Históricamente, los días en que se presentan más homicidios son sábado y domingo, pero en 2007 se observa una distribución uniforme (aproximadamente del 15 %) en todos los días. Las armas más usadas en los homicidios son las de fuego (85,23 %) y las blancas (9,23 %). En 2007 Barranquilla y Cali registraron el mayor porcentaje de homicidios con armas de fuego en Colombia. La mayor cantidad de homicidios se concentran en el centro y en el sur de la ciudad. Otra modalidad delictiva en Barranquilla que también presentó un comportamiento creciente los dos últimos años es el hurto: a entidades comerciales (713 en 2007, 630 en 2006, principalmente en el norte y en el centro), a residencias (528 en 2007, 467 en 2006, principalmente en el norte), a entidades financieras (20 en 2006, 21 en 2007, principalmente en el norte) y a personas (2692 en 2007, 2146 en 2006, principalmente en el centro, el norte y el sur). El fleteo pasó de 159 casos en 2006 a 127 en 2007.
Los programas desarrollados por la Policía del Atlántico para mejorar la seguridad son: CAI Móvil Comunitario, Policía Cívica Juvenil, DARE y Haz Paz. La Red Ciudadana de Apoyo está conformada por las Escuelas de Seguridad, los Frentes de Seguridad, las Redes Comunitarias Viales de Información, la Red de Informantes y Cooperantes, la Red de Apoyo y Comunicaciones y los Lunes de Recompensa. En cuanto a gestión comunitaria, se ha implementado la Policía de Manzana en Bicicleta, que busca aumentar la presencia policial en las calles y barrios. La Policía de Manzana en Bicicleta está conformada por 1 oficial, 3 suboficiales, 8 patrulleros y 60 auxiliares bachilleres. En la ciudad está operativo el sistema telefónico de emergencias de la Policía Nacional, que mediante el número de teléfono gratuito 123 del Centro Automático de Despacho atiende y direcciona cualquier situación de emergencia en materia de seguridad ciudadana y protección civil. Además de la Policía Nacional, colaboran en el mantenimiento de la seguridad ciudadana la Defensa Civil, el Cuerpo de Bomberos y la Cruz Roja.

## Educación

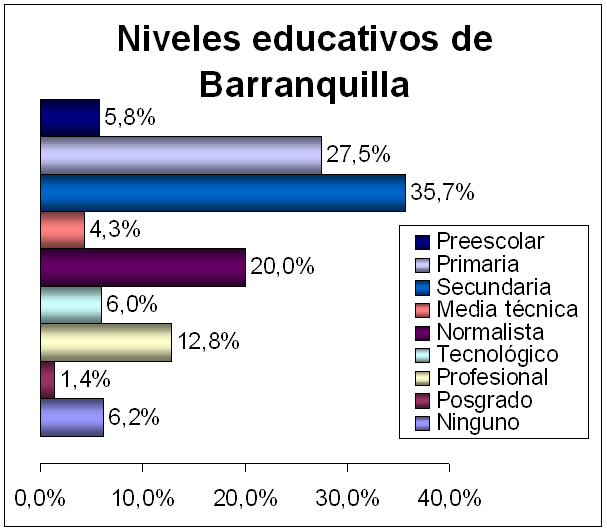
Niveles educativos alcanzados por los habitantes de Barranquilla (2005).

La educación en la ciudad es regulada por la Secretaría de Educación, dependencia de la Alcaldía Distrital. La ciudad ofrece el sistema educativo nacional gratuito en sus niveles de primaria y secundaria. A nivel superior, Barranquilla se distingue por ser el principal centro universitario regional de la Costa Caribe; también se puede acceder a formación técnica y tecnológica. Entre las décadas de 1960 y 1990, la ciudad sirvió de receptora de la población estudiantil desatendida de otras regiones de la Costa y algunas del resto del país, que no podían cursar estudios de educación superior a falta de instituciones en sus lugares de origen. Esta situación tiende a disminuir a principios del siglo XXI debido a la cobertura educativa que se ha alcanzado en dichas regiones.
Algunas de las personalidades que más han contribuido al desarrollo educativo de la ciudad han sido Manuel María Salgado, pionero de la educación secundaria en Barranquilla, fundador del Instituto de Barranquilla en 1849; el educador alemán Karl Meisel, fundador del colegio Ribón en 1881, que se convirtió en colegio de Barranquilla en 1908 (inicialmente llamado colegio del Atlántico y luego colegio industrial de Barranquilla), a instancias del entonces gobernador del Atlántico José Francisco Insignares; Julio Enrique Blanco, fundador de la Universidad del Atlántico; Ramón Renowitzky, Secretario de Educación hacia mediados del siglo XX; y el educador y traductor turco Alberto Assa.
Niveles educativos
Según el censo llevado a cabo por el DANE en 2005, el 66,5 % de la población de 3 a 5 años asiste a un establecimiento educativo formal; el 89,2 % de la población de 6 a 10 años y el 83,7 % de la población de 11 a 17 años. El 27,5 % de la población residente en Barranquilla, ha alcanzado el nivel de primaria básica y el 35,7 % secundaria; el 12,8 % ha alcanzado el nivel profesional y el 1,4 % ha realizado estudios de especialización, maestría o doctorado. La población residente sin ningún nivel educativo es el 6,2 %. El 94,1 % de la población de 5 años y más de Barranquilla sabe leer y escribir.

### Universitaria

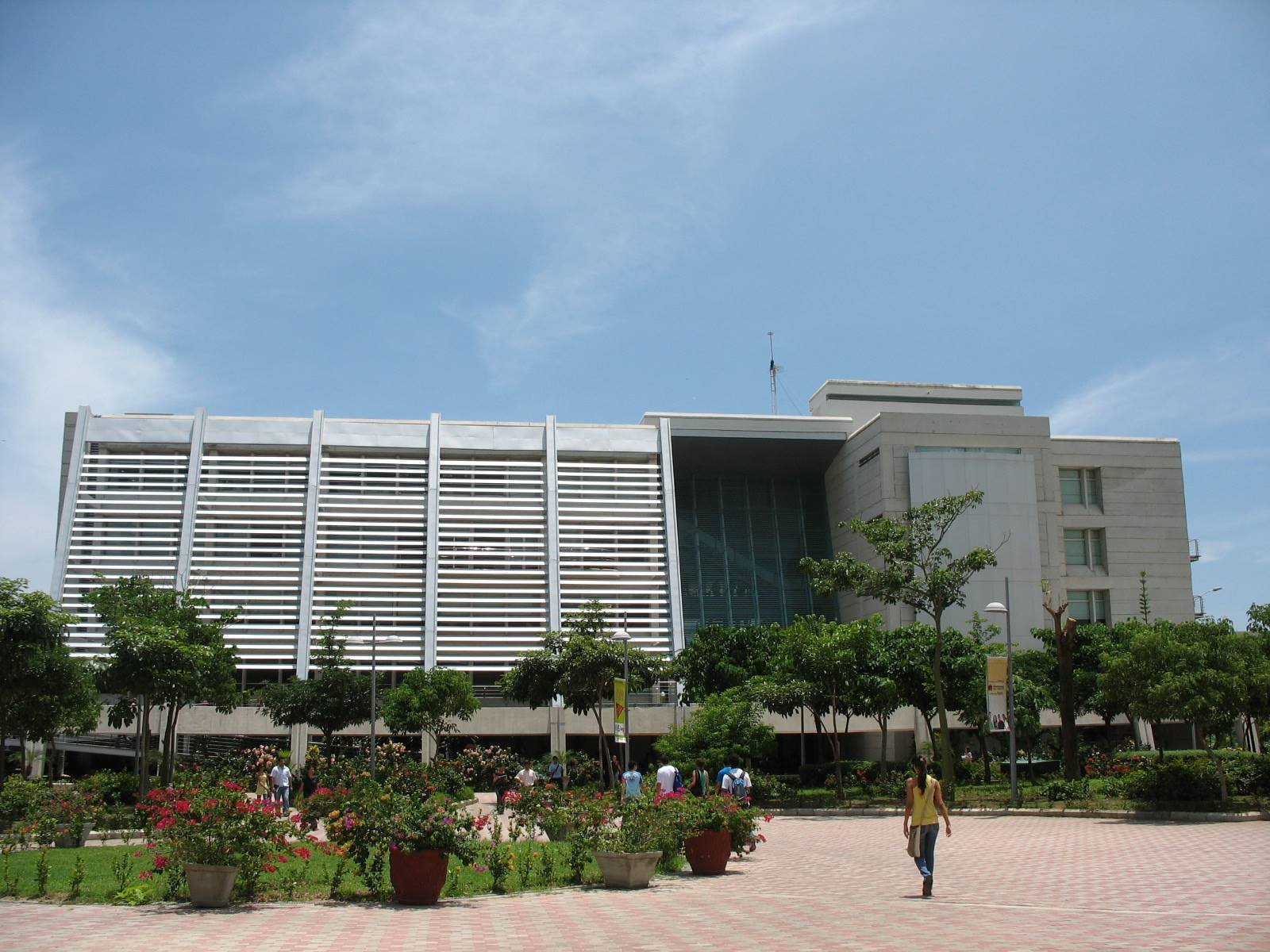
Edificio de postgrados de la Universidad del Norte.

En Barranquilla, las universidades ofrecen niveles educativos de pregrado y de postgrado (especializaciones, maestrías y doctorados). También realizan extensión (labores de apoyo a la comunidad) e investigación en ciencia y tecnología. Las principales universidades son:
Estatales
- Universidad del Atlántico
- Institución Universitaria de Barranquilla
- Escuela Distrital de Arte y Tradiciones Populares[116]

Privadas
Universidad del Norte (acreditada institucionalmente por el Ministerio de Educación Nacional y primera en Colombia en poseer programas con la acreditación de ABET), Universidad de la Costa CUC, Universidad Autónoma del Caribe, Universidad Libre, Universidad Simón Bolívar, Universidad Metropolitana, Universidad Antonio Nariño, Fundación Universitaria San Martín, Corporación Politécnico Costa Atlántica, Universidad Sergio Arboleda, Corporación Educativa del Litoral.
A nivel de pregrado, entre las carreras ofrecidas por las distintas universidades se encuentran las Ingenierías (de Sistemas, Civil, Mecánica, Mecatrónica, de Materiales, Electrónica, Industrial, Química, Eléctrica y Ambiental), las Ciencias de la Salud (Medicina, Enfermería, Fisioterapia, Bacteriología, Nutrición, Optometría, Odontología, Trabajo Social, Terapia Ocupacional, Fonoaudiología, Instrumentación Quirúrgica y microbiología), las Ciencias Económicas y Administrativas (Administración de Empresas, Administración de negocios internacionales, Economía, Contaduría, Finanzas, Negocios Internacionales), las Ciencias Básicas (Matemáticas, Física, Microbiología, Química, Biología), las Ciencias de la Educación (Sociales, Naturales, Educación Física, Preescolar, Matemáticas, Español, Lenguas Extranjeras), las Ciencias Humanas (Filosofía, Historia, Sociología, Psicología, Comunicación Social, Relaciones Internacionales), las Bellas Artes (Música, Artes Plásticas, Artes Dramáticas, Arquitectura), y las Ciencias Jurídicas (Derecho, Ciencia Política), entre otras.
En materia de postgrados, únicamente la Universidad del Norte cuenta con 4 doctorados: en Ciencias Sociales, en Ingeniería Industrial, en Ingeniería Mecánica y en Psicología; y la Universidad del Atlántico ofrece un doctorado en Ciencias de la Educación. La Universidad del Norte ofrece un significativo número de maestrías en diversas ramas del saber como la Ingeniería, las Ciencias de la Salud, de la Educación, Ambientales, Básicas, de la Administración, entre otras. Otras universidades que ofrecen algunos estudios de maestría son la del Atlántico, la Simón Bolívar y la Autónoma del Caribe. La mayor oferta es en especializaciones, todas las universidades las ofrecen en las distintas áreas que conforman sus carreras de pregrado.

### Secundaria y tecnológica

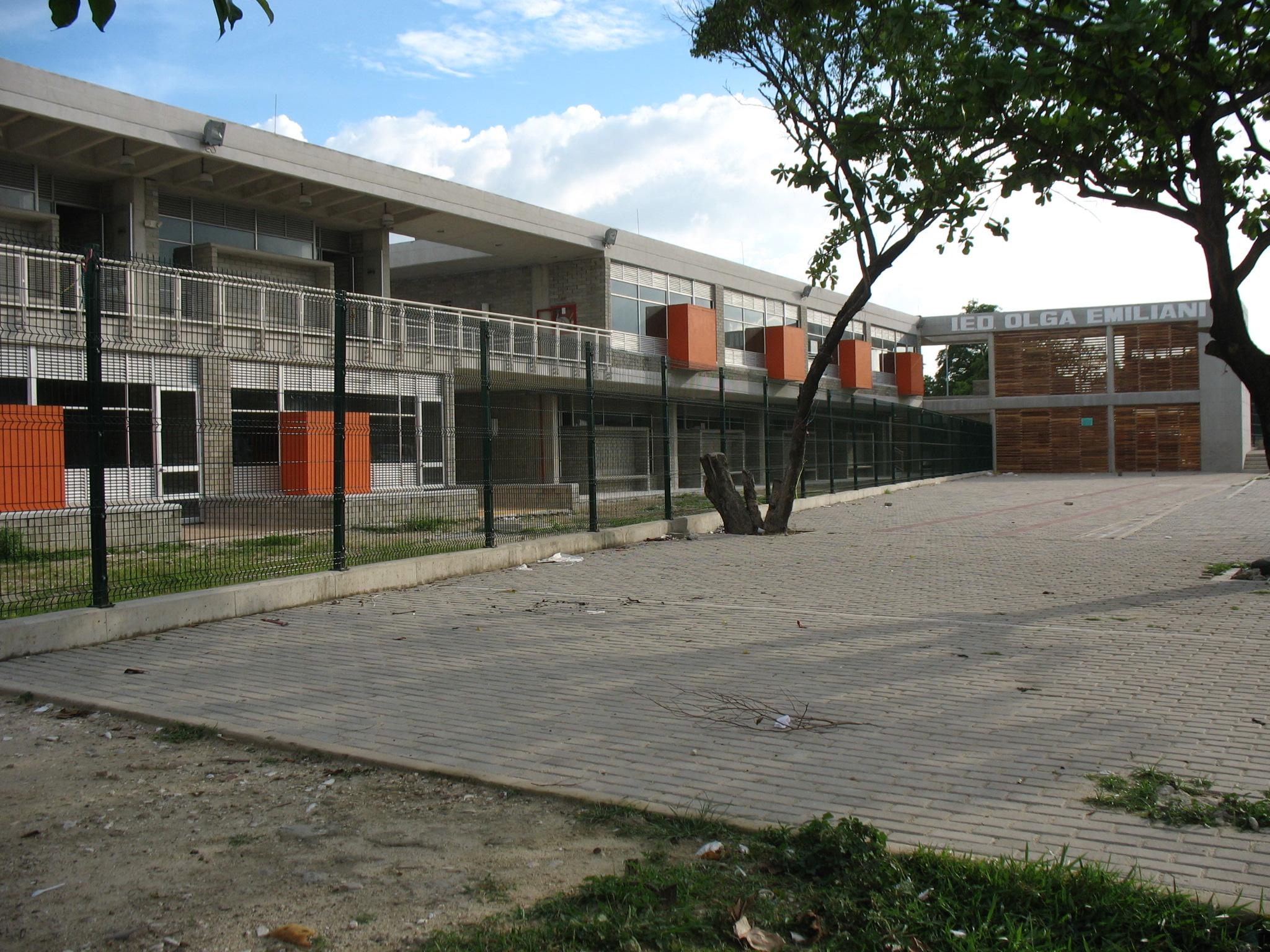
Megacolegio Olga Emiliani.

La ciudad cuenta también con instituciones de enseñanza media (secundaria) públicas y privadas de elevado nivel académico, varias de las cuales obtienen anualmente el nivel «Muy superior» en las pruebas estatales que realiza el Icfes, tales como el Instituto Experimental del Atlántico, el colegio alemán, el Marymount School, el Karl C. Parrish, la Fundación Alexander Von Humboldt y el colegio británico internacional.
El estatal Servicio Nacional de Aprendizaje contribuye a la formación técnica y tecnológica de los colombianos. En Barranquilla funcionan cuatro centros del SENA: el Centro de Comercio y Servicios, el Centro Industrial y de Aviación, el Centro Nacional Colombo-Alemán y el Centro para el Desarrollo Agroecológico y Agroindustrial Cedagro.Desde 2009, en la ciudad se estableció una sede de la Institución Universitaria ITSA, la cual ofrece carreras por ciclos, técnicas y tecnológicas como mantenimiento electromecánico, electromecánica, electrónica, telecomunicaciones, informática, procesos industriales, producción agroindustrial, comercio exterior y negocios internacionales, procesos empresariales, gestión de empresas, instalaciones eléctricas, tecnología eléctrica, gestión y auditoría medioambiental, operación turística y gestión turística. La Institución Universitaria ITSA se convirtió en la Institución Universitaria de Barranquilla, la cual alberga a 9600 estudiantes de los estratos 1 y 2.

### Expansión educativa
En 2008 se emprendió un plan para reducir el déficit de cupos escolares con la construcción de parques educativos en los barrios de estrato uno Las Américas, Lipaya, Siete de Abril y Rebolo mediante la figura de integración inmobiliaria. Dichos parques contarán con servicios comunitarios tales como biblioteca, salón de actos, salas de cómputo, canchas deportivas y aulas. En 2011 se entregaron cuatro modernos megacolegios con capacidad total para 5760 estudiantes: uno con capacidad para 2800 estudiantes en el barrio Las Cayenas, el «Germán Vargas Castillo», uno en la Ciudadela Veinte de Julio y otro en Lipaya, los dos últimos con capacidad para 1440 estudiantes cada uno. En febrero de 2009 fueron inaugurados el megacolegio «Pies Descalzos» del centro poblado La Playa, construido por la cantante Shakira Mebarak, y dotado por el Distrito, y el parque educativo Siete de Abril, con capacidad para 1800 estudiantes y construido con recursos que la comunidad aportó a través del programa de Valorización por Beneficio General. Dentro del plan de inversiones de los megacolegios están también en marcha el del estadio Metropolitano, que ya inició clases, y tres del Programa de Valorización, uno que construirá la empresa cementera Argos, otro la compañía de productos químicos Monómeros Colombo Venezolanos S.A. y dos la Fundación Mario Santo Domingo.

### Ciencia e investigación

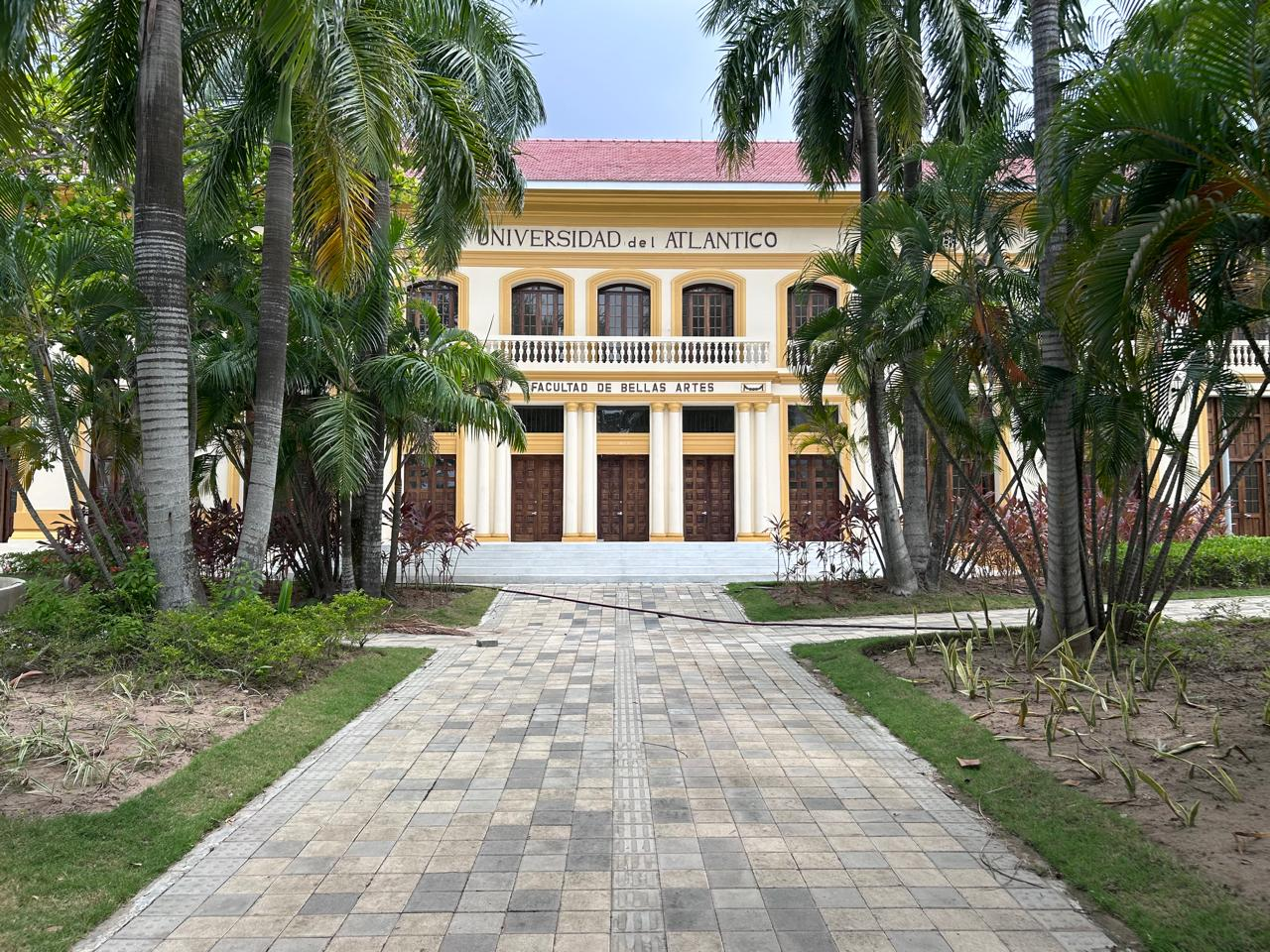
Facultad de Bellas Artes de la Universidad del Atlántico

La ciencia y la investigación se desarrollan principalmente en las universidades a instancias de las políticas estatales definidas por el Sistema Nacional de Ciencia y Tecnología, el Sistema Nacional de Innovación y Colciencias. La Universidad del Atlántico es la institución con más grupos de investigación reconocidos por Colciencias y registrados en la Red Internacional de Fuentes de Información y Conocimiento para Gestión de Ciencia, Tecnología e Innovación, Red ScienTI Colciencias: 51 grupos reconocidos por Colciencias de 130 registrados. Le siguen la Universidad del Norte con 34 reconocidos de 42 registrados, la Universidad Simón Bolívar con 26 reconocidos de 45 registrados, la Universidad Autónoma del Caribe con 77 grupos registrados y 14 reconocidos, y la Universidad Libre Seccional Barranquilla con 32 registrados y 12 reconocidos. En las universidades se realizan actividades científicas y de investigación en varios campos como la medicina, química, geofísica, biología, física, microbiología, derecho, historia, filosofía, cultura Caribe, telecomunicaciones y las distintas ramas de la ingeniería.
Entre las bibliotecas públicas de la ciudad se destacan la Biblioteca Departamental, la Piloto del Caribe y la Julio Hoenigsberg. Cabe mencionar las bibliotecas de las universidades del Atlántico y del Norte y las de las cajas de compensación Comfamiliar y Combarranquilla.

## Economía

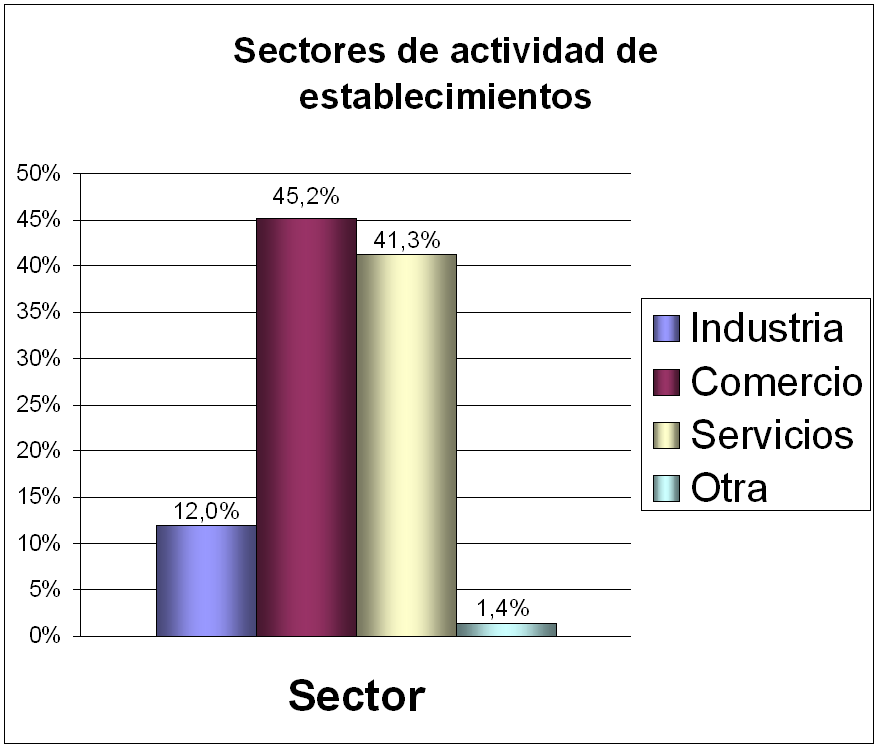
Establecimientos según actividad (2005).

Debido a su importancia en la economía nacional, Barranquilla pasó a la categoría de Distrito Especial, Industrial y Portuario en 1993. La ciudad se encuentra en la principal región turística de Colombia, entre los principales polos de atracción, Cartagena de Indias al suroccidente y Santa Marta al nororiente.
Barranquilla es un centro industrial y comercial, la actividad económica se concentra principalmente en la industria, el comercio, las finanzas, los servicios y la pesca. Entre los productos industriales, se producen grasas vegetales y aceites, productos farmacéuticos, químicos, calzado, carrocerías para buses, productos lácteos, embutidos, bebidas, jabones, materiales para la construcción, muebles, plásticos, cemento, partes metalmecánicas, prendas de vestir y embarcaciones, entre otros.
De acuerdo con el resultado del Índice de Densidad Industrial por departamento según cuatro Ciudades (IDI) 2000-2006 del DANE, Barranquilla se ubica en el cuarto lugar con un coeficiente de 1,4338 establecimientos por km², debajo de Itagüí, Sabaneta y Medellín. Los principales corredores industriales son la Vía 40, la Circunvalación, la calle 30 (autopista al Aeropuerto) y Barranquillita. Últimamente se han puesto al servicio varios parques industriales como Metroparque, Industrial del Caribe, Industrial Riomar, Industrial, Comercial y Portuario (PIPCA), Industrial del Norte, Industrial La Trinidad, además de los ya existentes Marisol y Almaviva.
Según el censo de 2018, el 12,0 % de los establecimientos se dedican a la industria; el 45,2 % a comercio; el 41,3 % a servicios y el 1,4% a otra actividad. El 5,7 % de los hogares de Barranquilla tienen actividad económica en sus viviendas. El 84,8 % de las viviendas rurales ocupadas, con personas presentes el día del censo, tenían actividad agropecuaria. El 93,5 % de los establecimientos ocupó entre 1 y 10 empleos el mes anterior al censo. Porcentaje de viviendas rurales ocupadas, con personas presentes el día del censo, y que tenían actividad agropecuaria: agrícola 92,9 %, pecuaria 89,3 %, piscícola 3,6 %. La mayoría de las viviendas tiene simultáneamente 2 o 3 tipos de actividades. En los establecimientos con mayor número (0 a 10 empleos) el Comercio (47,4 %) es la actividad más frecuente y en el grupo de 10 a 50 personas la actividad principal es Servicios (52,4 %). Del total de cultivos asociados a la vivienda rural el 50 % corresponde a transitorios solos, el 35,7 % a transitorios asociados, el 14,3% a permanentes solos y el 0,0 % a permanentes asociados.

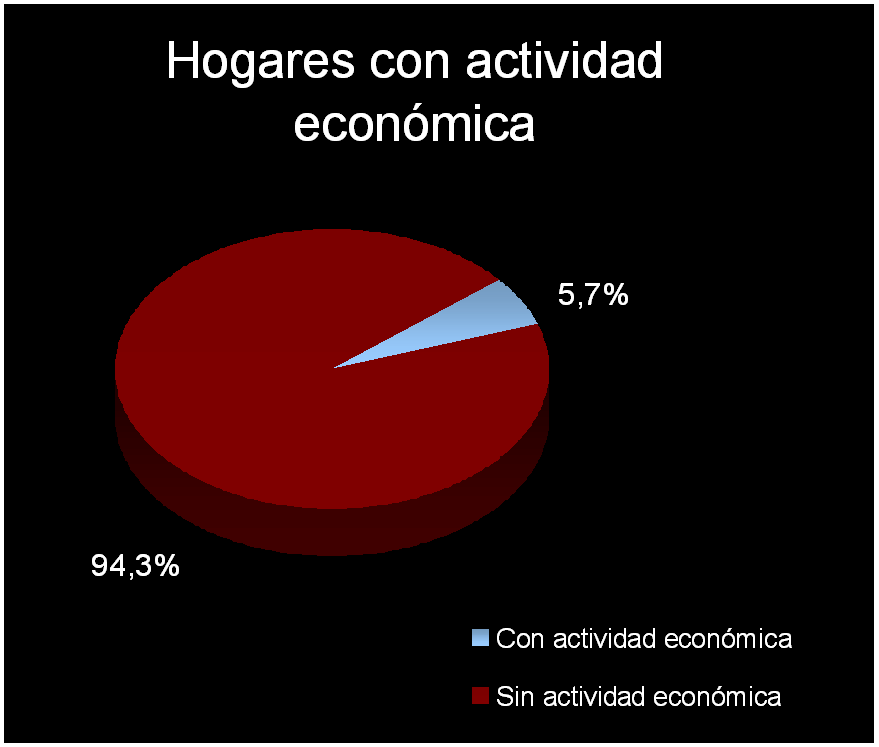
Porcentaje de casas con actividad económica en Barranquilla (2005).

Cabe resaltar la importancia de la Gran Central de Abastos del Caribe para el acopio y distribución de alimentos a toda la región.
La ciudad posee una completa infraestructura de zonas francas. La Zona Franca de Barranquilla es la más antigua y extensa del país; tiene alrededor de 90 empresas instaladas. A partir de 2007, se emprendió la construcción de tres zonas francas con todas las especificaciones internacionales, la primera, Zofia, en Galapa, la segunda en Barranquillita, y la tercera en el corregimiento de Juan Mina, denominada La Cayena.
Los terminales marítimos y fluviales son motores del desarrollo industrial y comercial de la Región Caribe. El movimiento portuario de Barranquilla cubre dos rutas principales, la del río Magdalena, que la comunica con el interior del país, y la del mar Caribe, por la que se comercia con Europa y Asia.
Gracias a la creciente demanda de carbón surgió la necesidad de un puerto de aguas profundas, cuya construcción fue concesionada a la Sociedad Portuaria de Bocas de Ceniza. La inversión inicial del Superpuerto, como es conocido localmente, se estima entre 400 y 600 millones de dólares y la construcción se espera iniciar en enero de 2014.
En octubre de 2008, la Bolsa de Valores de Colombia abrió en Barranquilla un centro de atención en la Universidad del Norte.

### Empleo
Barranquilla se encuentra con un desempleo por encima del promedio nacional y de las principales ciudades de Colombia, con un 12,7 %. Así lo señala el DANE en su informe técnico sobre la Tasa global de participación, ocupación y desempleo. Total nacional y total 13 ciudades y áreas metropolitanas. Abril (2022).
Durante el trimestre abril-junio 2024, Barranquilla A.M. registró 883 mil ocupados (3,4% menos que en abril-junio 2023). Por otra parte, registró 112 mil desocupados (12,8% menos que en abril-junio 2023).

## Turismo
En Barranquilla se desarrolla durante todo el año un turismo empresarial y comercial y, especialmente durante las épocas de carnavales y fin de año, recibe una mayor afluencia de visitantes. En materia hotelera, la ciudad posee una infraestructura enfocada principalmente al mercado ejecutivo y a la época de carnavales. Se pueden conseguir desde posadas y residencias hasta hoteles cinco estrellas de reconocidas cadenas nacionales e internacionales. Los mejores hoteles se encuentran en el norte de la ciudad, cerca de zonas empresariales y centros comerciales, los cuales ofrecen todo tipo de facilidades para la realización de eventos, convenciones, congresos, entre otros. Otro sector hotelero es el centro, más orientado a presupuestos menores. Entre los principales sitios turísticos cabe destacar:

### Bocas de Ceniza
La desembocadura del río Magdalena en el mar Caribe es un estratégico accidente geográfico de particular importancia económica e histórica para la ciudad, dado que constituye el acceso a la zona portuaria de Barranquilla. En el cercano barrio Las Flores se organizan paseos fluviales a bordo de embarcaciones entre el puente Pumarejo y Bocas de Ceniza. También se pueden realizar excursiones particulares en botes o lanchas por el río y sus brazos, visitar los restaurantes de la zona y recorrer las ciénagas cercanas. En 2024 entró en servicio un tren turístico por el tajamar occidental. El proyecto forma parte de las obras de recuperación de la ciénaga de Mallorquín y de la playa de Puerto Mocho.

### Gran Malecón

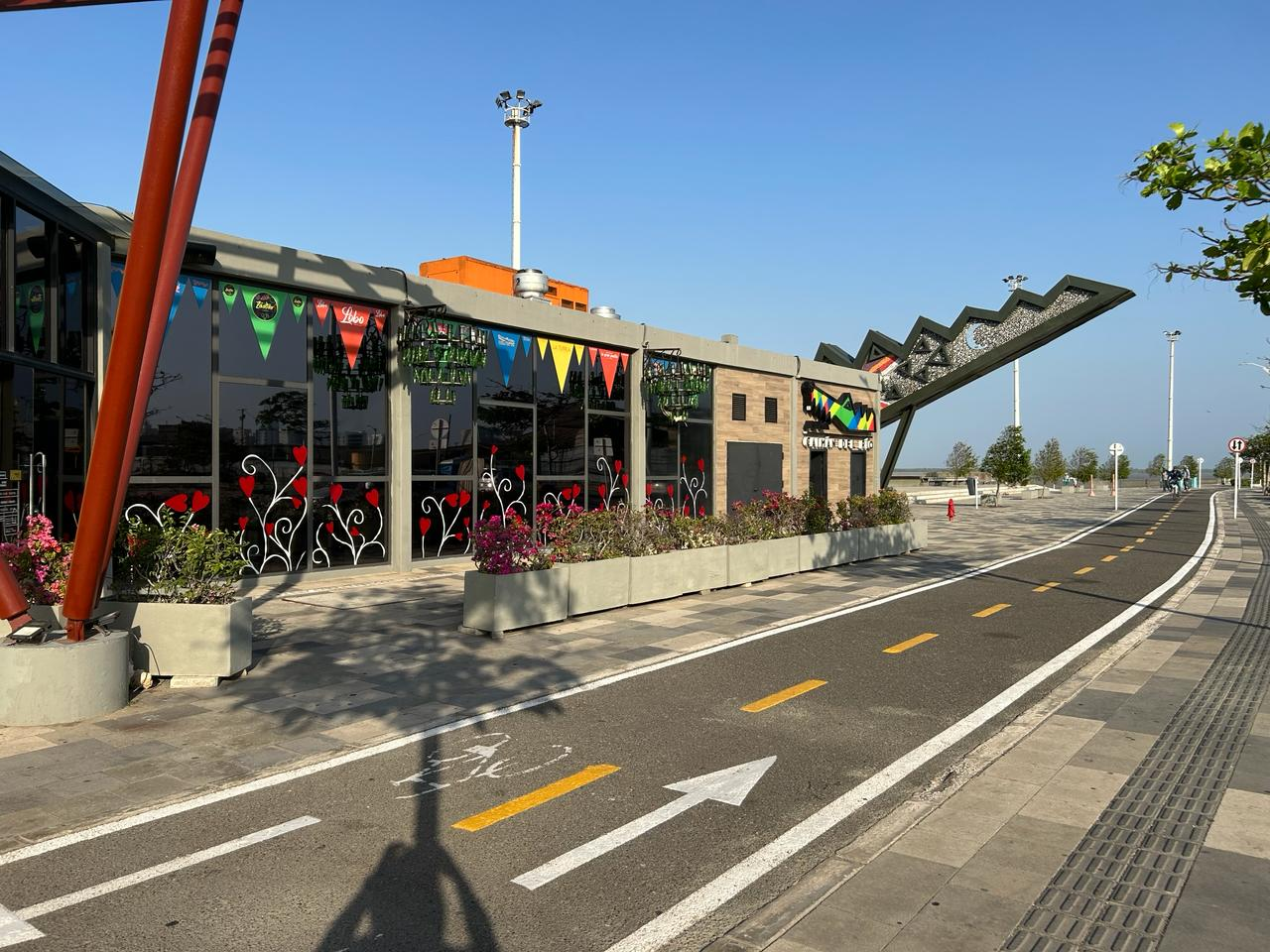
Gran Malecón

Espacio público abierto adyacente a la margen occidental del río Magdalena que se extiende 5 km desde el centro de eventos Puerta de Oro hasta la isla de la Loma. El paseo peatonal a la altura del centro de eventos fue inaugurado en julio de 2017. Dividido en cuatro unidades funcionales, incluye restaurantes, zonas verdes,senderos peatonales, ciclovías, anfiteatro, el centro de convenciones Pabellón de Cristal, entre otros componentes arquitectónicos, urbanísticos y recreativos. Paralelo a la avenida del Río.

### Ecoparque ciénaga de Mallorquín

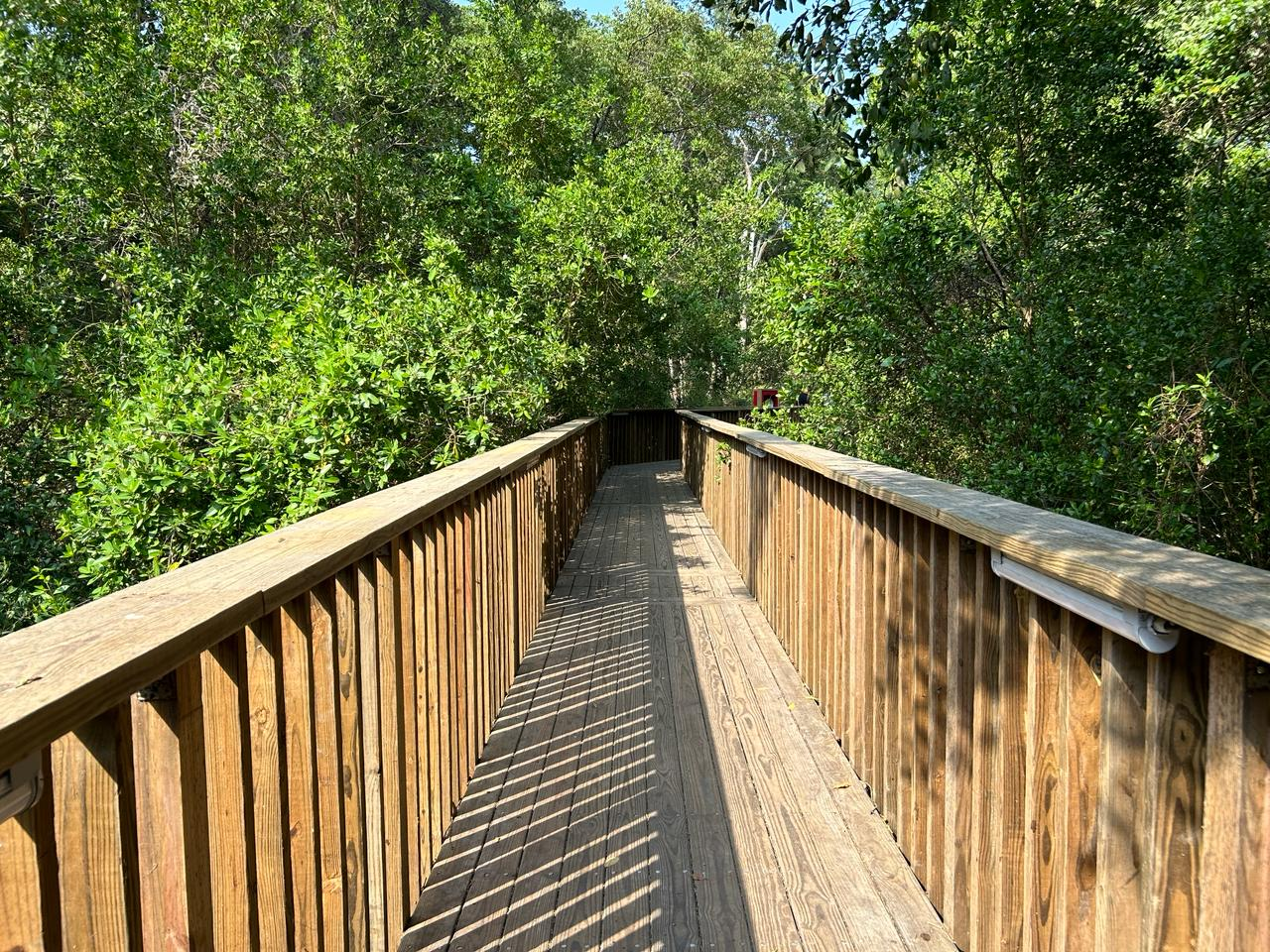
Sendero en el ecosistema de manglar del ecoparque de la ciénaga de Mallorquín

Espacio ecoturístico construido en la ciénaga de Mallorquín que tiene como intención hacer de Barranquilla una ciudad verde y biodiversa. Ofrece rutas de senderos palafíticos entre el ecosistema de manglar y el humedal con el fin de educar y crear conciencia ambiental. La ciénaga es un humedal Ramsar donde viven 79 especies de aves, nueve de peces, nueve de anfibios y siete de reptiles. El ecosistema cuenta con 741 hectáreas (ha) de humedal cenagoso, que tiene una profundidad de máximo 1,3 metros. El manglar abarca 298 ha.  

### Puerto Mocho
Único frente costero marítimo de la ciudad. Es una estrecha franja de arena perpendicular a la margen occidental del río Magdalena, a orillas del mar Caribe, que, además, constituye el límite norte de la ciénaga de Mallorquín. La playa de 1 km fue recuperada y reorganizada en 2024. Un tren turístico que recorre el tajamar occidental es uno de los medios de transporte a través de los cuales se accede. El complejo turístico y ambiental ofrece diversas actividades que combinan naturaleza, deporte, gastronomía y sostenibilidad.

### Puerto Colombia
Cercana población que posee un muelle construido en 1893 por The Barranquilla Railway & Pier Company bajo la dirección del ingeniero cubano Francisco Javier Cisneros, y fue en su momento uno de los más largos del mundo. Por él ingresaron inmigrantes al país a fines del siglo XIX y principios del xx. En 2008 se cerró parcialmente debido a su progresivo estado de deterioro. El 7 de marzo de 2009 sufrió el colapso de los 200 metros finales de su estructura a causa de fuertes brisas, obligando a su cierre total y a la evacuación de los habitantes de la zona. Sus primeros 200 metros fueron reconstruidos durante la gobernación de Eduardo Verano (2016-2019).

### Zoológico de Barranquilla

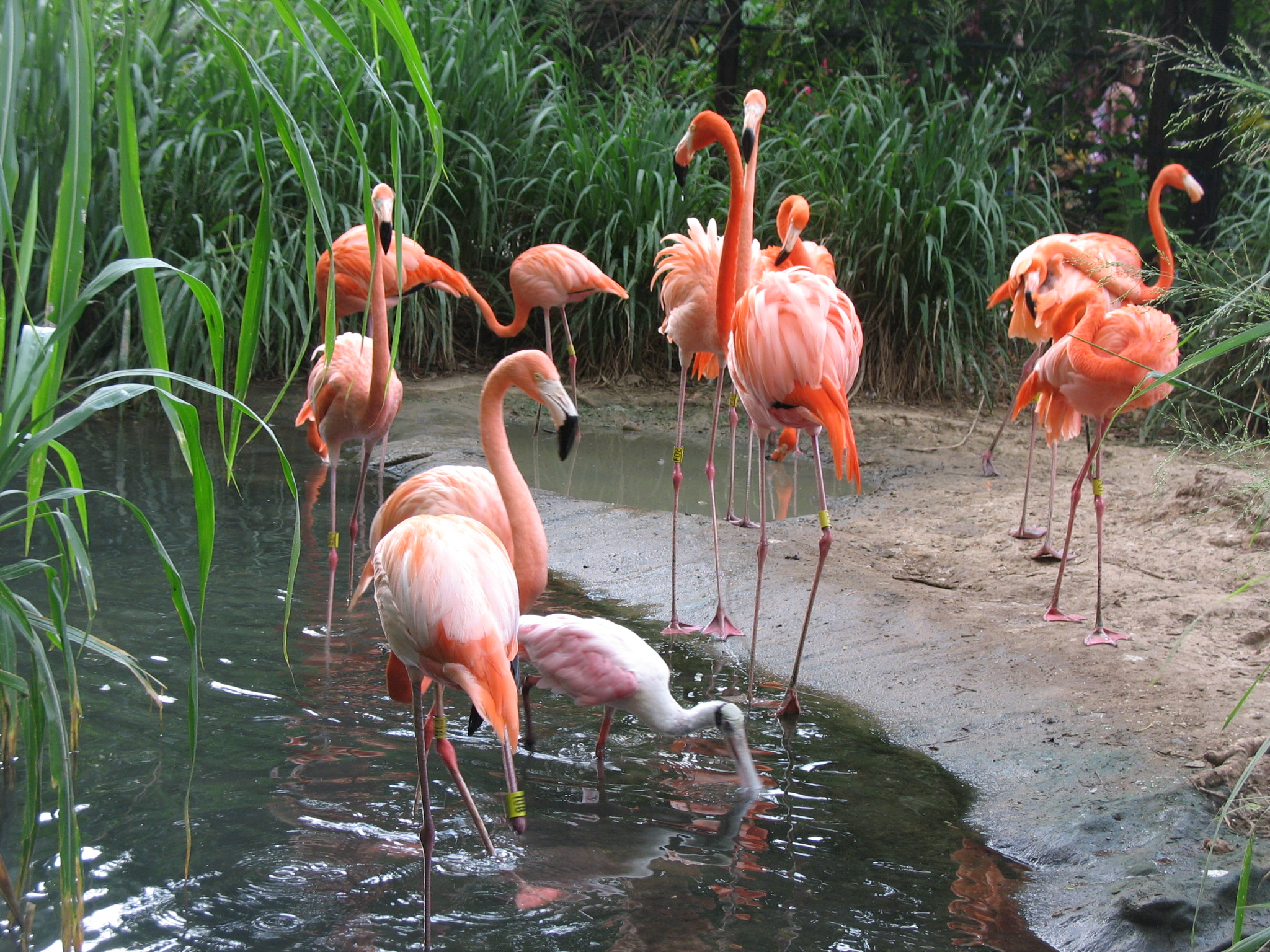
Flamencos en el zoológico.

El zoológico de Barranquilla alberga especies animales nativas y de otros continentes, haciendo énfasis en la fauna colombiana y en la protección de especies amenazadas. Se pueden apreciar más de 500 animales de unas 140 especies entre mamíferos, peces, aves, reptiles, anfibios y primates.

### El Norte
Sector más moderno y mejor dotado en términos de infraestructura, con barrios pudientes, parques, hoteles y centros comerciales. Es, además, uno de los ejes de la vida cultural y financiera de Barranquilla. Presenta nuevos desarrollos en infraestructura y proyectos arquitectónicos urbanísticos. 

### Balnearios
Máximo a una hora por vía terrestre se encuentran los atractivos turísticos de las poblaciones vecinas. Al noroccidente del departamento se encuentran varios balnearios sobre el mar Caribe como Pradomar, Salgar, Sabanilla, Puerto Colombia, Santa Verónica, Caño Dulce, Playa Mendoza, Puerto Velero, Turipaná y Puerto Mocho, así como la ciénaga El Rincón (más conocida como lago del Cisne), donde se practican deportes acuáticos, el campismo, pesca y excursiones. Barranquilla se encuentra a poco más de una hora de los balnearios de Cartagena y de Santa Marta, importantes centros turísticos nacionales.

### Alrededores
En Puerto Colombia se encuentra un moderno faro de cristal y en el cerro de Cupino se practica el parapente. En Usiacurí se puede visitar la casa del poeta Julio Flórez y adquirir artesanías. En Luruaco y Repelón también se practican deportes náuticos y actividades recreativas relacionadas en las ciénagas de Luruaco y del Guájaro, respectivamente. En otras poblaciones del departamento del Atlántico se celebran ferias ganaderas (Sabanalarga), festivales culturales, gastronómicos, folclóricos y musicales como el Festival de la Arepa de Huevo en Luruaco, el Festival de la Ciruela en Campeche, el Festival del Guandul en Sibarco, el Festival del Pastel en Pital de Megua, carnavales, entre otros.

### Actividad comercial
Los principales sectores comerciales son el centro, el norte y el sur de la ciudad.

### Fiesta y diversión
Entre las zonas y corredores de diversión y restaurantes están:
- Carrera 8. Ubicada en el sur de la ciudad entre las calles 30 y Murillo, es una zona de 2 km de discotecas y bares.
- Calle 98. Eje de un exclusivo sector y de la expansión del norte de la ciudad. Entre las carreras 51B y 56, aglomera centros comerciales, restaurantes, hoteles y edificios residenciales.
- Calle 84. Ubicada en el norte de la ciudad entre las carreras 43 y 59, se puso de moda entre 1989 y 1990 como sitio de celebración durante las eliminatorias de la Copa Mundial de Fútbol de 1990; en ese entonces se le denominó «calle de la rumba».
- Carrera 53. Entre calles 76 y 85, a la altura de los barrios El Country y Alto Prado, tiene como epicentro el parque Washington, alrededor del cual se encuentran restaurantes, bares y discotecas.
- Carrera 52. Zona gurmé entre calles 76 y 80.
- Carrera 51B. Zona de restaurantes, bares, centros comerciales y hoteles, entre la calle 76 y la Circunvalación.
- Carrera 46. Entre calles 82 y 96.
- Calle 93. Entre carreras 43 y 51B.
- Calle 82. Entre carreras 43 y 46.
- Calle 79. Entre carreras 51 y 55.
- Calle Murillo. Extensa zona que empieza en el centro y termina en el sur de la ciudad, cerca del estadio Metropolitano.

Desde 2007 se proyecta una Zona Rosa en el sector de Miramar, en el norte de la ciudad. Otros sectores de diversión son la carrera 21 (a la altura de la calle Murillo), el parque del bulevar central del barrio Simón Bolívar y el centro.

### Otros
Estaderos de salsa, el barrio Abajo, feria artesanal del estadio Municipal en la esquina de la calle 72 con carrera 46, restaurantes de comida típica, museos, discotecas, plazas, parques, monumentos, la Casa del Carnaval, escenarios deportivos, edificaciones arquitectónicas de carácter patrimonial, iglesias, eventos culturales, entre otros.

## Cultura

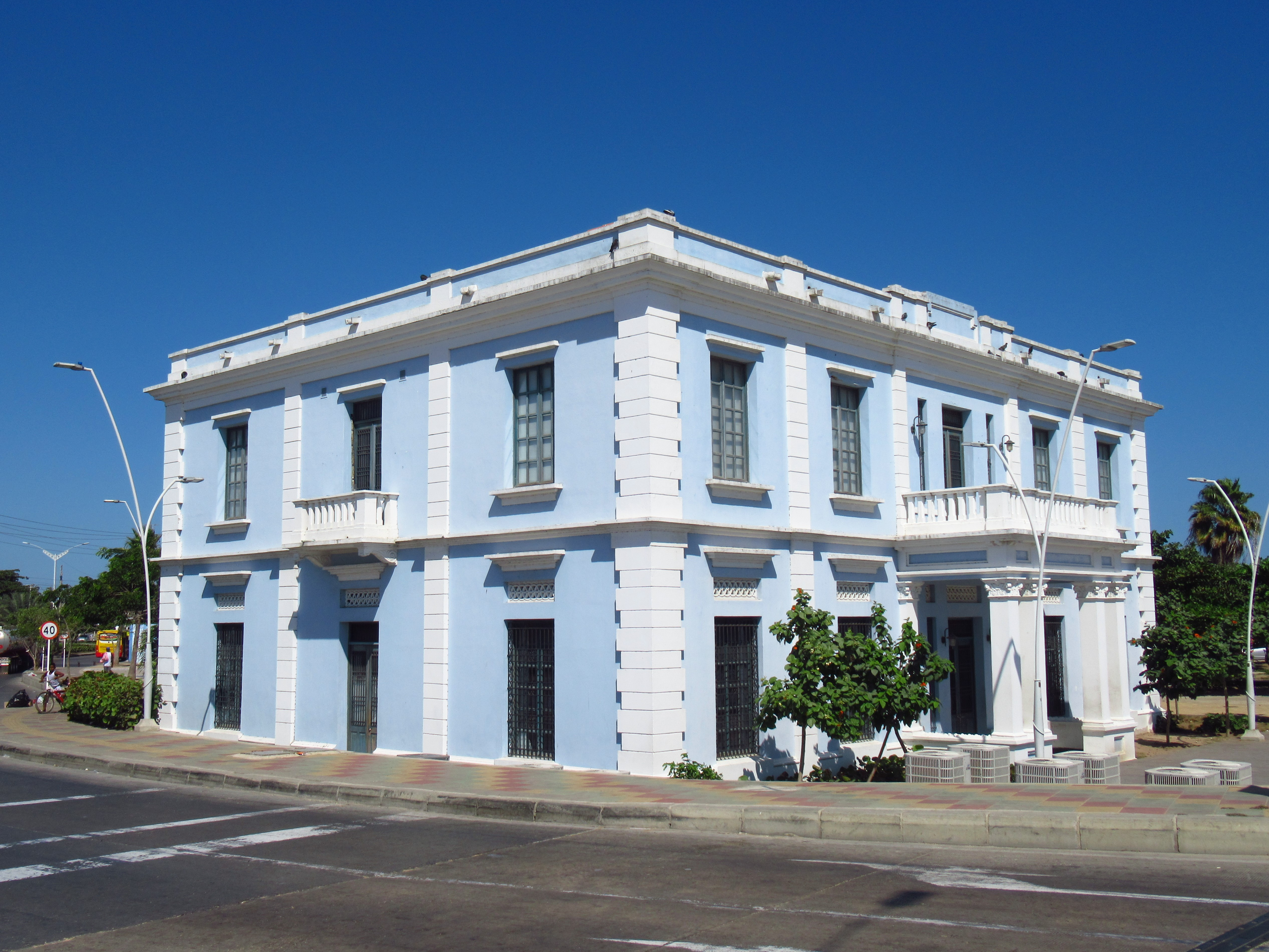
El edificio de la antigua Intendencia Fluvial fue restaurado en 2014 y alberga la Secretaría Distrital de Cultura y Turismo.

En la ciudad se desarrolla, durante todo el año, una interesante actividad cultural, cuya muestra más representativa es el carnaval de Barranquilla, una de las principales fiestas folclóricas de Colombia.

### Carnaval de Barranquilla
El carnaval se celebra anualmente durante los cuatro días previos al Miércoles de Ceniza -sábado, domingo, lunes y martes de carnaval-, generalmente en febrero o a principios de marzo. En 2001 fue declarado «Patrimonio Cultural de la Nación» por el Congreso Nacional de Colombia y en 2003 «Obra Maestra del Patrimonio Oral e Intangible de la Humanidad» por la Unesco.

### Actividades culturales
En la ciudad tienen asiento variadas manifestaciones folclóricas como danzas, bailes, cantos, juegos, leyendas, cuentos y supersticiones, entre otros, muchos de los cuales alcanzan su máxima expresión durante el carnaval.
Barranquilla es sede de diversos eventos culturales como muestras artísticas, exposiciones, talleres literarios, conversatorios filosóficos, piezas de teatro, jornadas de poesía, danzas, exposiciones, conciertos y festivales, como el Festival de Orquestas en el marco del carnaval y Barranquijazz. Desde 1957 se lleva a cabo el Concierto del Mes, espacio para la divulgación de la música clásica.
La cultura es promovida por el Instituto Distrital de Cultura y Turismo de Barranquilla, adscrito a la Alcaldía, y entidades como el Museo de Arte Moderno de Barranquilla, centro cultural Cayena de la Universidad del Norte, la Facultad de Bellas Artes de la Universidad del Atlántico, el centro cultural de Comfamiliar, la Fundación Carnaval de Barranquilla, el Banco de la República, la Alianza Colombo-Francesa, el centro cultural Colombo-Americano, la Corporación Luis Eduardo Nieto Arteta, la cual administra el Complejo Cultural de la Antigua Aduana, conformado por la Biblioteca Piloto del Caribe, la Biblioteca Infantil Piloto del Caribe, el Archivo Histórico del Atlántico y el Centro de Documentación Musical Hans Federico Neuman; universidades y colegios, entre otras asociaciones culturales.

### Teatros
Teatro Amira de la Rosa

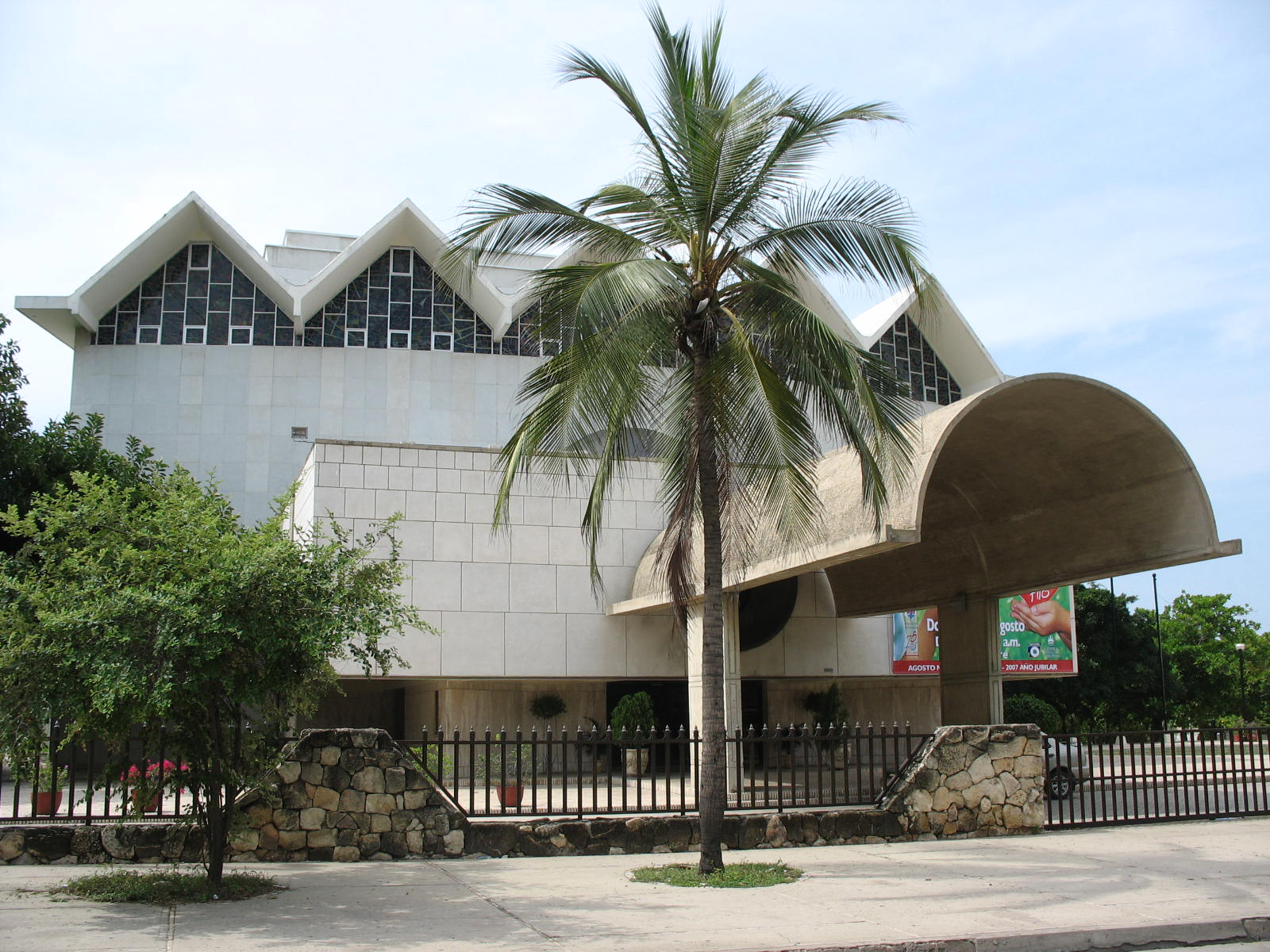
Teatro Amira de la Rosa.

Ubicado en un estratégico y tradicional sector de la ciudad donde confluyen los barrios El Prado, Montecristo y Abajo, además de escenarios como el Palacio de Combates, la Casa del Carnaval, el Museo del Carnaval, la piscina olímpica y varias universidades, el teatro Amira de la Rosa cumple desde 1982 una función de difusión cultural como espacio para conciertos, exposiciones, tertulias, presentaciones, encuentros, entre otros. Cerrado en 2016 por mantenimiento.

### Museos
- Museo Romántico. Funciona en una mansión republicana del barrio El Prado donde se presentan objetos representativos de la historia de la ciudad. Se pueden observar desde disfraces de las reinas del carnaval hasta una réplica del antiguo camellón Abello, pasando por la máquina de escribir con que Gabriel García Márquez escribió su primera novela, La hojarasca. Hay también cartas de Simón Bolívar, fotografías, discos, colecciones de periódicos de archivo, entre otros elementos que identifican la historia de la urbe.
- Museo Antropológico y Etnológico. Ubicado en el edificio de la Facultad de Bellas Artes de la Universidad del Atlántico. Presenta una completa colección de piezas de las culturas indígenas que habitaron la región. Además, proporciona servicios de hemeroteca, sala de lectura y exhibiciones.
- Museo de Arte Moderno. En funcionamiento desde 1996, reúne una selección de obras de artistas de la segunda mitad del siglo XX. Su colección, que por motivos de espacio se mantiene en reserva, es presentada al público a través de exposiciones temporales e incluye obras de autores como Fernando Botero, Alejandro Obregón, Enrique Grau o Luis Caballero. Su nueva sede se construye en el parque cultural del Caribe, en la segunda fase de dicho proyecto.[174][175]
- Museo Aeronáutico. Ubicado en la escuela Naval de Suboficiales ARC, fundado en 1989 en homenaje al impulso que se dio en Barranquilla a la aviación comercial a principios del siglo XX.
- Museo del Atlántico. Ubicado en la antigua sede de la Gobernación del Atlántico, inmueble declarado monumento nacional por el Ministerio de Cultura. Cuenta con 3200 m2, funciona además como sede paralela de las alcaldías de los municipios del Atlántico.[176]
- Museo del Carnaval. Ubicado en la carrera 54 con calle 49B, barrio Abajo. Hace un recorrido por la historia de la fiesta desde sus orígenes, su música y su tradición.

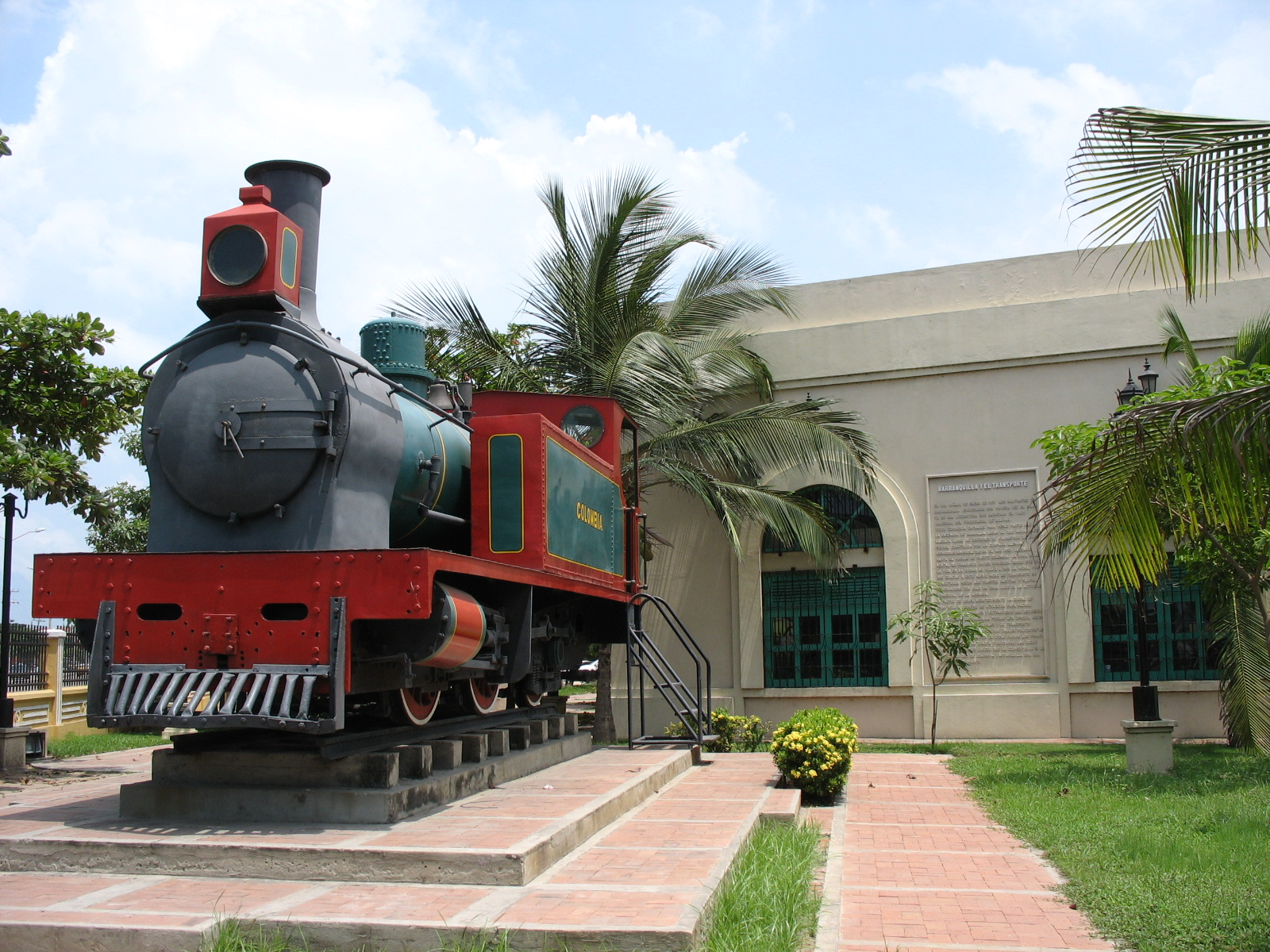
Parque cultural Aduana-Elbers. Plaza de la Locomotora.

- Antigua Aduana. Conjunto de edificaciones republicanas restauradas durante la década de 1990 que albergan la Biblioteca Piloto del Caribe, el Archivo Histórico del Atlántico, el Centro de Documentación Musical Hans Federico Neuman, la Estación Montoya, el parque Cultural Aduana-Elbers (consagrado a la memoria de Juan Bernardo Elbers, pionero de la navegación por el río Magdalena), la plaza de la Locomotora, plaza de eventos y el fresco Simbología de Barranquilla de Alejandro Obregón, realizado en 1956 para el Banco Popular, donado a la Gobernación del Atlántico en 1994 para su restauración. Cuenta con el Centro Interactivo de Memoria Urbana.[177]

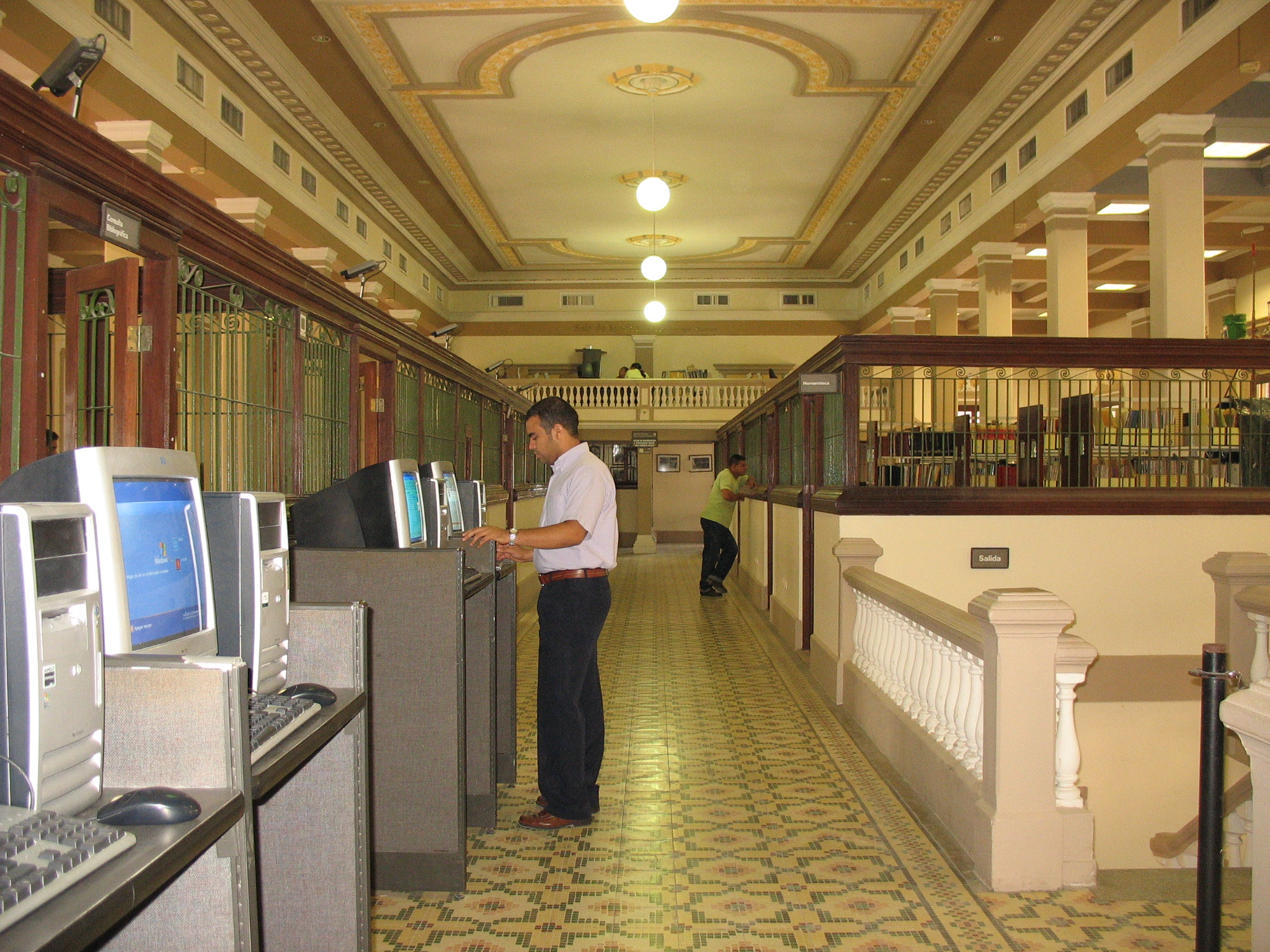
Biblioteca Piloto del Caribe.

### Bibliotecas
La red de Bibliotecas Distritales de Barranquilla está compuesta por las siguientes bibliotecas:
1. Centro Álvaro Cepeda Samudio, en el parque Almendra.
2. Biblioteca del barrio Villas de San Pablo.
3. Biblioteca del barrio Las Gardenias.
4. Biblioteca Popular del barrio La Paz.
5. Biblioteca Piloto del Caribe.

Otras bibliotecas y centros de documentación de Barranquilla son:
- Biblioteca Pública Departamental Meira Delmar.
- Biblioteca Infantil Piloto del Caribe.
- Biblioteca Karl C. Parrish de la Universidad del Norte.
- Bliblioteca de la Universidad del Atlántico.
- Biblioteca Pública Bilingüe George Washington del Centro Colombo Americano.
- Bibioteca de la caja de compensación Comfamiliar.
- Bibioteca de la caja de compensación Combarranquilla.
- Biblioteca pública Julio Hoenigsberg.[179]
- Archivo Histórico del departamento del Atlántico.
- Archivo Histórico de Barranquilla.[180]
- Hemeroteca del Archivo Histórico del departamento del Atlántico.
- Hemeroteca del diario El Heraldo.[181]
- Centro de Documentación e Información Ambiental "Álvaro Cepeda Samudio". Corporación Autónoma Regional del Atlántico.
- Museo Bibliográfico de Autores del Caribe. Universidad Simón Bolívar.
- Museo Bibliográfico Bolivariano. Universidad Simón Bolívar.
- Mediateca de la Alianza Francesa.[182]

Centros de convenciones y eventos
- Centro de Eventos del Caribe es un complejo multipropósito ubicado sobre la margen occidental del río Magdalena, constituido por recinto ferial, centro de convenciones, restaurantes, bares y malecón turístico.
- Cubo de Cristal. Ubicado en la plaza de la Paz, administrado por la gobernación del Atlántico.
- Pabellón de Cristal. Ubicado en el Gran malecón.

### Otros
Restaurante-bar La Cueva. Se da a conocer la actividad cultural del Grupo de Barranquilla y se puede ahondar en aspectos de la historia y la cultura barranquilleras de mitad del siglo XX.
Casa del Carnaval.
Cinemateca del Caribe.
Planetario de Barranquilla.

### Música folclórica

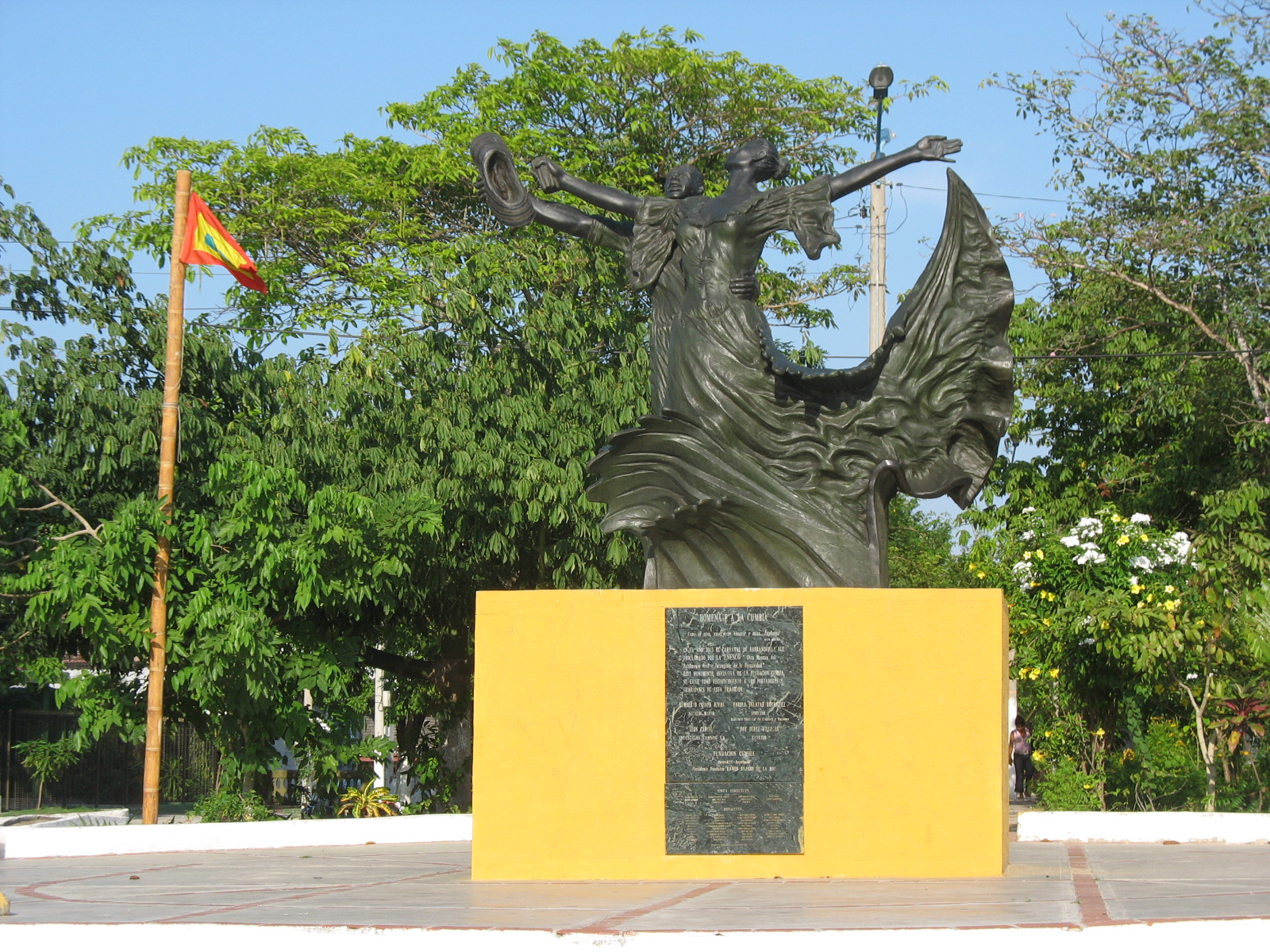
Homenaje a la cumbia en Siete Bocas.

La cumbia es el ritmo musical y la danza más representativa, hondamente arraigada en la Costa Atlántica. Otros ritmos musicales son el jalao, la puya, el garabato, el cumbión, el chandé, el porro, la gaita, el bullerengue, el merecumbé, el vallenato y el pajarito. Además de la cumbia, otras danzas son las tradicionales como el garabato, el congo, el mapalé y el son de negro; las danzas de relación, como la del caimán, los coyongos, los goleros, las pilanderas y la del paloteo; y las danzas especiales (Diablos, del Gusano, las Farotas). Entre las comparsas más representativas están las marimondas, los monocucos y los toritos, las cuales, así como los ritmos musicales y las distintas danzas, alcanzan su máxima expresión durante el carnaval de Barranquilla.

### Dialecto
En Barranquilla se habla una variante del español costeño. El dialecto barranquillero se extiende hasta los municipios de su área metropolitana y aledaños, pero ya en Sabanalarga se usa un dialecto con características distintas.
En su fonética se caracteriza, como todo el español de América, por el seseo. También se presenta el yeísmo. Además, presenta la caída de la d intervocálica de los participios, por ejemplo, «salado» se pronuncia [sa'la.o]. La s de final de sílaba se aspira como en «costa» (['koh.ta]) o «buscó» ([buh'ko]). Se presenta también la pérdida total de la s en posición final absoluta y de la r final de los infinitivos: «las cosas» se pronuncia [lah 'kosa] y «caminar» [ka.mi'na]. Otra característica del español hablado en la ciudad es la nasalización de las vocales que anteceden a m y n («campaña» [kãm'pa.ɲa] y «anda» [ãn.da]). La n final se realiza velar: canción [kan'sjoŋ]. La jota se realiza como una aspiración suave ([h]), a veces casi desaparece, completamente diferente de la articulación velar de la jota ([x]) en España.
De ninguna forma se presenta la geminación de las consonantes (por ejemplo d, t, p o g) posteriores a las líquidas r y l y la supresión de estas: ['kad.do] por caldo, ['at.to] por alto, fenómeno propio del español de los departamentos de Bolívar, Sucre y Córdoba, y del Atlántico a partir de Sabanalarga.
Salvo los localismos y las variantes fonéticas que se presentan como consecuencia normal de la expansión de toda lengua, y gracias a la morfosintaxis prácticamente idéntica a la del español del resto de países hispanohablantes, el visitante originario de otras latitudes cuya lengua madre sea el español encontrará poca o ninguna dificultad en comunicarse con el barranquillero.

### Eventos
Además del carnaval de Barranquilla y sus actividades relacionadas, algunos de los eventos culturales de la ciudad son:
- Barranquijazz. Evento musical que reúne figuras internacionales del jazz. Se celebra en septiembre en el teatro Amira de la Rosa, entre otros escenarios.
- Carnaval de las Artes. Evento cultural que se realiza días previos al carnaval desde 2007, en el que participan intelectuales, escritores, cineastas, músicos y artistas de renombre nacional e internacional.
- Sabor Barranquilla. Evento gastronómico internacional que se realiza anualmente desde 2008.[189]
- Feria del Juguete. Mercado permanente de juguetes durante el mes de diciembre en el parque del cementerio Universal.
- Festival Internacional de Cuenteros El Caribe Cuenta. Evento internacional de humor y cuentos que se celebra anualmente en agosto, organizado por la Fundación Luneta 50.
- Festival Internacional de Cortometrajes Cine a la Calle. Evento anual realizado por la Fundación Cine a la Calle, donde se presenta lo más destacado del cortometraje a nivel nacional e internacional.[190][191]
- PoeMaRío. Festival internacional de poesía. Se realiza anualmente entre los meses de julio y septiembre en diversos lugares de la ciudad.

### Gastronomía

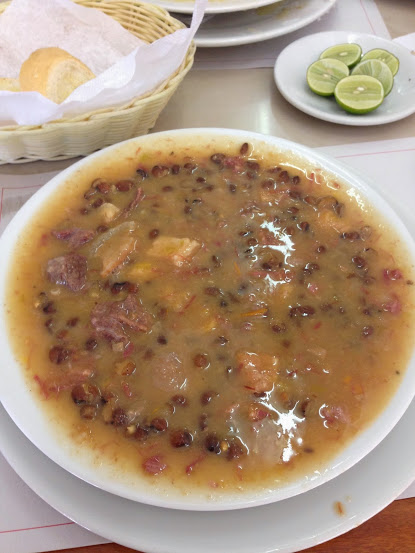
Sopa de guandú con carne salada, considerado el plato del carnaval de Barranquilla.

El plato típico de la ciudad es el arroz de lisa, el cual se sirve con bollo de yuca. Característicos de la cocina local son también el sancocho de guandú con carne salada; la butifarra; los bollos de yuca, limpio, de mazorca, de angelito; el queso costeño; fritos como variedades de arepas, como la de huevo, las carimañolas, las empanadas, los pastelitos, el patacón, los buñuelos de fríjol cabecita negra y de maíz tierno y el quibbe; los arroces de coco, de fríjol cabecita negra, de fideos, de chipichipi y el cucayo; bebidas como el raspao, el boli, el agua de panela, los jugos de corozo, tamarindo, zapote y níspero; dulces como la alegría, el enyucado, la arropilla, las cocadas y los dulces de Semana Santa; envueltos como el pastel y la hayaca; pescados como el bocachico en cabrito o frito, la mojarra y el lebranche; los cocteles de camarón y de ostras; los sancochos de costilla, de rabo, de hueso, de sábalo, trifásico (con carne de res, de gallina y de cerdo), de mondongo y de gallina criolla; y el chicharrón.
Es significativa la oferta gastronómica de la ciudad, en cuyos restaurantes se pueden disfrutar desde los platos de la cocina criolla hasta varias cocinas internacionales, como la china, la sirio-libanesa (debido a la presencia de descendientes de inmigrantes del Medio Oriente), la japonesa, la brasileña, la peruana, la francesa, la italiana, la española, la comida de mar, la rápida, la vegetariana, la cocina fusión, asados, entre otros.

### Religión

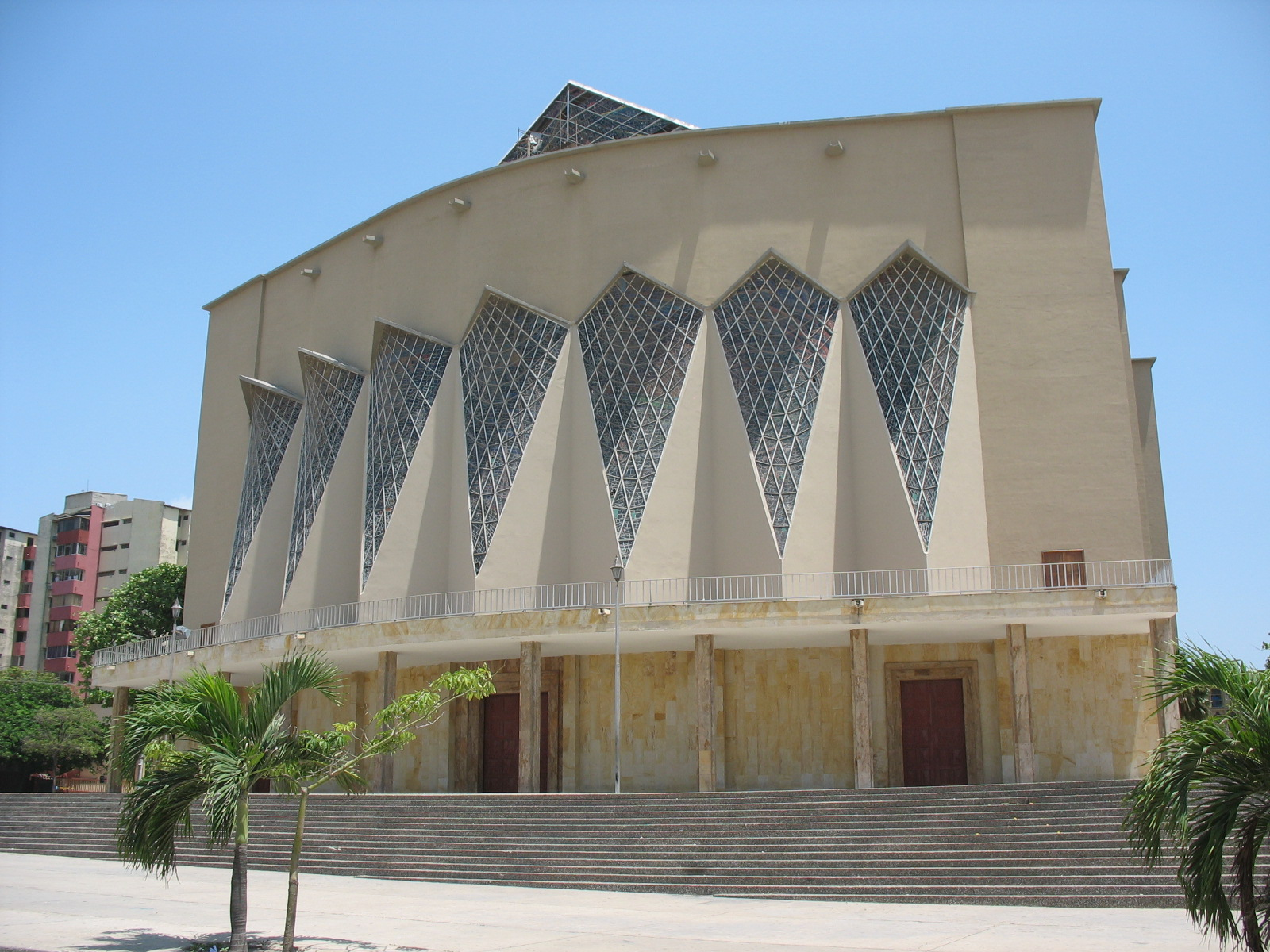
Catedral Metropolitana María Reina.

Entre las manifestaciones religiosas en Barranquilla predomina el cristianismo, siendo el catolicismo la corriente más profesada, arraigado desde la época colonial española. También tienen presencia protestantes, judíos, musulmanes y comunidades budistas, masónicas, rosacrucistas y gnósticas.
El patrono oficial de la ciudad es San Nicolás de Tolentino, cuyo templo fue declarado iglesia pro-catedral cuando la Santa Sede creó la diócesis de Barranquilla en 1932. En 1982, la Santa Sede consagra el templo María Reina como nueva catedral metropolitana de Barranquilla. San Roque de Montpellier es considerado el patrono popular.
Barranquilla es sede desde 1969 de la arquidiócesis que comprende la totalidad del departamento del Atlántico y que está conformada por 119 unidades pastorales o parroquias, distribuidas en el distrito, municipios y algunos corregimientos del departamento. También es sede episcopal metropolitana de la provincia eclesiástica conformada además por las diócesis sufragáneas de Santa Marta, Valledupar, Riohacha y El Banco.

## Urbanismo

### El Centro

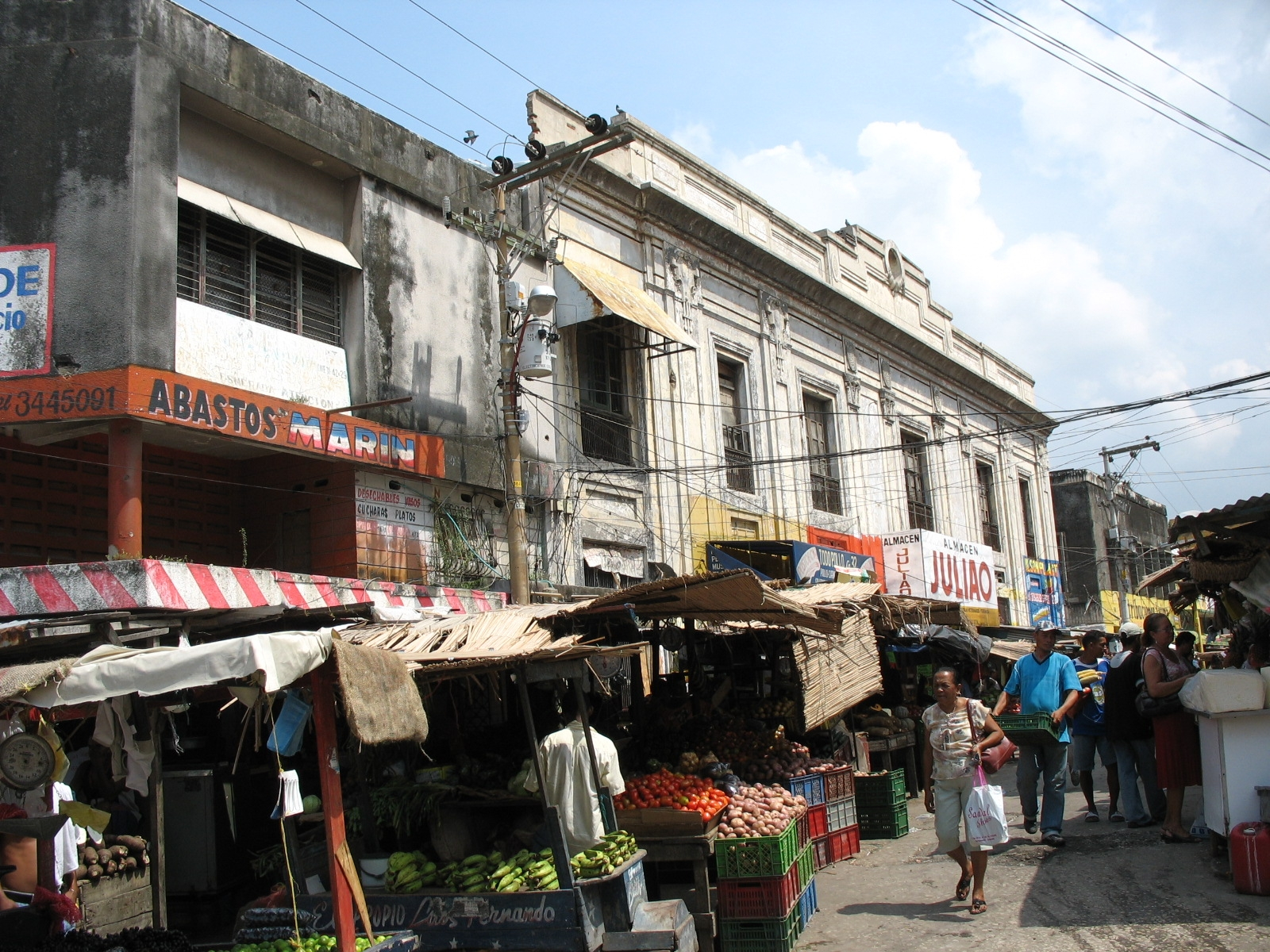
Aspecto del centro de Barranquilla en 2008.

El centro está comprendido entre las carreras 35 y 46 y las calles 30 y 46, e incluye partes de los barrios San Roque y Abajo. Hace parte de la localidad Norte-Centro Histórico y del Distrito Central, conformado además por los sectores de Barranquillita y El Boliche. En el centro tienen sede los poderes administrativos de la ciudad y del departamento. Su eje es el paseo de Bolívar, avenida que fue restaurada y ampliada entre 2003 y 2008. En este sector nació la ciudad y a su alrededor se desarrollaron, casi exclusivamente, las actividades socioeconómicas de la urbe hasta los años 1980, cuando el deterioro del centro originó el desplazamiento del comercio formal y la banca hacia el norte de la ciudad. A pesar del abandono, el centro sigue siendo el núcleo de la ciudad y su sector más importante en términos económicos. Concentra una intensa actividad comercial en sinergia con el aledaño mercado público. Además, alberga numerosas edificaciones del periodo republicano y del Movimiento Moderno de inmenso valor histórico y arquitectónico, por lo que fue declarado Bien de Interés Cultural del ámbito Nacional por el Ministerio de Cultura mediante resolución 1614 de 1999. Desde la década de 1990, el centro de Barranquilla se encuentra en proceso de recuperación, la cual se consolida en 2008 con la convocatoria del Ministerio de Cultura para el «Concurso Público de Anteproyecto Arquitectónico para el Diseño de Diferentes Sectores Urbanos para la Recuperación del Espacio Público del Centro Histórico de Barranquilla». A nivel de la administración local, el desarrollo del centro de Barranquilla es promovido por la Promotora del Desarrollo del Distrito Central de Barranquilla S.A. (Promocentro), entidad descentralizada adscrita a la Alcaldía Distrital.
Paseo de Bolívar
El paseo de Bolívar, eje del centro de Barranquilla, es la avenida más importante de la ciudad, alrededor del cual surgió, se gestó y se expandió la urbe. Hasta fines del siglo XIX se llamó calle Ancha, cuando en 1886 el alcalde Antonio Abello construyó un camellón, pasando a ser denominada camellón Abello. A principios del siglo XX fue ubicada en el extremo norte una estatua de Cristóbal Colón, por lo que cambió su nombre a paseo de Colón. En 1937 se construyó una plaza en su extremo norte y se ubicó en lugar de la estatua de Colón la estatua ecuestre de Simón Bolívar, obsequio de Andrés Obregón en 1919, denominándose desde entonces paseo de Bolívar.
Desde principios de los años 2000 se debate entre las autoridades nacionales y la dirigencia local si el edificio de la antigua Caja Agraria, ubicado detrás de la plaza, debe ser demolido (hasta el momento goza de estatus patrimonial) para darle paso a la ampliación del paseo de Bolívar hasta la carrera 46 y su intersección con la calle 30 y la Vía 40. El paseo de Bolívar es el eje de la recuperación del centro de Barranquilla.

### Espacio público

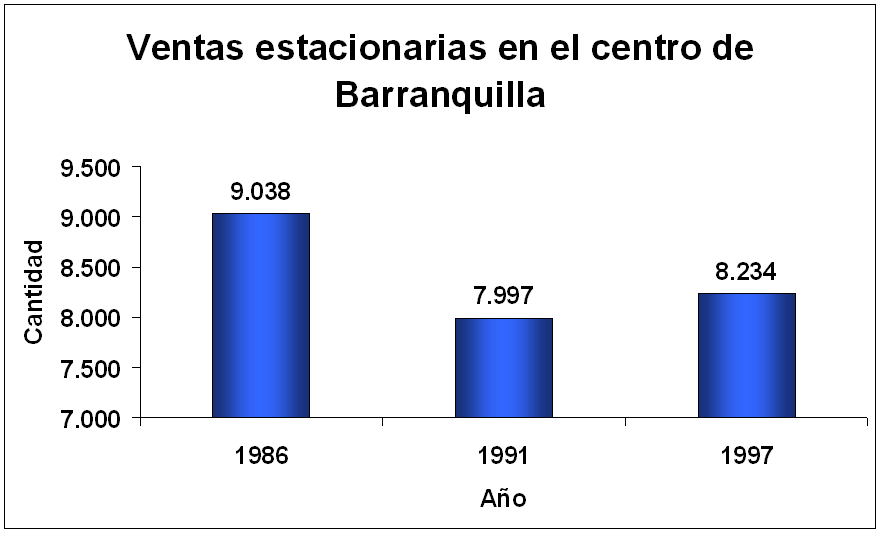
Ventas estacionarias en el centro de Barranquilla.

El uso del suelo, en particular del espacio público, y la ordenación urbanística están reglamentados por el Plan de Ordenamiento Territorial que es elaborado por la Alcaldía a través de la Secretaría de Planeación Distrital, y aprobado o revisado por el Concejo Distrital.
Barranquilla presenta una aguda deficiencia de espacios públicos y arborización, reflejada en un promedio de 0,083 m² de plazas y zonas verdes por habitante. La zona de la ciudad que presenta la mayor ocupación del espacio público es el centro, donde hay 9160 vendedores informales estacionarios censados.

#### Plazas
Entre las plazas de la ciudad se encuentran:
- Plaza de San Nicolás: situada frente a la iglesia de San Nicolás, fue epicentro de la vida cultural, comercial y religiosa de Barranquilla a principios del siglo XX.
- Plaza de la Paz: construida en 1986 frente a la Catedral Metropolitana para recibir al papa Juan Pablo II. Sitio de multitudinarias manifestaciones sociales, políticas y culturales. Remodelada en 2013, ampliada en 2018.
- Plaza de Bolívar: ubicada en el extremo norte del paseo del mismo nombre, constituye el epicentro de la ciudad y la punta de lanza de la recuperación del centro. Reconstruida en 2003.
- Plaza de San Roque: anexa a la iglesia homónima, inaugurada en 2015.
- Plaza de San José: enmarcada por la iglesia homónima, el antiguo colegio San José y la Biblioteca Departamental. Inaugurada en 2016.
- Plaza del Hospital: contigua al Hospital de Barranquilla. Inaugurada en 2016.
- Plaza del Río Grande de la Magdalena: anexa a la restaurada Intendencia Fluvial, a orillas del caño de los Tramposos. Inaugurada el 10 de octubre de 2014.[208][209]
- Plaza de la Cruz Vieja: posible sitio de inicio de la conformación de Barranquilla, ubicada en la carrera 44 con calle 32. Inaugurada en 2013.[210]

Otras plazas son la del Boliche y la antigua plazuela Ujueta, ambas en el Mercado; la plaza de San Mateo, en el centro; la plazuela Esthercita Forero (carrera 43 con calle 74, construida en 2003, posee una estatua de la compositora); la plaza Mario Santo Domingo, espacio público que formaba parte del parque cultural del Caribe, del que fue su primera obra inaugurada (2008); y la plaza de la Locomotora (2002), la cual hace parte del Complejo Cultural de la Antigua Aduana, exhibe una locomotora de la época en que las mercancías se trasladaban por tren entre Barranquilla y su puerto ubicado en Puerto Colombia hasta 1936.

#### Parques
Ver Lista de parques de Barranquilla
Algunos de los parques más importantes de la ciudad son:
- Parque Sagrado Corazón: uno de los más grandes de la ciudad, ubicado en el barrio Ciudad Jardín. Cuenta con una estatua del Sagrado Corazón de Jesús, teatrino, canchas de baloncesto, microfútbol, pista de trotar, canchas de tenis y gimnasio.
- Parque Tomás Surí Salcedo: llamado en honor del ministro de Hacienda que impulsó la construcción de los tajamares de Bocas de Ceniza y del edificio de la Administración de la Aduana. Ubicado en la estratégica zona de la calle 72 con carrera 46, ofrece juegos mecánicos y alberga el estadio de baloncesto Elías Chegwin. Es escenario anual del Festival del Dulce en época de Semana Santa. Construido en 1945, remodelado en 1978 y 2013.[211]
- Parque Metropolitano: ubicado en el cuadrante noroccidental de la intersección de las avenidas Murillo y Circunvalación, entre el costado sur del estadio Metropolitano y el velódromo. Construido para la Copa América de 2001, en 2006 fue ubicada allí la escultura de Shakira.
- Parque Santander: dedicado a la memoria de Francisco de Paula Santander en el barrio El Prado.
- Parque de Los Fundadores: antiguo bulevar central del barrio El Prado, alberga distintos monumentos como el águila en homenaje a los pioneros de la aviación que perdieron la vida en el accidente de 1924 cuando impulsaban con volantes la canalización de Bocas de Ceniza.
- Parque Ernesto McCausland: ubicado en la carrera 9 (entrada a Barranquilla por el puente Pumarejo). Diseñado por el arquitecto Adolfo Schlegel, tiene una extensión de 15 000 m² y tuvo un costo de 600 millones de pesos. Inaugurado el 28 de noviembre de 2012.[212][213]
- Parque Venezuela: ubicado al norte de la ciudad. Tiene canchas de baloncesto, máquinas de ejercicios y pistas de skateboard y de jogging.
- Gran Malecón del Suroriente. Parque lineal construido en 2025 sobre la canalización del arroyo de Rebolo. Tiene un área total de 27.140 m2 de espacio público y otros 1.695 m2 de zonas verdes y paisajismo. También cuenta con kioscos comerciales, juegos infantiles, gimnasios biosaludables, pistas de patinaje, sendero de trote, plazoletas, módulos de ventas, bancas, concha acústica, canchas de básquet, cancha en grama sintética, skate park, jaula de bateo y cancha múltiple, y acceso para personas en condición de discapacidad.[214]

#### Monumentos

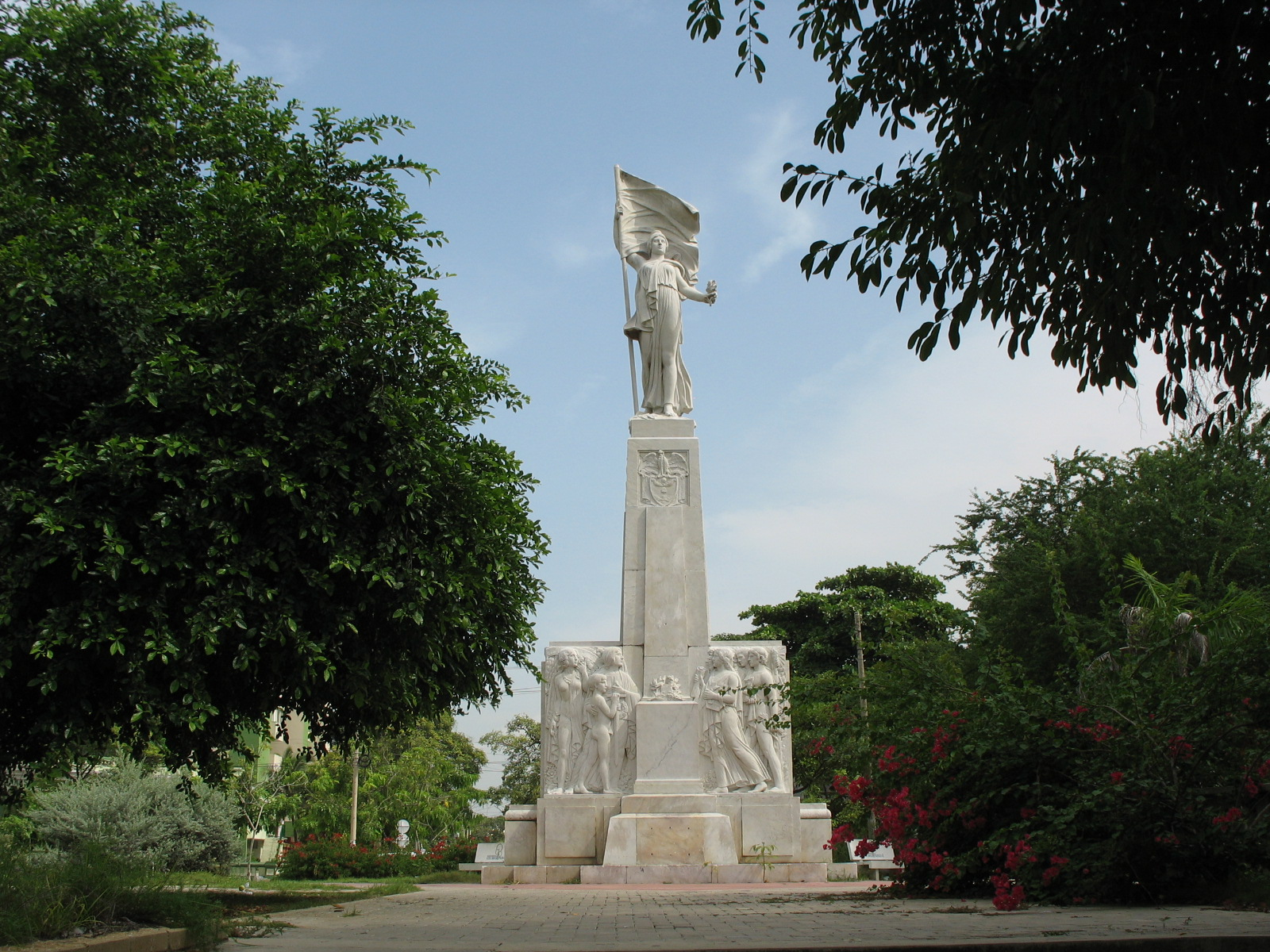
Monumento a la Bandera.

Ver Lista de monumentos de Barranquilla.
Barranquilla rinde homenaje a próceres locales y nacionales y a personalidades de naciones hermanas, así como a fechas patrias, al deporte, al arte, a la cultura, a sucesos históricos y a la religiosidad. Entre los monumentos de la ciudad se encuentran:
- Estatua ecuestre de Simón Bolívar (1919), en la plaza de su nombre, epicentro de la ciudad.
- Estatua en mármol de Carrara de Cristóbal Colón, obsequio de la colonia italiana en 1892 con motivo del cuarto centenario del Descubrimiento de América, en el bulevar de la carrera 50. Derribada durante las protestas sociales de 2021, en proceso de restauración.[215][216]
- Estatua de la Libertad en el parque de la Independencia, obsequio de la colonia siria en 1910 con motivo del centenario de la Independencia de Colombia.
- Estatua del general Francisco de Paula Santander (1922) en el parque del mismo nombre.
- Monumento a la Bandera (1932) en el parque Once de Noviembre.
- Ventana al mundo (2018). Estructura en vidrio, acero y aluminio construida por la empresa Tecnoglass.
- Ventana de Campeones (2020). También conocida como "la aleta del tiburón". Estructura en vidrio, acero y aluminio construida por la empresa Tecnoglass en homenaje al equipo de fútbol Junior.

#### Nomenclatura vial

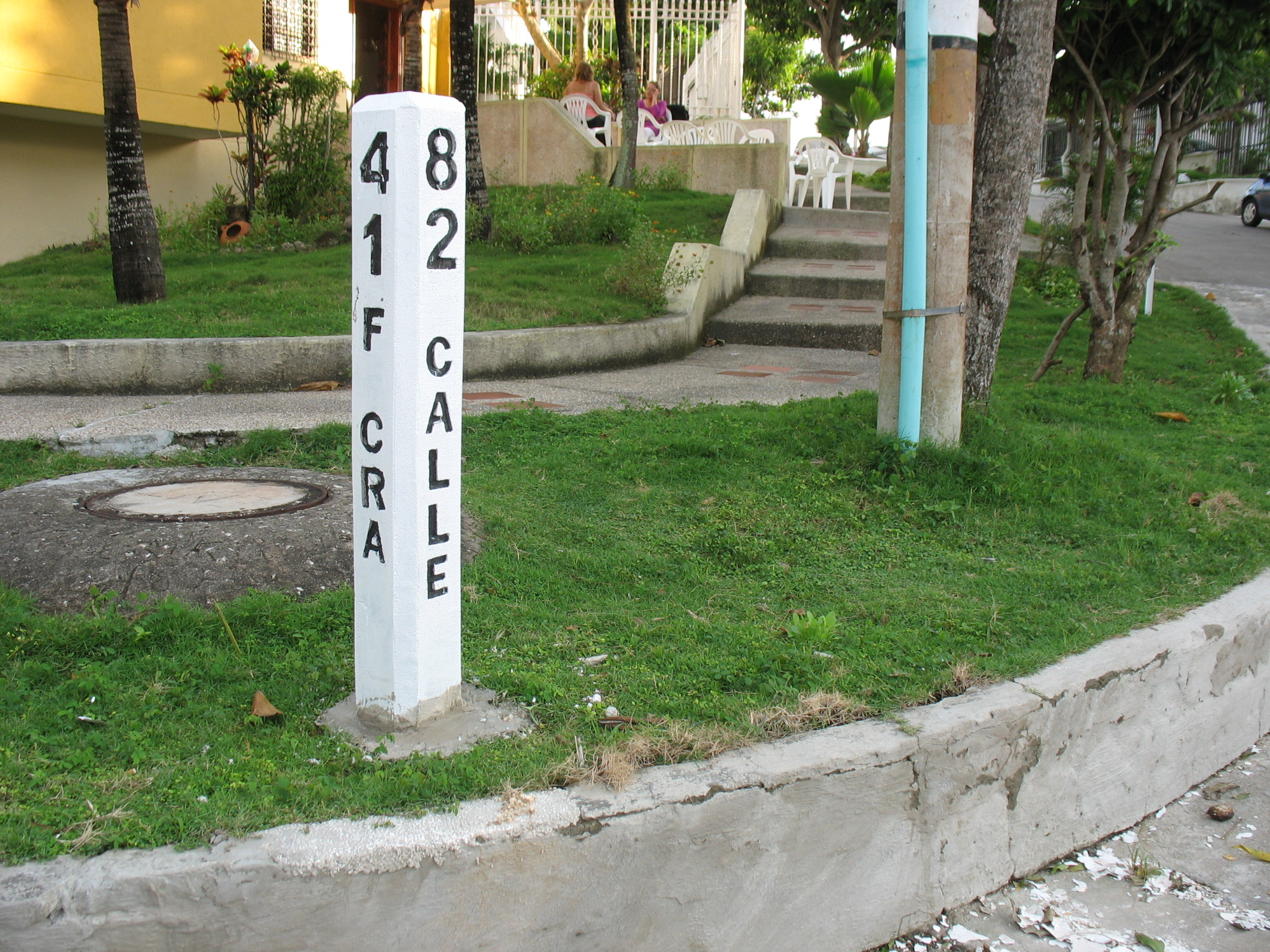
Mojón que muestra una dirección.

Barranquilla posee un trazado vial en el que las calzadas se trenzan de manera perpendicular formando manzanas. Desde 1940 se utiliza una nomenclatura alfanumérica que reemplazó la de nombres. Se denominan «calles» las vías que progresan paralelas al río Magdalena de oriente a occidente y empiezan en el Terminal Marítimo. Las «carreras» (antes denominadas callejones), avanzan perpendiculares al río Magdalena, de sur a norte, a partir de la Circunvalación, en el sector del estadio Metropolitano. Hacia el sur de dicho escenario deportivo, a las carreras se les añade el apéndice «Sur».
Si el inmueble está situado sobre una calle, su dirección comenzará por «Calle», en caso contrario, por «Carrera», le seguirá el número de dicha calle o carrera y a continuación, separada por la abreviatura N.º o el símbolo #, la carrera o calle correspondiente separada por un guion del número de la construcción (usualmente el número aproximado de metros del predio hasta la esquina). Por ejemplo, Calle 47B # 21-10; Carrera 5 Sur # 50-04.

### Arquitectura
La historia arquitectónica de Barranquilla se escribe prácticamente apenas en el siglo XX. En la ciudad no se encuentran edificios del periodo colonial ni de las primeras décadas de la nación independiente y en formación, pero la profusión de estilos que florecieron a partir de fines del siglo XIX le dan a la ciudad un ambiente cosmopolita y sui géneris en Colombia. Ese esplendor arquitectónico, referencia obligada para los estudiosos de la arquitectura en Colombia, responde a la condición de ciudad portuaria y punto de entrada al país, durante buena parte de los siglos XIX y XX, del progreso y de inmigrantes de las Américas, Europa, Medio Oriente y Asia, muchos de los cuales se establecieron en Barranquilla e importaron los estilos arquitectónicos que se aprecian en la ciudad.
Entre los estilos arquitectónicos se encuentran algunos tan disímiles como el neoclásico y el art déco, así como muestras de arquitectura neocolonial, modernista, contemporánea, ecléctica, mudéjar, barroca tardía española (también conocida como estilo californiano), mozárabe y caribeña (de las Antillas Neerlandesas). En algunas construcciones modernistas es perceptible la influencia de arquitectos internacionales como Oscar Niemeyer, Le Corbusier (quien estuvo en Barranquilla a finales de la década de 1940), Leopold Rother, Mies Van der Rohe y Richard Neutra, entre otros.
Periodo republicano

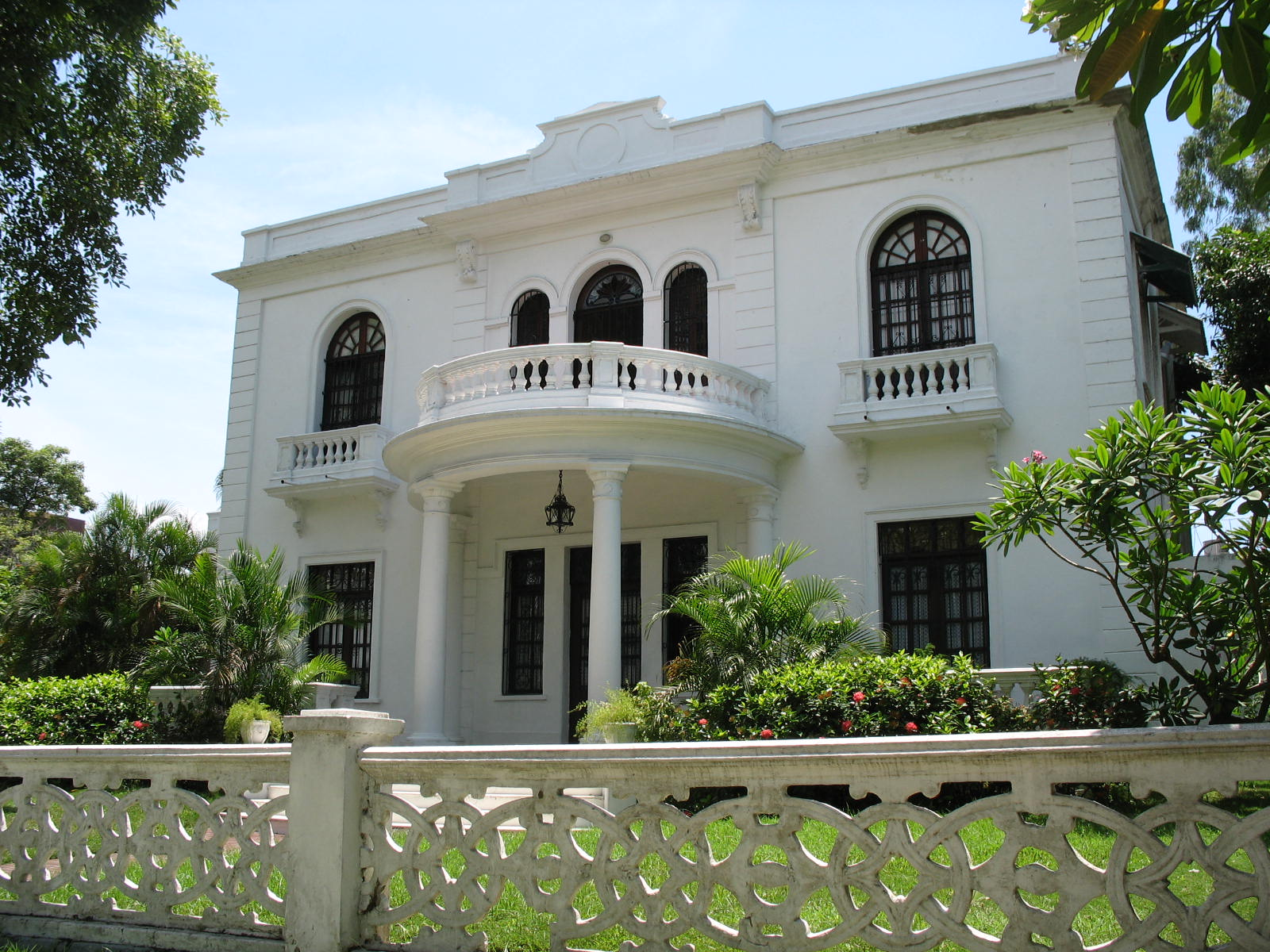
Casa del periodo republicano, estilo neoclásico, en el barrio El Prado.

Mal llamado «estilo», el republicano es el período de la historia de la arquitectura colombiana comprendido entre 1819, año de la independencia definitiva del país, y alrededor de 1930, el cual reúne distintos estilos en la ciudad como el neoclásico, el barroco tardío español y el neomediterráneo.
Desde el inicio del siglo XX las edificaciones de estilo neoclásico tuvieron especial acogida en Barranquilla. Entre las muestras más sobresalientes se encuentran el Instituto La Salle, Villa Heraldo, la Corporación Autónoma Regional del Atlántico (antigua residencia del escritor Álvaro Cepeda Samudio), la residencia de Ezequiel Rosado, la Funeraria Jardines del Recuerdo, el restaurado edificio de la Aduana, el antiguo Banco Comercial de Barranquilla, el antiguo Banco Dugand y La Perla, entre otros, principalmente en el barrio El Prado y en el centro. Otras edificaciones republicanas son el Hotel El Prado (estilo neomediterráneo), la facultad de Bellas Artes de la Universidad del Atlántico y la Intendencia Fluvial.
La Transición (1930-1945)

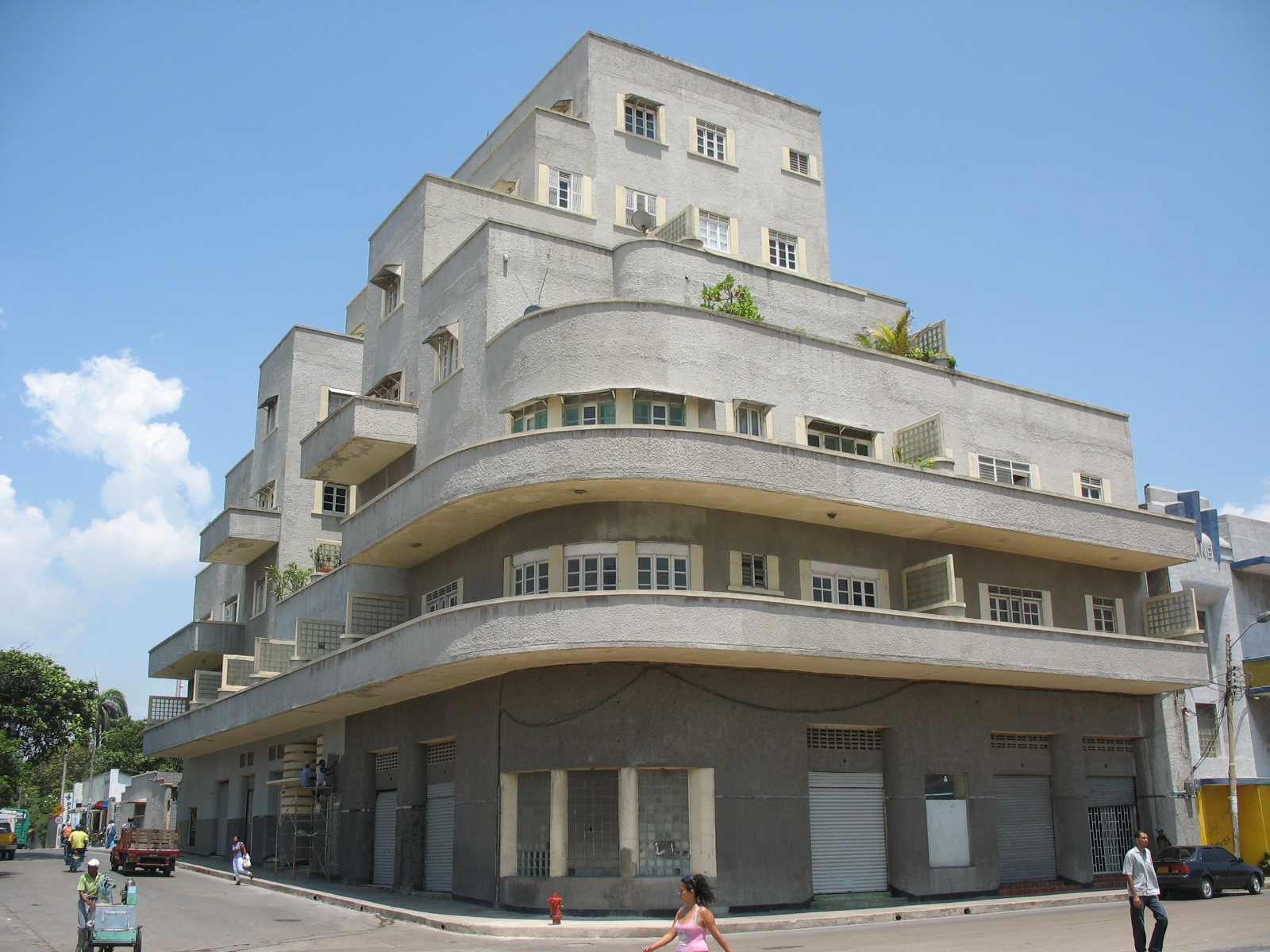
Edificio García. Art déco-Streamline moderne.

Etapa de la arquitectura colombiana previa al Movimiento Moderno en la que se buscaron estilos distintos de los republicanos, como el art nouveau y el art déco.
En la ciudad se encuentran numerosas construcciones estilo art déco y Streamline moderne, propio de los años 1930, como el estadio Municipal (1935), la Biblioteca Departamental (1945), el teatro Rex (1935), el desaparecido teatro Metro (1946, antiguo Apolo), el edificio de la Cervecería Águila (1942), el edificio Kico (1948), la sinagoga Shaare Sedek (1946-1947), el edificio de la Exposición Agropecuaria (1936, más tarde convertido en Escuela Industrial), el edificio Eckardt (1939), la antigua residencia del arquitecto cubano Manuel Carrerá en el barrio Bellavista, el edificio García (1938-1943), el Teatro Colón (1946), el antiguo edificio de Avianca (1934); los cuatro últimos, diseñados por Carrerá.
El estadio Municipal fue reconocido en 1995 como Monumento Nacional por el Ministerio de Cultura, siendo la primera edificación art déco en Barranquilla en obtener esta declaratoria.
Movimiento Moderno (1945-1970)

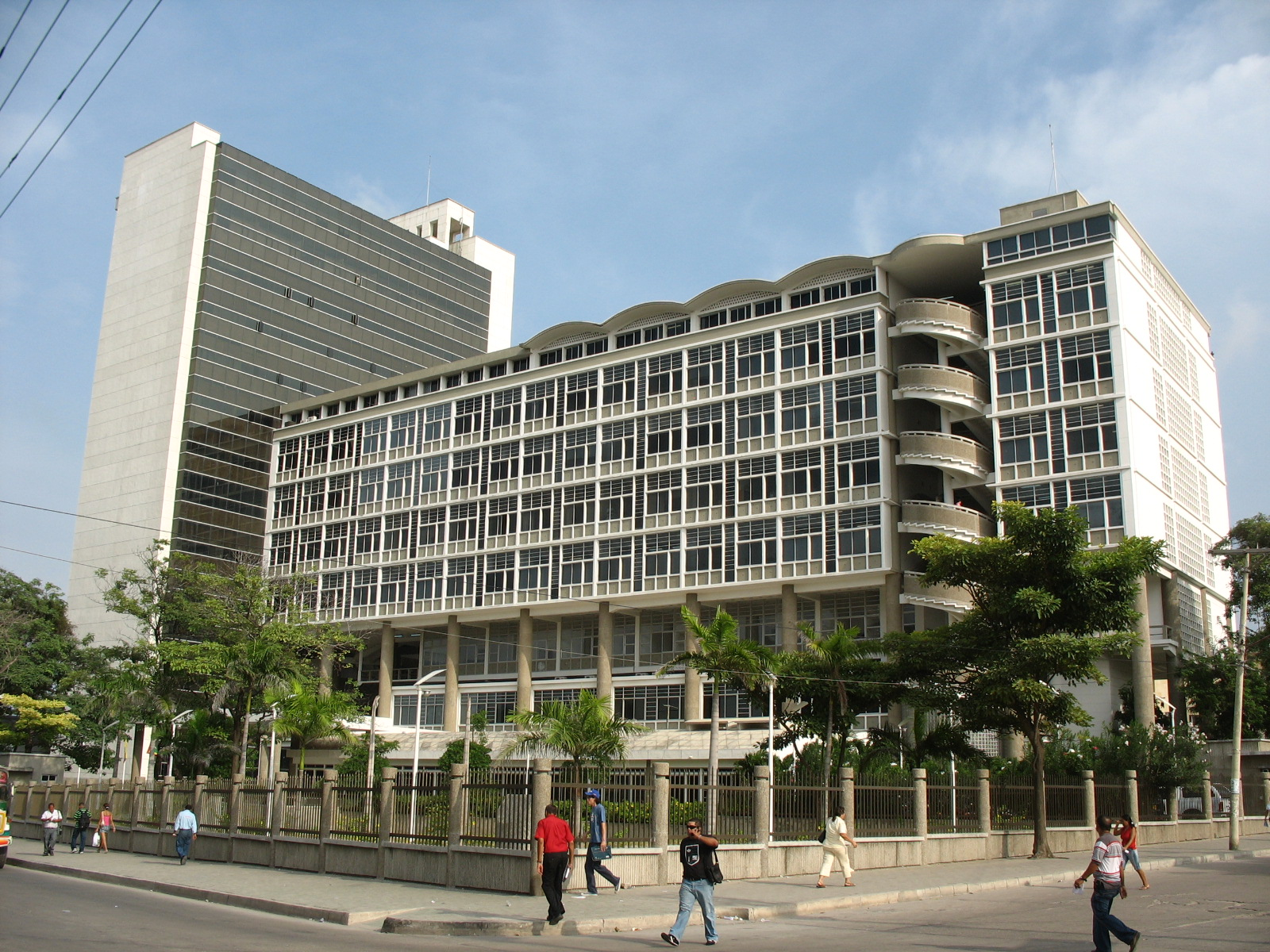
Edificios Nacional (derecha) y Rodrigo Lara Bonilla (más reciente).

La arquitectura moderna se caracteriza por estar libre de los ornamentos de las edificaciones del periodo republicano, y por la tendencia hacia el concreto de corte racionalista. Entre los ejemplos de arquitectura moderna en la ciudad cabe mencionar el edificio Nacional, sede de la rama judicial, diseñado por el arquitecto alemán Leopold Rother en 1945 y terminado en 1953; la Catedral María Reina (iniciada en 1955) y el antiguo edificio de la Caja de Crédito Agrario (1961-1965), ubicado en el remate norte del paseo de Bolívar y diseñado por el arquitecto Fernando Martínez Sanabria. Además, los edificios del Sena, de la Asamblea del Atlántico, del antiguo Telecom (1965, hoy sede de los juzgados, con la escultura Telecóndor de Alejandro Obregón en la plazoleta de acceso), de la Gobernación del Atlántico y de la Alcaldía en el paseo de Bolívar, antiguo edificio del Banco de la República.
Arquitectura más reciente (1970-1985)

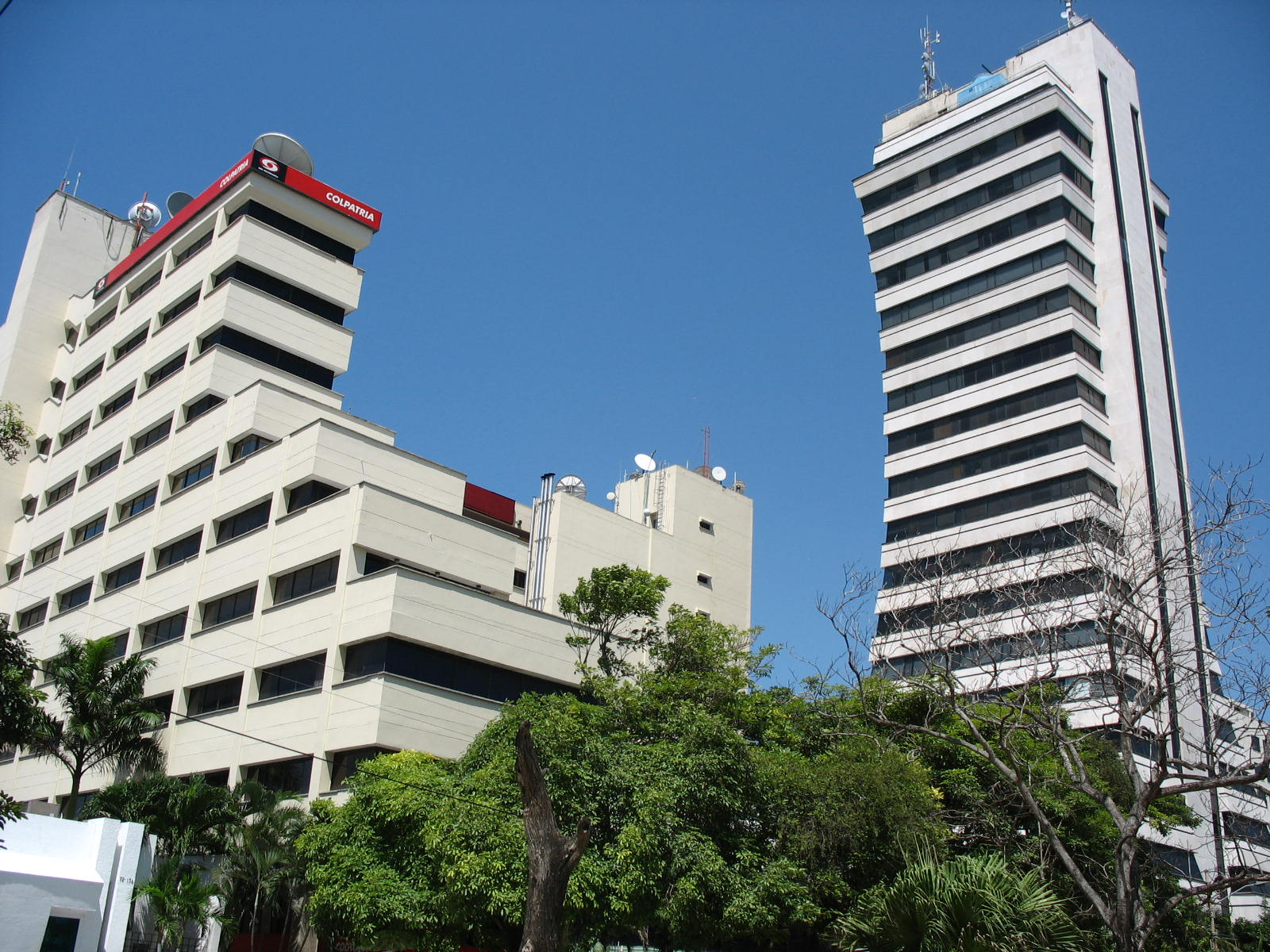
Centro Ejecutivo I.

Periodo en que el sistema UPAC dio como resultado la comercialización de la arquitectura en detrimento de la calidad espacial y estética. La búsqueda de ambientes más seguros trajo consigo la proliferación de conjuntos de vivienda y centros comerciales cerrados. El Movimiento Posmoderno aparece brevemente intentando realzar los estilos históricos dejados de lado por el Movimiento Moderno. Durante este periodo adquiere importancia la recuperación del patrimonio arquitectónico y la protección de edificaciones y complejos urbanos como el centro. Entre las edificaciones más representativas de este periodo se encuentran el Centro Ejecutivo I (conocido como «Miss Universo» por su estilizada forma), el edificio Girasol, las torres de los bancos Popular, de Bogotá y Bancolombia, y el edificio Rodrigo Lara Bonilla.
Arquitectura actual
En los años 2010 y 2020 se construyeron varios rascacielos. En los años 1990 el retorno a estilos como el neoclásico o el neomediterráneo en edificaciones como la sede de Metrotel (neoclásica), el centro comercial Carrefour Prado (neomediterránea) y el edificio de oficinas Prado Office Center (neomediterránea), respondió al interés de construir edificios que armonizaran con la arquitectura representativa del barrio El Prado, donde se encuentran.
Templos

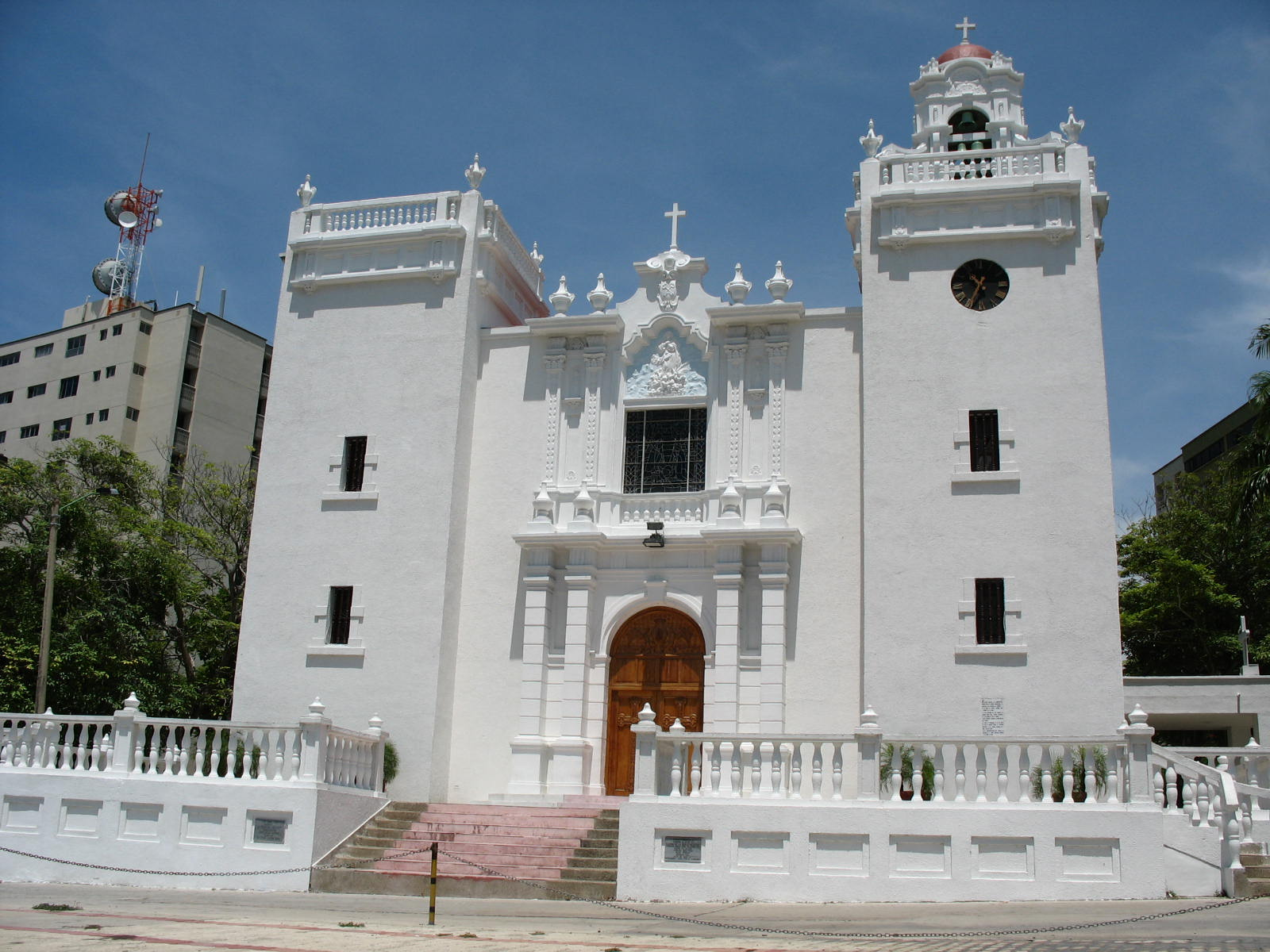
Iglesia de la Inmaculada Concepción.

La ciudad cuenta con templos que hablan de su naturaleza multicultural y que exhiben distintos estilos arquitectónicos. Los más importantes son: la Catedral María Reina, de arquitectura tardomoderna; la iglesia de San Nicolás de Tolentino, patrono de Barranquilla, de estilo ecléctico; la iglesia de San Roque (patrono popular de la ciudad y una de las pocas iglesias neogóticas de Colombia); la iglesia de la Inmaculada Concepción; la iglesia de Nuestra Señora del Perpetuo Socorro; la iglesia de San José; la iglesia de Nuestra Señora del Carmen; la iglesia del Sagrado Corazón; la iglesia de Nuestra Señora del Rosario; la iglesia de Nuestra Señora de Chiquinquirá; la iglesia de Nuestra Señora de la Torcoroma; la iglesia de San Francisco; la iglesia de la Sagrada Familia. Sobresalen por su diseño vanguardista la capilla del Liceo de Cervantes, la iglesia de Nuestra Señora de la Caridad del Cobre y la sinagoga Bet-El.

## Deporte
La actividad deportiva en Barranquilla está regida y es promovida a nivel gubernamental por la Secretaría de Recreación y Deportes de la Alcaldía Distrital. Desde principios del siglo XX, en la ciudad se han practicado principalmente el fútbol, el béisbol y el boxeo. También se practican variadas disciplinas como el baloncesto, el atletismo, la natación, el ajedrez, el ciclismo, el patinaje, el tenis, el golf, el tiro, el microfútbol, el karate, el taekwondo, el parapente, el bicicrós, los karts, el automovilismo, la pesca deportiva, el squash, el surfing, la halterofilia, el softbol y los bolos.
Barranquilla ha sido sede de la selección de fútbol de Colombia durante las eliminatorias de los mundiales de Italia 1990, Estados Unidos 1994, Francia 1998, Alemania 2006, Brasil 2014, Rusia 2018, Catar 2022 y Norteamérica 2026, la ciudad fue sede de:
- V Juegos Centroamericanos y del Caribe en 1946.
- IV Juegos Bolivarianos en 1961.
- XIV Juegos Nacionales en 1992.
- Inauguración y partidos del grupo A de la Copa América 2001.
- Juegos Centroamericanos y del Caribe 2006 (subsede).
- Inauguración y 5 partidos de la Copa Mundial de Fútbol Sub-20 de 2011 (cuatro juegos por el Grupo E y uno de octavos de final).[223]
- XXIII Juegos Centroamericanos y del Caribe en 2018.[224]

### Escenarios

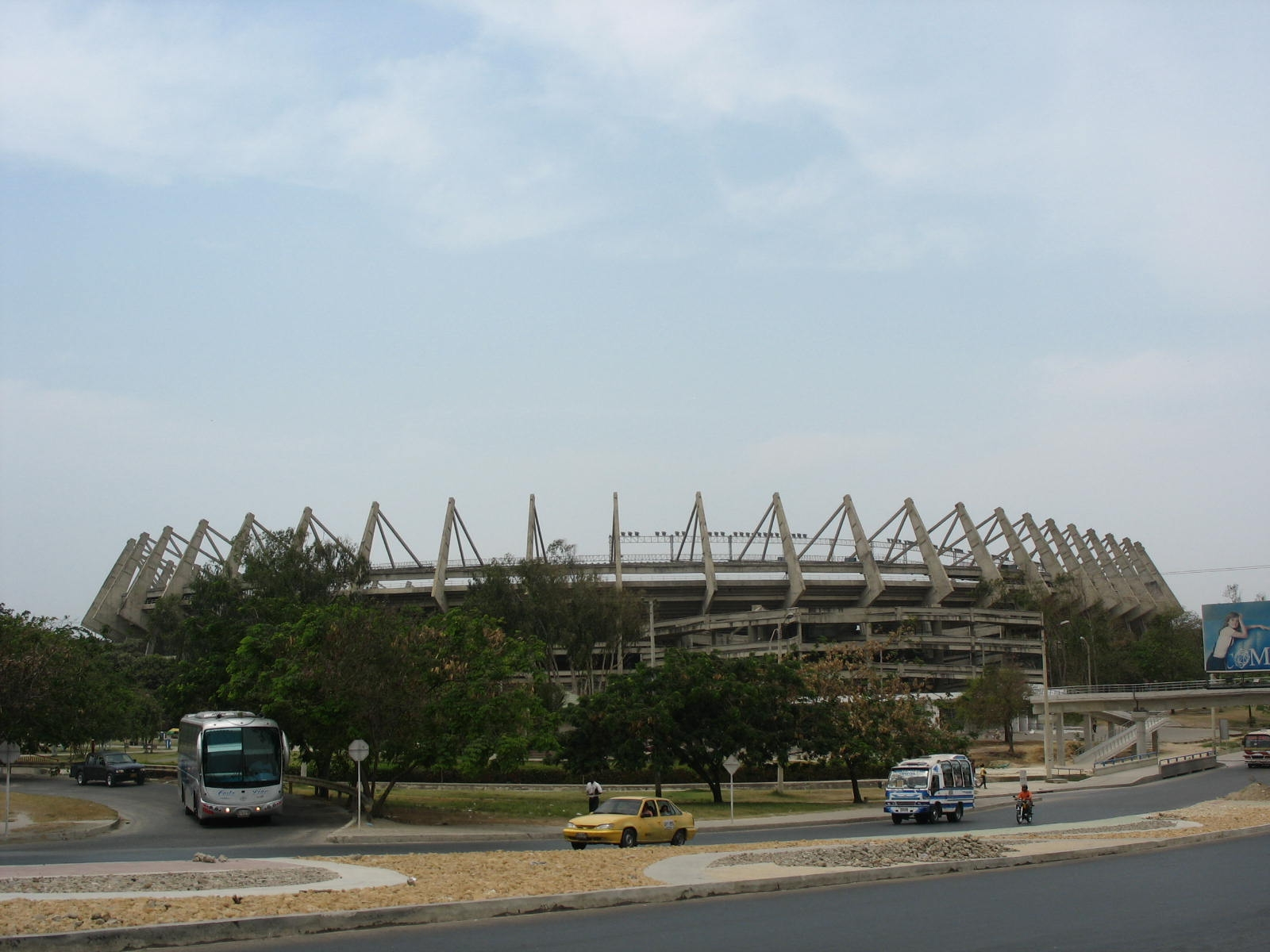
Estadio Metropolitano.

La ciudad cuenta con una infraestructura deportiva que le ha permitido acoger eventos de importancia nacional, regional y mundial como los V Juegos Centroamericanos y del Caribe de 1946 y 2018, los Juegos Bolivarianos de 1961, eliminatorias mundialistas, la Copa América 2001 y el Mundial Sub-20 de 2011. Los principales escenarios deportivos de Barranquilla son:
- Estadio Metropolitano. Inaugurado el 11 de mayo de 1986, con capacidad de 46 692 espectadores. Posee cancha de fútbol, pista atlética para carreras de velocidad, semifondo, fondo, salto largo, triple, alto, con garrocha y lanzamiento de jabalina, disco y de martillo. Ha sido sede de la selección de fútbol de Colombia durante las eliminatorias de los Mundiales de 1990, 1994, 1998, 2006, 2014, 2018 y 2022.
- Estadio Municipal. Construido en 1935 para los III Juegos Olímpicos Nacionales; capacidad para 20 000 personas. Remodelado entre 2016 y 2018 para los XXIII Juegos Centroamericanos y del Caribe.
- Estadio Moderno. Primer estadio para la práctica del fútbol construido en Colombia. Ampliado y remodelado entre 2017 y 2018 para los XXIII Juegos Centroamericanos y del Caribe.
- Estadio Édgar Rentería. Escenario para la práctica del béisbol que inició su construcción en 2017 en el sitio donde se encontraba el estadio Tomás Arrieta, demolido en 2016 en el marco de la adecuación de los escenarios de los XXIII Juegos Centroamericanos y del Caribe.[225]
- Coliseo Elías Chegwin. Construido para los Juegos Centroamericanos de 1946 y denominado estadio Suri Salcedo. Remodelado en 1992 para los XIV Juegos Nacionales. Remodelado entre 2016 y 2018 para los XXIII Juegos Centroamericanos y del Caribe. Su aforo es de 3000 espectadores;[226] cuenta con la certificación de la Federación Internacional de Baloncesto. La cancha de baloncesto es de madera y cuenta con tableros digitales.[227] Lleva el nombre de un baloncestista barranquillero de la década de 1930, primer colombiano en jugar a nivel universitario en Estados Unidos en 1938, en la Universidad de Hurón, Dakota del Sur, donde se graduó como sociólogo.[228]
- Velódromo Metropolitano Rafael Vásquez. Construido en 1992 para los XIV Juegos Nacionales.

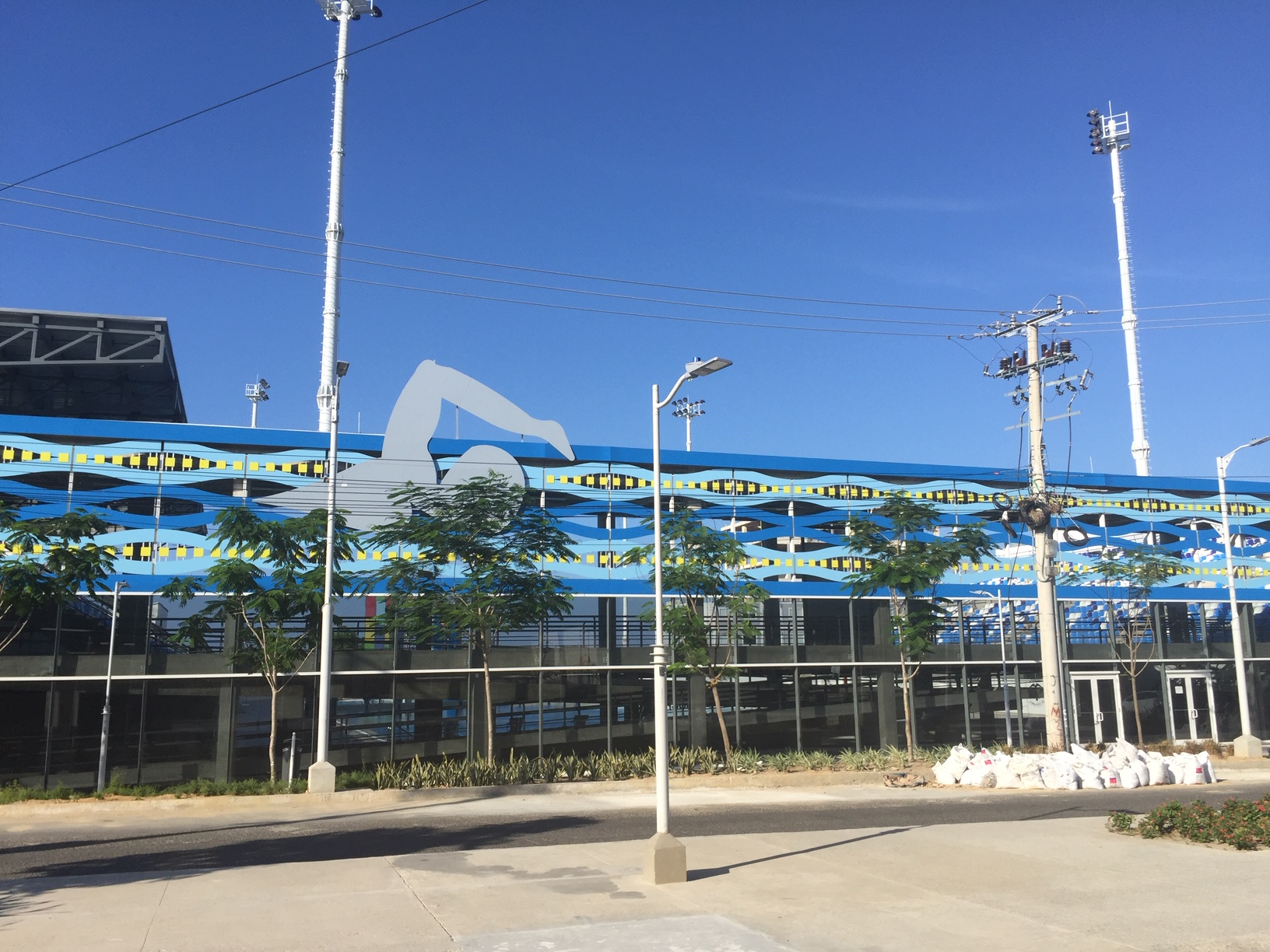
Piscina Olímpica.

- Complejo Acuático. Sucesor de la piscina olímpica que era réplica de la de Berlín, remodelada entre 2011 y 2013,[229][230][231] y demolida en 2017 en el marco de la adecuación de los escenarios de los XXIII Juegos Centroamericanos y del Caribe. Cuenta con tres piscinas: de carreras, de clavados y de calentamiento para las disciplinas de natación, polo acuático, nado sincronizado y clavados.[227][232][233]
- Patinódromo Villa Santos. Ubicado en el barrio Villa Santos, fue construido para los Juegos Centroamericanos y del Caribe 2018.[234][235][236][237]
- Patinódromo Rafael Naranjo Pertuz. Además de la pista de patinaje, el interior del óvalo es una cancha de hockey sobre patines.[238] Ubicado en el parque Bosques del Norte, construido en 1992.
- Estadio Distrital de Tenis. Construido para los XXIII Juegos Centroamericanos y del Caribe. Inaugurado el 9 de noviembre de 2017.[239][240][241]
- Estadio de atletismo. Escenario adyacente al estadio Metropolitano, construido entre 2017 y 2018 para acoger las pruebas de atletismo de los XXIII Juegos Centroamericanos y del Caribe.[242][243][244]

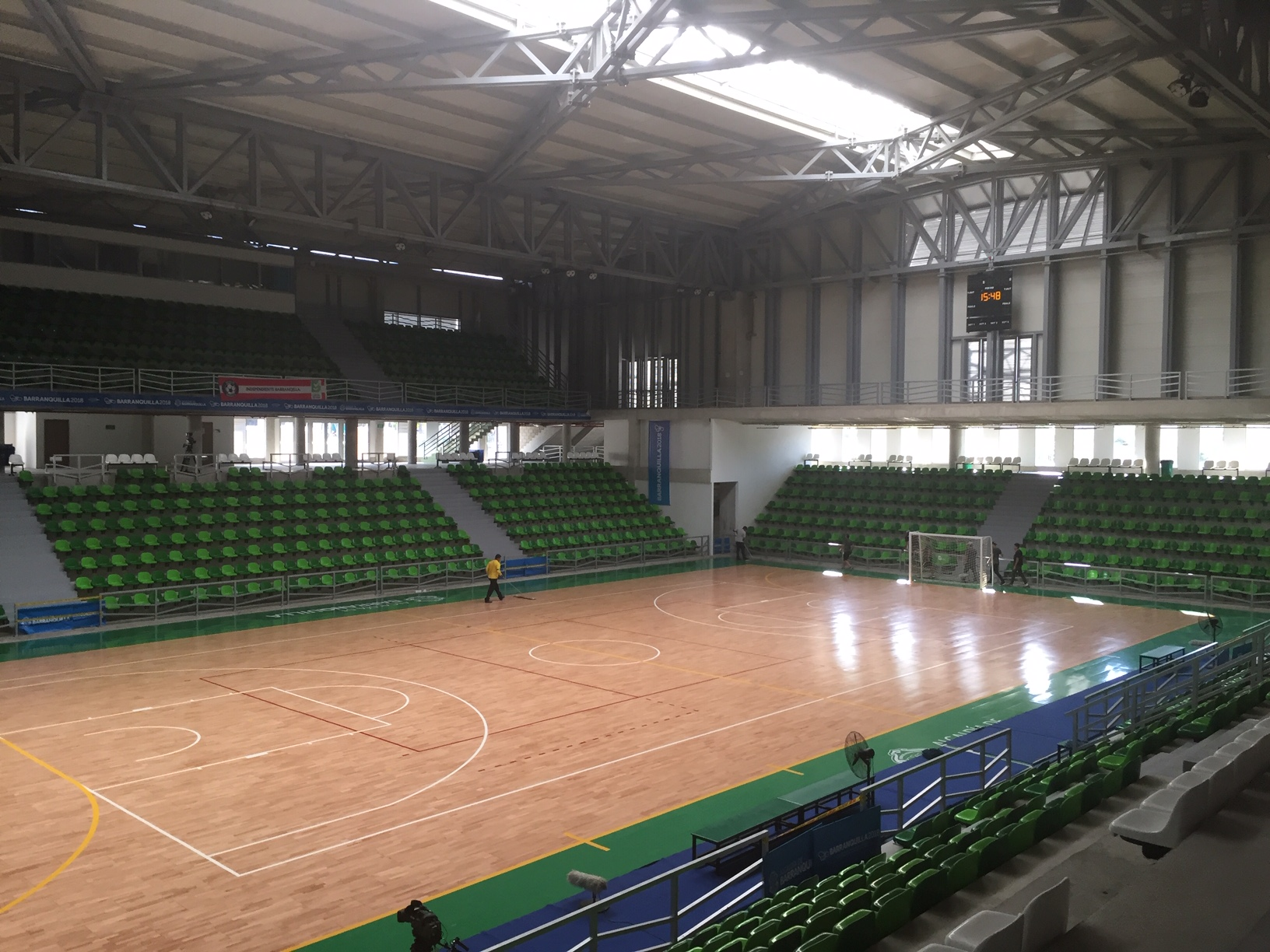
Maderamen del Palacio de Combates.

- Palacio de Combates. Construido entre 2017 y 2018 en el sitio donde se encontraba el coliseo cubierto Humberto Perea, demolido en 2016 en el marco de la adecuación de los escenarios de los XXIII Juegos Centroamericanos y del Caribe.[245][246]
- Pista de BMX. Ubicada en la calle 93, carrera 75. Construida en 2018 para los XXIII Juegos Centroamericanos y del Caribe, inaugurada el 6 de julio de 2018. Aforo aproximado de 2000 espectadores.[247][248]
- Estadio de sóftbol. Ubicado en el parque Bosques del Norte, carrera 53, calle 94.

La ciudad cuenta también con club de caza y tiro, canchas de tenis en varios parques (Macías, Bosques del Norte), un kartódromo en la vía a Juan Mina, campos de golf (clubes sociales privados), pista de bicicrós, una bolera, los coliseos «Chelo de Castro» de la Universidad del Atlántico, «Los Fundadores» de la Universidad del Norte y de varios colegios, los polideportivos de los barrios Lipaya, La Magdalena y San Felipe, entre otros.
Unidad Deportiva Metropolitana
En 2011 se construyó la Unidad Deportiva Metropolitana, complejo deportivo y recreativo de 53 314 m² anexo al estadio Metropolitano. Remodelada en 2018, una cancha fue utilizada para la práctica del hockey sobre césped en los XXIII Juegos Centroamericanos y del Caribe. Cuenta con:
- 2 canchas de microfútbol sintéticas.
- Cancha de hockey en grama sintética.
- Cancha de microfútbol 8.
- 2 canchas de tenis.
- Cancha de voleibol playa.
- Cancha múltiple.
- Gimnasio biosaludable.
- 4 mesas de ping pong.
- Ciclorruta para la práctica del patinaje y el ciclismo.
- Teatrino al aire libre.
- Zona de juegos infantiles.
- 5951 m² zonas verdes con riego.
- Senderos peatonales.

En materia de dotación, la unidad posee camerinos con baños, oficinas administrativas, sala de conferencias, enfermería para primeros auxilios, parqueadero, plazoleta para actividades lúdicas y culturales.

### Equipos
| Equipo                     | Liga          | Deporte    | Sede                   | Fundación | Campeonatos |
| -------------------------- | ------------- | ---------- | ---------------------- | --------- | ----------- |
| Junior                     | Primera A     | Fútbol     | Estadio Metropolitano  | 1924      | 10          |
| Barranquilla FC            | Primera B     | Fútbol     | Estadio Municipal      | 2005      | 0           |
| Junior Femenino            | Liga Femenina | Fútbol     | Estadio Municipal      | 2018      | 0           |
| Titanes                    | LPB           | Baloncesto | Coliseo Elías Chegwin  | 2018      | 8           |
| Caimanes                   | LPB           | Béisbol    | Estadio Édgar Rentería | 1984      | 13          |
| Gigantes                   | LPB           | Béisbol    | Estadio Édgar Rentería | 2018      | 0           |
| Independiente Barranquilla | LCFS          | Futsal     | Palacio de Combates    | 2012      | 0           |
| Barranquilleros FS         | LCFS          | Futsal     | Palacio de Combates    | 2018      | 0           |
| Barranquilla FC            | LCFS          | Futsal     | Palacio de Combates    | 2022      | 0           |

Fútbol
La ciudad ha sido sede de varios equipos que han actuado en el fútbol profesional colombiano. Junior compite en la Primera División y el Barranquilla FC (filial de Junior) en la Segunda División. Otros equipos que jugaron la primera división del fútbol profesional colombiano con sede en Barranquilla fueron Juventud Junior (fundado en 1929, en 1936 adquiere el nombre Junior de Barranquilla), Deportivo Barranquilla (1949), Sporting (1950-53, 1988-91), Libertad (1956), Unicosta (1997-98) y Uniautónoma F.C. (2014-15). Desde la temporada 2018, Junior de Barranquilla Femenino representa a la ciudad en la Liga Profesional Femenina.
Béisbol
Los Caimanes y los Gigantes compiten en la Liga Profesional de Béisbol Colombiano. Desde la primera edición del torneo profesional colombiano en 1948, otros equipos que tuvieron sede en Barranquilla fueron Filtta, Armco, Cerveza Águila, Hit, Willard, Vanytor, Olímpica, Café Universal, Vaqueros y Eléctricos.
Baloncesto
El equipo Titanes participó en la Liga Profesional de Baloncesto en el coliseo Elías Chegwin entre 2018 y 2024-II. Barranquilla contó con el equipo Caimanes, campeón del torneo profesional colombiano en 1995, 1997 y 1998. Atlantas de Barranquilla compitió en la Liga Superior Femenina de Baloncesto en 2021, al año siguiente no participó por falta de apoyo económico.
Futsal
El equipo Independiente Barranquilla Futsal juega en la Liga Argos de fútbol sala profesional desde el año 2011 bajo el nombre de Uniautónoma FC, desde el segundo semestre de 2012 como Barranquilla Futsal y desde 2015 bajo su denominación actual. En el año 2018 en el Torneo Nacional de Futsal participó el Barranquilleros FS, a pesar de no ascender, por la desaparición de dicho torneo ascendió a la Liga Colombiana de fútbol sala. En 2022, el Barranquilla FC creó su rama de futsal, empezó a participar en el segundo semestre de ese año. Hasta 2012, contó con el equipo Tiburones FSC, equipo que en 2020 regresó al torneo profesional de microfútbol, pero para la temporada 2021 se retiró por razones desconocidas.[cita requerida]

### Eventos
- Carrera atlética internacional de San Silvestre del barrio Chiquinquirá. Fue fundada por Rafael Guzmán y se celebra cada 31 de diciembre desde 1971.[256][257]
- Circuito Mundial Juvenil de Tenis. Desde 1984, Barranquilla es sede de una parada del CMJT, que se realiza anualmente en enero en las canchas del Country Club.
- Torneo de bolos Copa Carnaval de Barranquilla. Se celebra anualmente durante los carnavales.

| Predecesor: Ciudad de Panamá | Ciudad Centroamericana y Caribeña 1946 | Sucesor: Ciudad de Guatemala |
| Predecesor: Caracas          | Ciudad Bolivariana 1961                | Sucesor: Quito y Guayaquil   |
| Predecesor: Veracruz         | Ciudad Centroamericana y Caribeña 2018 | Sucesor: San Salvador        |

## Infraestructura

### Transporte

#### Terrestre
El tránsito en la ciudad y su área metropolitana es regulado a partir de 2009 por la Secretaría para la Movilidad.

#### Fluvial
En 2023 se dio al servicio público Riobús Karakalí, modalidad integrada a Transmetro cuyo recorrido se hace entre el muelle del centro de eventos Puerta de Oro y el muelle de la Intendencia Fluvial.

#### Público
En 2001, la administración distrital inició el desarrollo de TransMetro, sistema de transporte masivo metropolitano. El sistema opera con buses articulados que circulan por carriles exclusivos y que se detienen en paradas fijas. Las obras se iniciaron en 2007, su inauguración en etapa pedagógica fue el 7 de abril de 2010, efemérides 197 de Barranquilla, y funciona comercial y operativamente desde el 10 de julio de 2010.
Los taxis manejan una tarifa mínima para una distancia de hasta 3,5 km. Para carreras que cubren distancias mayores a la mínima, la tarifa se negocia directamente con el conductor y pueden alcanzar hasta unos COP 30 000 (USD 10) dependiendo de la distancia cubierta. Las carreras al aeropuerto o a la Terminal de Transportes tienen recargos, así como las carreras nocturnas a partir de las 8:00 p. m., y los servicios en días festivos y domingos. Estos precios están contenidos en una tabla que el conductor debe tener ubicada en un lugar visible del auto. El servicio de taxi también puede contratarse por hora. Varias empresas privadas prestan el servicio de taxi en la ciudad, el cual puede solicitarse también por teléfono para mayor seguridad.
En la ciudad opera una red de rutas de buses y busetas cuyas tarifas oscilan dependiendo del modelo (antigüedad) y de comodidades como el aire acondicionado. Estos precios se encuentran visibles en el parabrisas del vehículo. El transporte en buses es el más utilizado por la población.
En el municipio de Soledad, al sur de la ciudad, se encuentra la Terminal Metropolitana de Transportes de Barranquilla, desde la cual se viaja por tierra a los principales destinos nacionales y a Venezuela.
Desde 2009 rige en la ciudad el pico y placa para taxis y en 2011 rigió para vehículos particulares, durante pocos meses.
Infraestructura vial
Según el Plan de Ordenamiento Territorial de Barranquilla, las vías de la ciudad se dividen en:
- Principales: conformadas por las carreteras interregionales, las vías arterias y las semi-arterias.
- Secundarias: constituidas por las vías colectoras.
- Locales: conformadas por las vías peatonales, de servicio, veredales y las ciclo-rutas.[266]

Barranquilla se encuentra a una hora de la intersección en Ciénaga de dos arterias viales de Colombia: la Troncal del Magdalena, que la comunica con Bogotá, y la Troncal del Caribe, que hacia el oriente la conecta con Santa Marta, Riohacha, Maicao para más adelante enlazar con la red vial de Venezuela, y que hacia al suroccidente comunica a Barranquilla con Cartagena para luego enlazar con la Troncal de Occidente, comunicándola así con El Carmen de Bolívar, Sincelejo, Montería y Medellín.
Vías interregionales

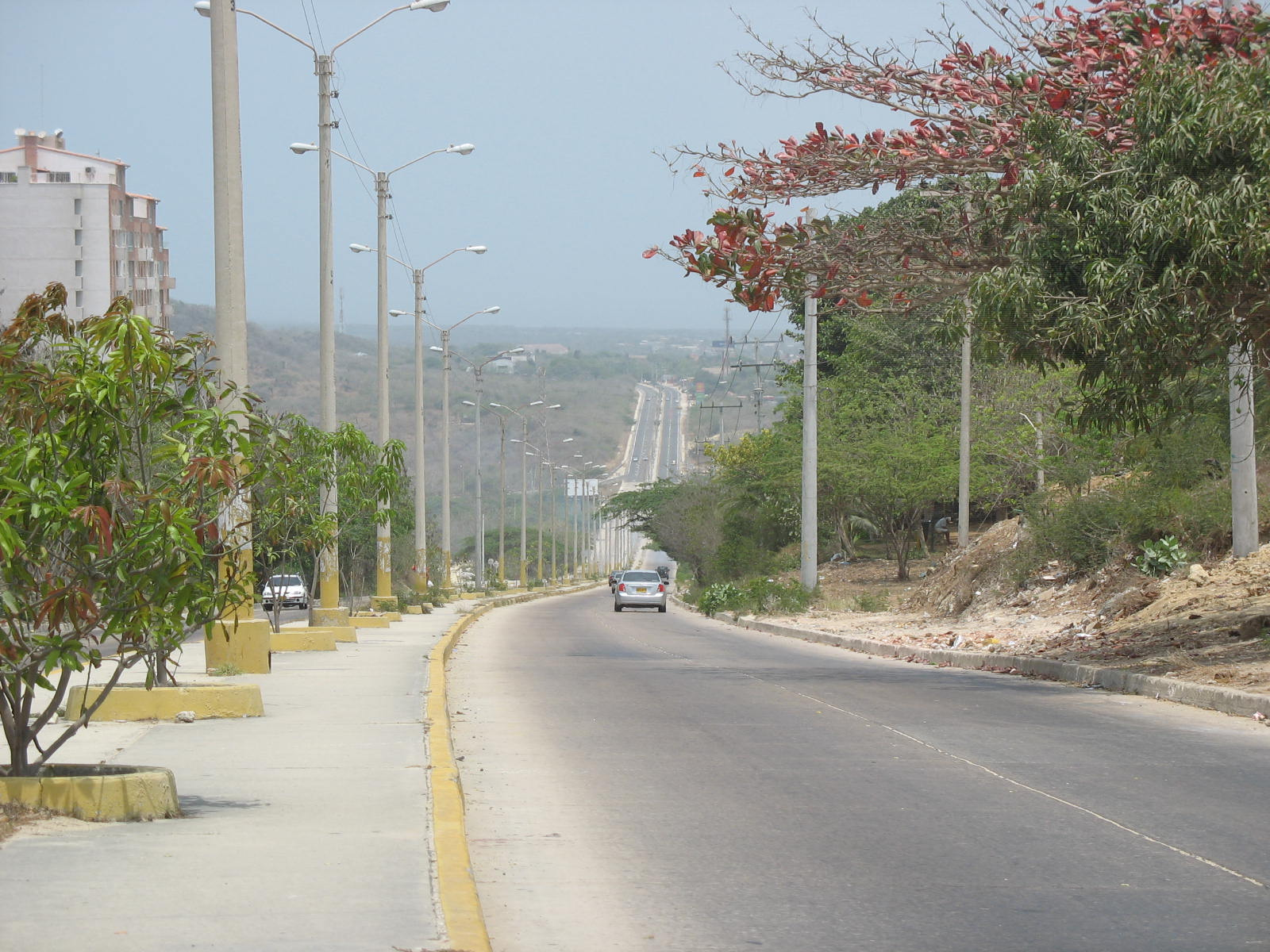
Inicio de la Autopista Paralela al Mar.

- Troncal del Caribe. Prolongación de la vía Circunvalación a través de la calle 19 (bulevar del barrio Simón Bolívar) y la carrera 9. En Barranquilla, la Troncal del Caribe se bifurca en la Autopista Paralela al Mar y en la Carretera de la Cordialidad.
  - Autopista Paralela al Mar. Comunica a Barranquilla con la zona turística costera del departamento del Atlántico y con Cartagena de Indias (Tramo 90A01, 113 km). Es la prolongación de la carrera 46 a partir de la calle 96.
  - Carretera de la Cordialidad. Calle 56 hasta la carrera 14, calle 47 hacia el norte. A partir del cruce con la Circunvalación, conduce a los municipios de Baranoa, Sabanalarga y Luruaco antes de ingresar al departamento de Bolívar y terminar en Cartagena de Indias (Tramo 06, 120 km).
- Carretera del Algodón. Prolongación de la carrera 38 o de los Estudiantes, a partir de la Circunvalación, la cual conecta con Juan Mina y otros municipios del departamento del Atlántico como Tubará, Juan de Acosta y Piojó.
- Avenida Circunvalación Alberto Pumarejo Vengoechea (también  conocida como «Circunvalar»).[267] Estratégica vía comercial e industrial que rodea a la ciudad por el occidente y empalma con la calle 30 y la Vía 40, cerrando así el anillo vial. Une las carreteras de orden nacional: Autopista al Mar, Cordialidad, carretera Oriental y carretera a Santa Marta. Su ampliación a dos calzadas de tres carriles cada una se adelanta desde 2004.
- Antigua carretera a Puerto Colombia. Prolongación de la carrera 51B a partir de su cruce con la Circunvalación.
- Troncal de Occidente o carretera Oriental (Ruta Nacional 25). Tramo 16. Comunica con distintos municipios del oriente del departamento del Atlántico y la subregión de los Montes de María.

| Ruta | Ciudades                               | Descripción |
| ---- | -------------------------------------- | --- |
|      | Cartagena - Barranquilla - Santa Marta | Esta vía parte de Turbo, Antioquia, recorre el litoral Caribe y termina en Paraguachón, Guajira. Tramo 90A01 Barranquilla-Cartagena (Vía al Mar): 113 km. Tramo 06 Barranquilla-Cartagena (Vía de la Cordialidad): 120 km. Tramo 07 Barranquilla-Santa Marta: 91 km. |
|      | Barranquilla - Calamar (tramo 16)      | Longitud: 80 km. |

Vías arteria

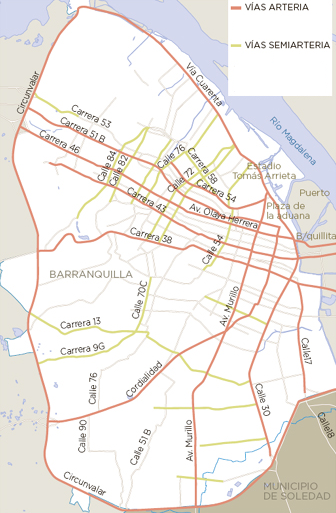
Vías arteria y semiarteria de Barranquilla.

- Calle 45 o Murillo. Estratégica vía que atraviesa la ciudad de sur a norte por su parte central.
- Calle 30. Vía que cubre el sector suroriental; a partir de la carrera 21 hacia el sur se convierte en la autopista al aeropuerto y a partir de este, en la carretera Oriental que conduce al departamento de Bolívar. Antes conocida como calle Boyacá o de las Vacas.
- Vía 40. Avenida que bordea el sector oriental de la ciudad adyacente al río Magdalena, rodeada de diversas industrias, empresas y bodegas.
- Carrera 43 (Veinte de Julio). Arteria comercial que recorre la ciudad de oriente a occidente.
- Carrera 46 (Olaya Herrera). Cruza la ciudad de oriente a occidente. Parte de Barranquillita y, a partir de su cruce con la Circunvalación, se convierte en la antigua carretera a Puerto Colombia.
- Carrera 38 (Estudiantes). Vía que recorre la ciudad en su parte central, de oriente a occidente, partiendo del Puerto de Barranquilla. Comunica con el centro poblado Juan Mina y se convierte en la carretera del Algodón.
- Carretera de la Cordialidad o calle 47. En su recorrido pasa a ser calle 56 y carrera 6, prolongación por la calle 39, hasta la carrera 30, continuando por la calle 38 hasta la carrera 50.
- Calle 17 o calle de la Soledad. Antigua vía que comunica con el vecino municipio de Soledad.
- Carreras 50-51B, 54.
- Corredor Portuario o calle 6. Estratégica vía que inicia en la salida del puente Pumarejo, corre paralela al caño de la Auyama y empalma con la calle 6 hasta su intersección con la carrera 46.

Vías semiarteria
Calles 6 en Barranquillita, 54, 58, 70, 70C, 72, 76, 79, 82, 84; carreras 1.ª (avenida de Las Torres), 4, 8, 9G (suroccidente), 13 (suroccidente), 14 (suroriente), 27 (occidente), 53 (prolongación a partir de la calle 98), 58; avenida del Río.
Vías colectoras
Carreras 21, 30 en el oriente, 44, 45, 53 (desde su inicio hasta la calle 98) y 64; calles 50, 51B, 98 y 87 en el suroccidente.

##### Estadísticas
De acuerdo con el reporte de Moovit en julio de 2017, el promedio de tiempo que las personas pasan en transporte público en Barranquilla, por ejemplo desde y hacia el trabajo, en un día de la semana, es de 77 minutos, mientras que el 17 % de las personas pasan más de 2 horas todos los días. El promedio de tiempo que las personas esperan en una parada o estación es de 15 minutos, mientras que el 20 % de las personas esperan más de 20 minutos cada día. La distancia promedio que la gente suele recorrer en un solo viaje es de 5,9 km, mientras que el 5 % viaja más de 12 km en una sola dirección.

#### Aéreo

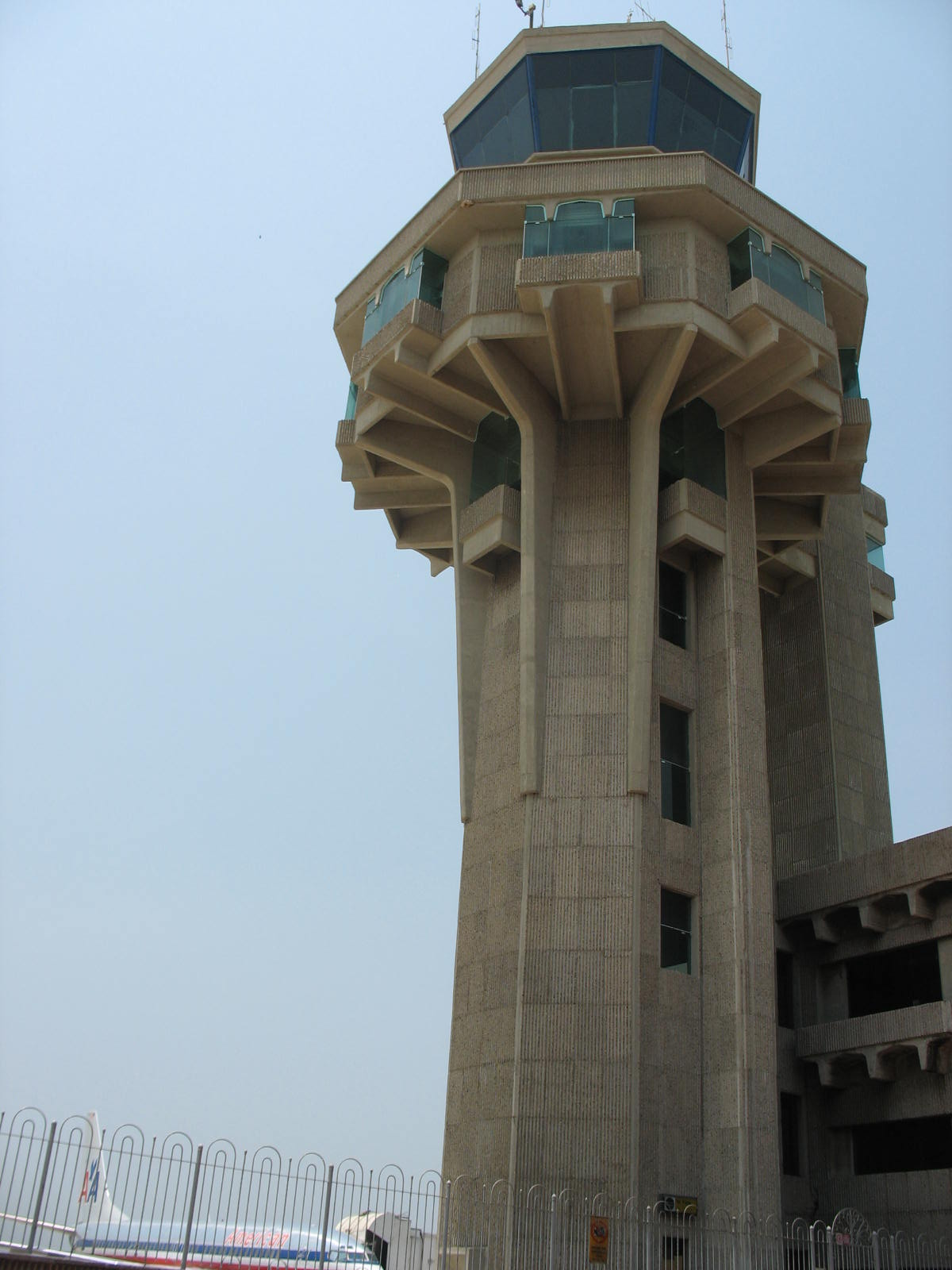
Torre de control del Aeropuerto Internacional Ernesto Cortissoz.

La terminal aérea de Barranquilla es el aeropuerto Internacional Ernesto Cortissoz, ubicado a 7 km de la ciudad, en el vecino municipio de Soledad. En 2007 fue declarado de «cielos abiertos» por la Aeronáutica Civil para fomentar el turismo y la proyección de la ciudad. En 2008, a través del Ernesto Cortissoz se movilizaron 497 204 pasajeros, se efectuaron 15 359 operaciones y se transportaron 13 136 t en mercancías, lo que lo convirtieron en el quinto aeropuerto en número de pasajeros y el tercero en carga.
A principios de 2009, el Ministerio de Transporte anunció la construcción de un mega-aeropuerto que serviría a Barranquilla y a Cartagena, el cual entraría en operación en 2015. Las nuevas instalaciones estarían ubicadas equidistantes a las dos ciudades, en inmediaciones de la autopista al Mar. Su construcción habría obedecido a que el aeropuerto Rafael Núñez de Cartagena se habría vuelto insuficiente para el tráfico que maneja y a la imposibilidad de su expansión, así como a promover la consolidación de la megalópolis Barranquilla-Cartagena. El aeropuerto Ernesto Cortissoz habría quedado para operaciones militares. En ese sentido, desde mayo de 2009 se empezó la construcción de la Base Aeronaval del Caribe anexa al aeropuerto Ernesto Cortissoz y adscrita a la Armada Nacional con el fin de optimizar las tareas de interdicción marítima contra el narcotráfico, apoyando las labores de la Infantería de Marina en las zonas rurales y del Comando Conjunto Caribe. Sin embargo, el 12 de enero de 2011 el gobierno nacional determinó que el proyecto no era viable económica, financiera, ambiental ni técnicamente.
En enero de 2016 se anunció que se construiría un nuevo aeropuerto para Barranquilla, pero poco después se anunció que el actual sería modernizado, pasando de 18 000 a 30 000 metros cuadrados. El diseño de la obra estuvo a cargo del arquitecto Aníbal Moreno, su entrega se fijó en 2019 y se finalizó en 2023. La inversión del Gobierno Nacional fue de 543 millones de pesos con el fin de convertir la terminal aérea en la plataforma logística del norte de Colombia hacia América Central y el Caribe.

#### Marítimo y fluvial

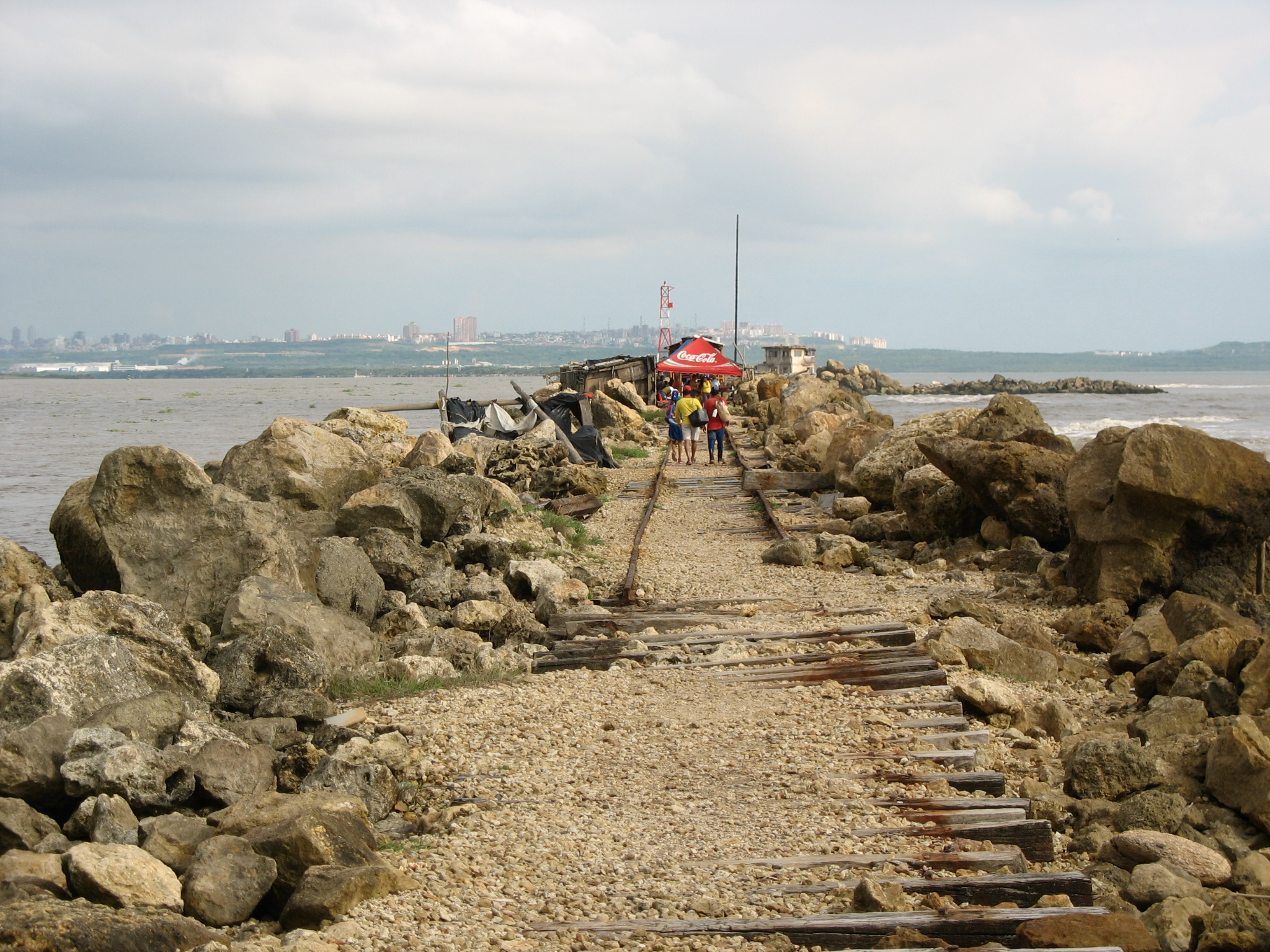
Tramo final del tajamar occidental en Bocas de Ceniza.

La zona portuaria de Barranquilla comprende unos 22 kilómetros lineales sobre la margen occidental del río Magdalena, desde su desembocadura en el mar Caribe hasta el puente Pumarejo. El tráfico portuario es regulado por la Capitanía de Puerto de Barranquilla, adscrita a la Dirección General Marítima, la cual tiene a su cargo la dirección, coordinación y control de las actividades marítimas como arribos, zarpes, situación de naves, seguridad, trámite de licencias, anuncios, entre otras. El acceso a la zona portuaria se hace por el canal navegable de Bocas de Ceniza, el cual requiere dragado de los sedimentos para asegurar la entrada y el arribo de las naves. Para la eliminación de la barra y asegurar la navegabilidad del canal, se construyeron los tajamares de Bocas de Ceniza en 1936; en los años 1990 se construyó un dique direccional y, para el control de sedimentos, la sociedad portuaria Puerto de Barranquilla adquirió en concesión la draga «La Arenosa», la cual opera bajo contrato con el gobierno, garantizando el calado operacional del canal navegable, zona de los terminales privados y públicos de la ciudad.
Puertos públicos

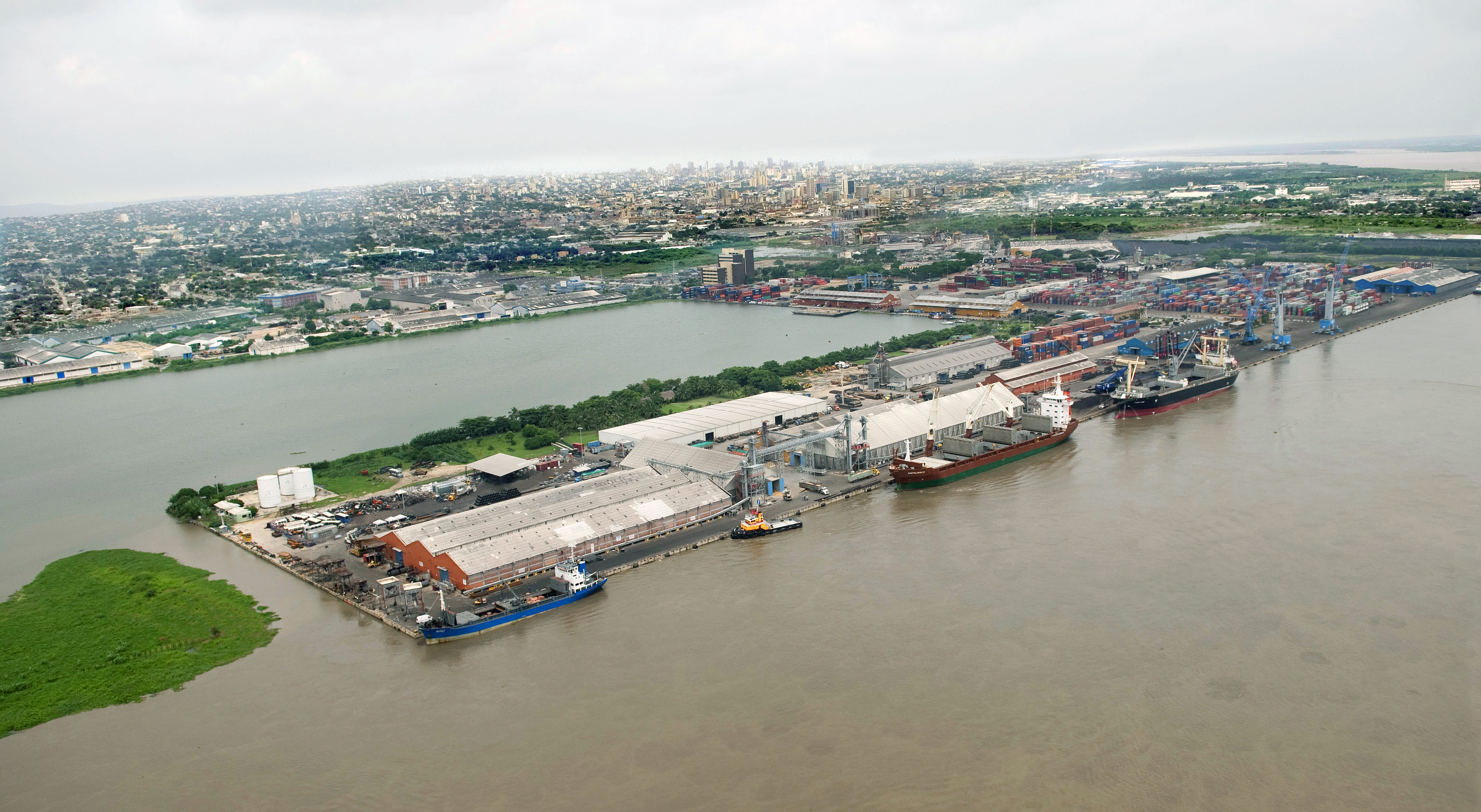
Sociedad Portuaria Puerto de Barranquilla.

- Sociedad Portuaria Regional de Barranquilla. Ubicada sobre la orilla occidental del río Magdalena. Posee las instalaciones portuarias más extensas de Colombia, utiliza unas 200 ha integradas al servicio del comercio exterior del país. Es un puerto multipropósito con capacidad para contenedores, graneles, carbón y carga general. Posee la concesión del terminal marítimo y fluvial desde el 13 de diciembre de 1993, por aprobación de la Ley 1.ª o Ley de Puertos de 1991 en la cual se determina que la administración de todos los puertos nacionales que estaban a cargo de Colpuertos pasaría a manos del sector privado.[279] En agosto de 2017 asumió la operación de Bitco y de Barranquilla Container Terminal, terminal exclusiva para contenedores ubicada en el kilómetro 18 de la margen occidental del río Magdalena, sector de Barranquillita. bitco inició operaciones en enero de 2014 de la alianza entre Bitco, filial de Sociedad Portuaria de Santa Marta y SSA Marine, el operador privado de terminales de contenedores y trenes más grande del mundo. Cuenta con grúas pórtico Panamax.[280]

- Sociedad Portuaria del Norte. Utiliza el muelle de Cementos Argos para la exportación de carbón coque y mineral.[281][282]

- Palermo Sociedad Portuaria. Situada sobre la margen oriental del río Magdalena. Geográficamente pertenece al departamento de Magdalena, pero administrativamente hace parte de la zona portuaria de Barranquilla y no de Santa Marta. Presta servicios portuarios y logísticos multipropósito como terminal marítimo y fluvial.[283][284]

- Otros terminales públicos: Sociedad Portuaria La Loma, Sociedad Portuaria del Caribe, Sociedad Portuaria Bocas de Ceniza, Sociedad Portuaria Las Flores, Sociedad Portuaria Mallorquín, Sociedad Portuaria La Inmaculada, Sociedad Portuaria Pescamar, Sociedad Portuaria Michellmar, Sociedad Portuaria Atlantic Coal, Sociedad Portuaria River Port, Sociedad Portuaria Steckerl, Sociedad Portuaria Frigogán.[285]

Principales terminales privados: Monómeros Colombo-Venezolanos, Inmobiliaria Sredni, Cementos Argos, Pizano, Siderúrgica del Norte, Vopak, Muelles Aquamar, Quintal, Siduport.

## Medios de comunicación

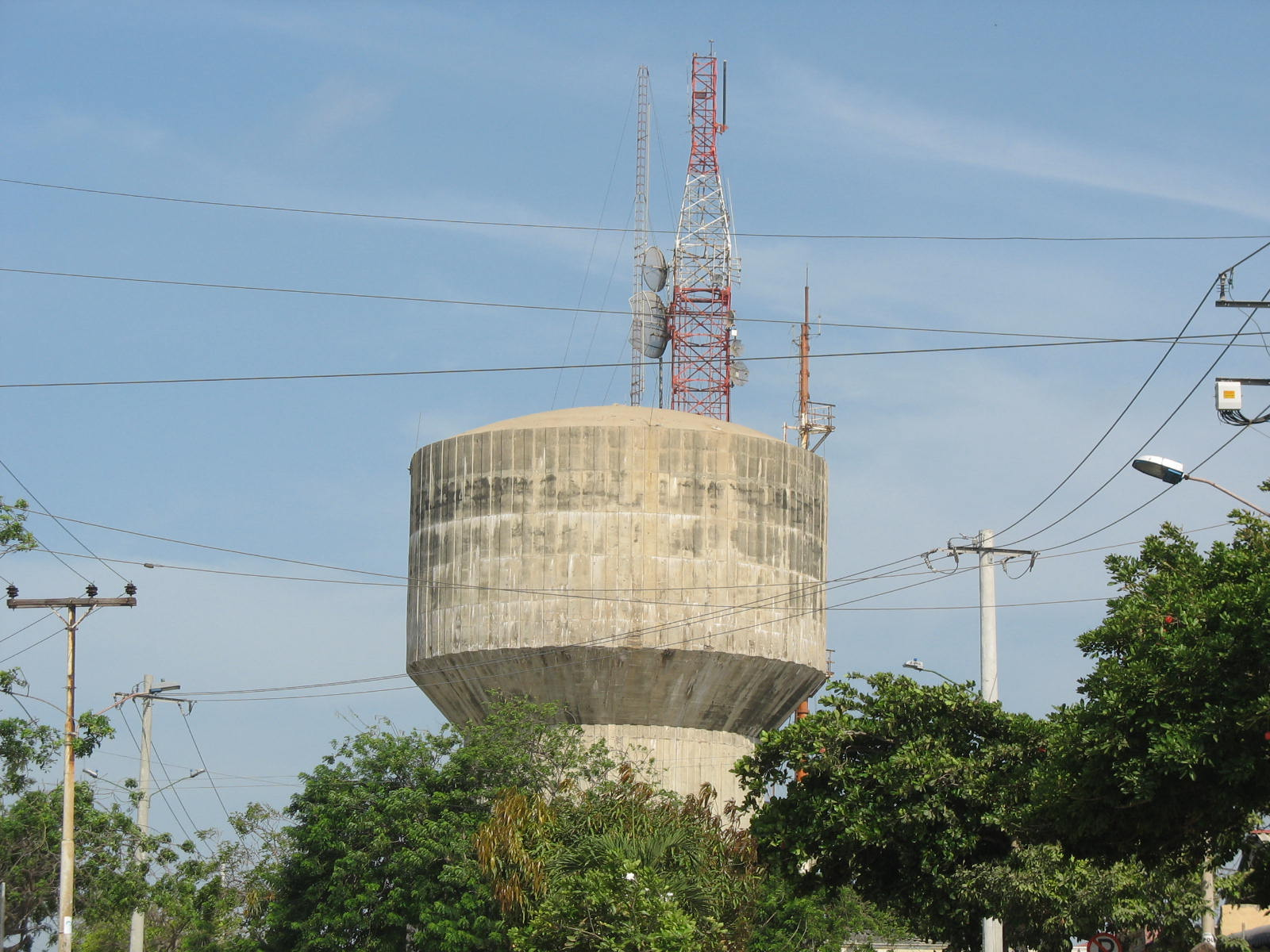
Torres de telecomunicaciones. En primer plano, el tanque de Las Delicias.

La ciudad posee una infraestructura de telecomunicaciones en la que destaca el cable de fibra óptica submarino que parte de las costas del municipio de Puerto Colombia hacia Estados Unidos, conectando a Colombia con los principales centros de comunicación mundiales. Desde 2008, en Barranquilla funciona el cable Sur América 1 (Sam1), operado por la empresa Movistar Colombia, que incrementó en un 50 por ciento la capacidad de acceso de Colombia a Internet banda ancha, lo cual convirtió a Barranquilla en una zona franca de telecomunicaciones.

### Telefonía
En la ciudad están disponibles servicios de telefonía pública fija local, nacional e internacional, prestados por las compañías Claro, ETB, Movistar y Tigo, las cuales ofrecen también servicios de Internet de banda ancha y canales dedicados empresariales.
En materia de telefonía celular, Barranquilla tiene a su disposición servicios de última generación como GSM, 4G 5G y PCS, prestados por los operadores Movistar, Claro, Tigo, Virgin Mobile y WOM.

### Televisión
| Canales de televisión de Barranquilla | Canales de televisión de Barranquilla | Canales de televisión de Barranquilla | Canales de televisión de Barranquilla | Canales de televisión de Barranquilla | Canales de televisión de Barranquilla |
| Canales VHF                           | Canales VHF                           | Canales VHF                           | Canales VHF                           | Canales VHF                           | Canales VHF                           |
| Emisora                               | Canal                                 | Emisora                               | Canal                                 |                                       |                                       |
| ------------------------------------- | ------------------------------------- | ------------------------------------- | ------------------------------------- | ------------------------------------- | ------------------------------------- |
| Telecaribe                            | 7 UHF (canal 17 DVB-T2)               | Canal 23                              | 23                                    |                                       |                                       |
| Televisión por suscripción            |                                       |                                       |                                       |                                       |                                       |
| Emisora                               | Canal                                 |                                       |                                       |                                       |                                       |
| ZOOM TV                               | 72 (Claro TV)                         |                                       |                                       |                                       |                                       |

Desde 1986, la costa Caribe colombiana cuenta con el canal regional de televisión Telecaribe, que tiene su sede de operaciones en Barranquilla. A mediados de 2014 se convirtió en el primer canal regional de Colombia en emitir contenidos en alta definición (HD) a través de la Televisión Digital Terrestre. Además, en Barranquilla funcionan por señal abierta el Canal 23 de la Universidad Autónoma del Caribe, los tres canales privados nacionales (Canal RCN, Caracol Televisión y Canal 1) y dos canales públicos (Señal Colombia y Canal Institucional), disponibles tanto en su señal Análoga como por la Televisión Digital Terrestre en el estándar DVB-T2. Asimismo, desde la ciudad genera señal el canal universitario nacional ZOOM TV con trasmisión para todo el país. Los principales operadores de televisión por cable son DirecTV, Claro, Movistar y Tigo.

### Radio
En Barranquilla transmiten diversas emisoras en AM y FM, tanto locales como nacionales, las cuales mantienen informada a la opinión pública y ofrecen una variada programación musical.

### Prensa
En la ciudad circulan periódicos de tirada local y nacional, todos matutinos: El Heraldo, La Libertad, Al día (de la casa editorial de El Heraldo), Qhubo, y los periódicos de distribución nacional El Tiempo, con un tiraje especial para la Región Caribe, y El Espectador. Desde septiembre de 2008 circula ADN (diario gratuito nacional de la Casa Editorial El Tiempo).

## Salud

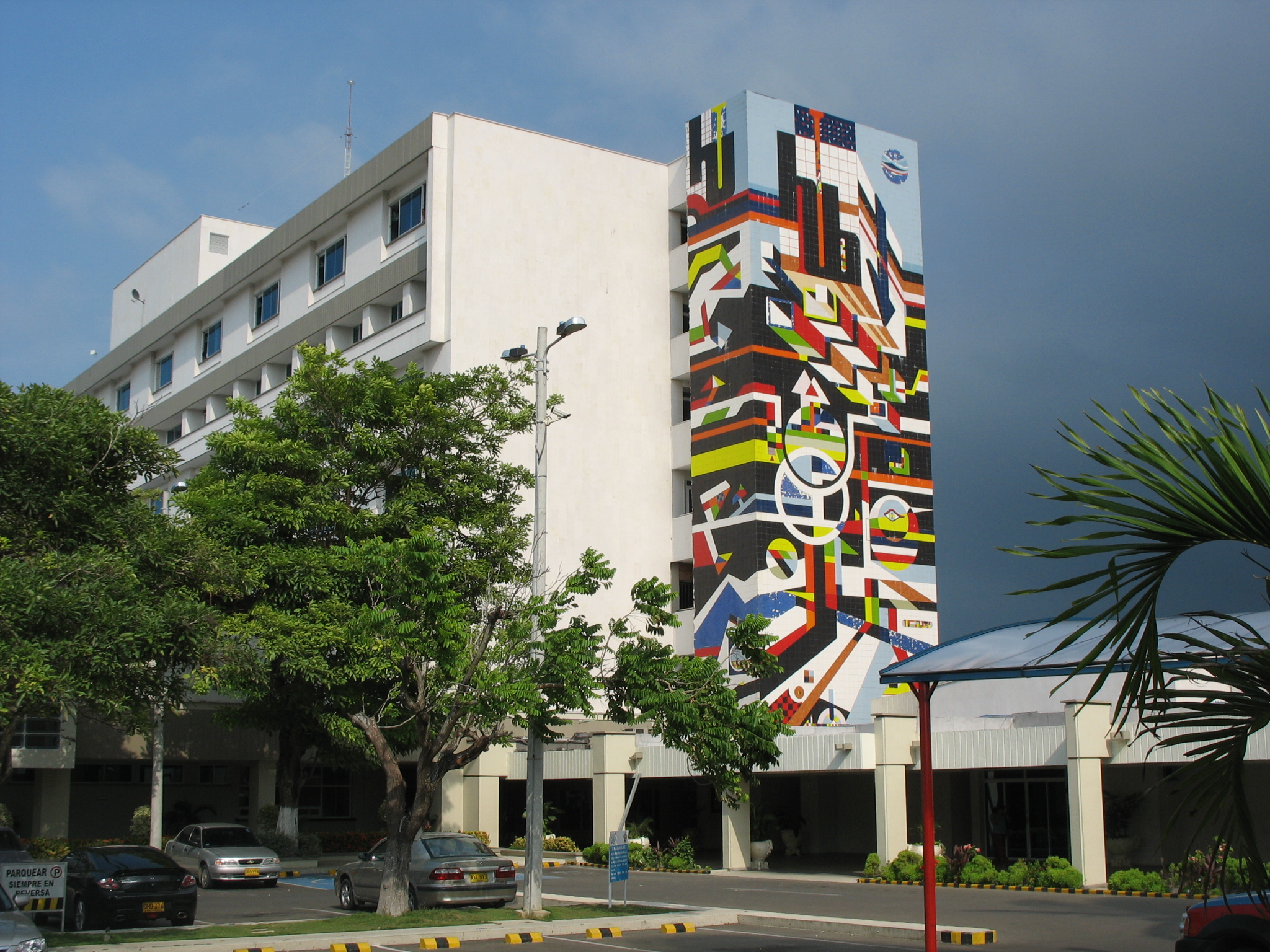
Hospital Universitario Cari E.S.E-Sede de Alta Complejidad.

La salud en Colombia se rige por la legislación vigente (Ley 100 de 1993) y es regulada por el Ministerio de la Protección Social. En el ámbito local, está a cargo de dos instituciones estatales, la Secretaría de Salud, que depende de la Alcaldía Distrital y, desde el 13 de diciembre de 2012, MiRed IPS asumió la operación de la red pública de hospitales. Durante la primera administración de Alejandro Char (2008-2011) se implementó el modelo de atención en salud consistente en 30 PASO (Punto de Atención en Salud Ambulatorio), centros de atención de primer nivel, y 8 Camino (Centro de Atención Médica Integral), los cuales prestan atención de mediana y alta complejidad.
Otras instituciones son la Cruz Roja Colombiana, la Defensa Civil Colombiana, que se encarga de emergencias, calamidades y desastres de origen natural, y el Instituto Colombiano de Bienestar Familiar (ICBF), encargado de la protección integral de la familia y la niñez.
El distrito cuenta con 4 hospitales (General de Barranquilla, Nazareth, La Manga y Camino Adelita de Char), 6 unidades materno-infantiles, 19 centros de salud y 28 puestos de salud. En cada localidad de la ciudad existe un centro o puesto de salud. Estas instituciones pueden prestar servicios de primer y segundo nivel de atención, a excepción del Hospital Pediátrico, que presta servicios de tercer nivel parcial.
Además, en la ciudad funcionan clínicas privadas que atienden altos niveles de complejidad (3 y 4) y múltiples especialidades médicas, como las clínicas del Caribe, del Prado, La Asunción, General del Norte, Reina Catalina, entre otras.
Desde 2008 se alista una zona franca especial de servicios de salud con capital nacional y extranjero, la cual incluirá una clínica de primer nivel. Estará ubicada entre las carreras 56 y 51B, zona del corredor universitario, en predios de Puerto Colombia.

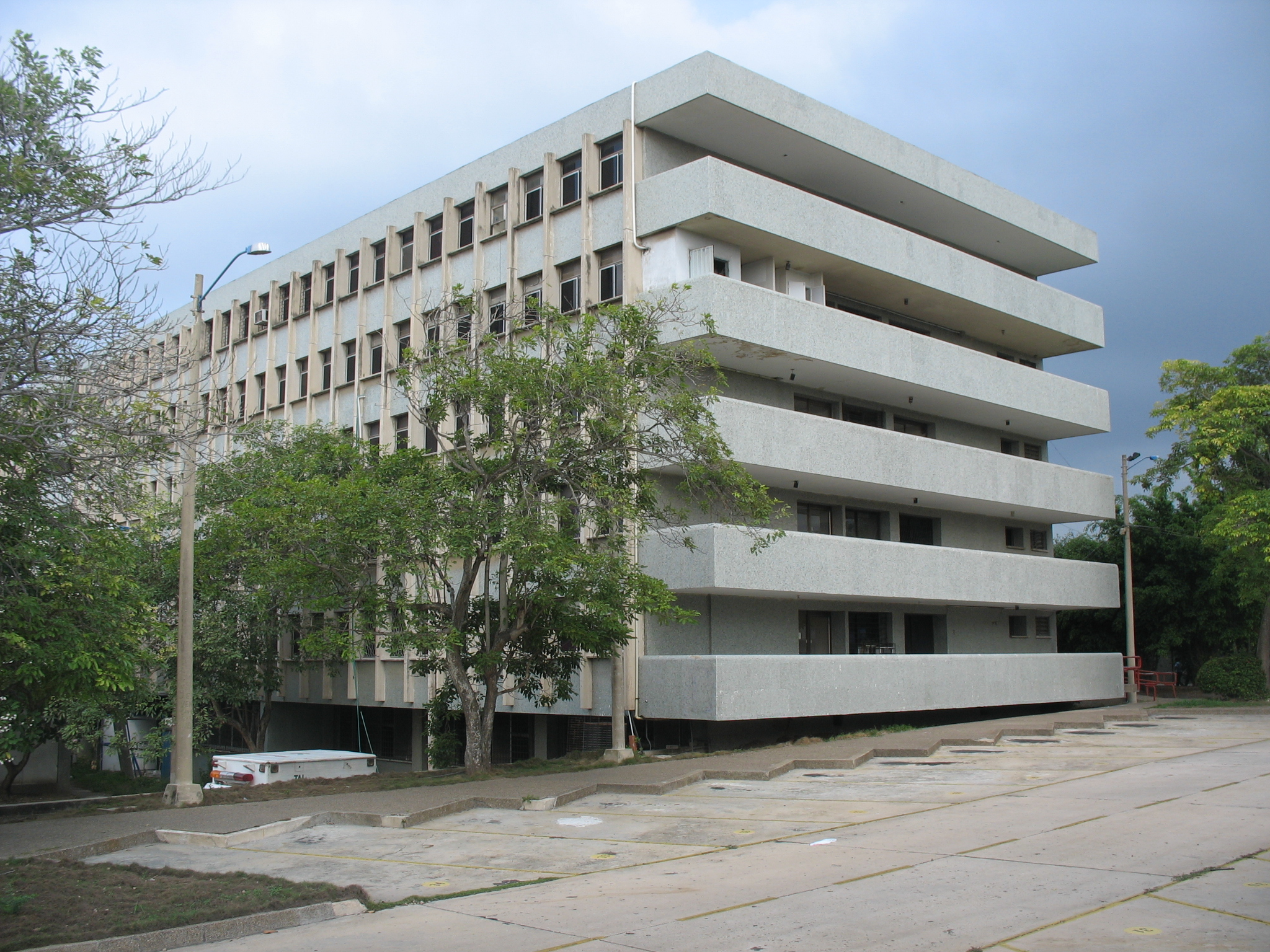
Seguro de Los Andes.

Algunos de los principales centros hospitalarios públicos de la ciudad son:
- Hospital General de Barranquilla (Segundo nivel, inaugurado el 20 de enero de 1876).
- Hospital Adelita de Char de Barranquilla (Tercer nivel parcial).
- Hospital Nazareth (Primer nivel).
- Hospital La Manga (Primer nivel).
- Unidades materno-infantiles: Santa María, La Playa, La Chinita, Las Flores, La Alboraya, Juan Mina (Primer nivel)
- Centros y puestos de salud (Primer nivel).
- Hospital Universitario Metropolitano.
- Hospital Universitario Cari E.S.E (Cuarto Nivel o Alta complejidad y Salud Mental y Rehabilitación).[299]
- Hospital de la Universidad del Norte.[300]
- Hospital Niño Jesús.[301]
- Hospital del Seguro Social.
- Hospital Suroccidente.

### Servicios públicos

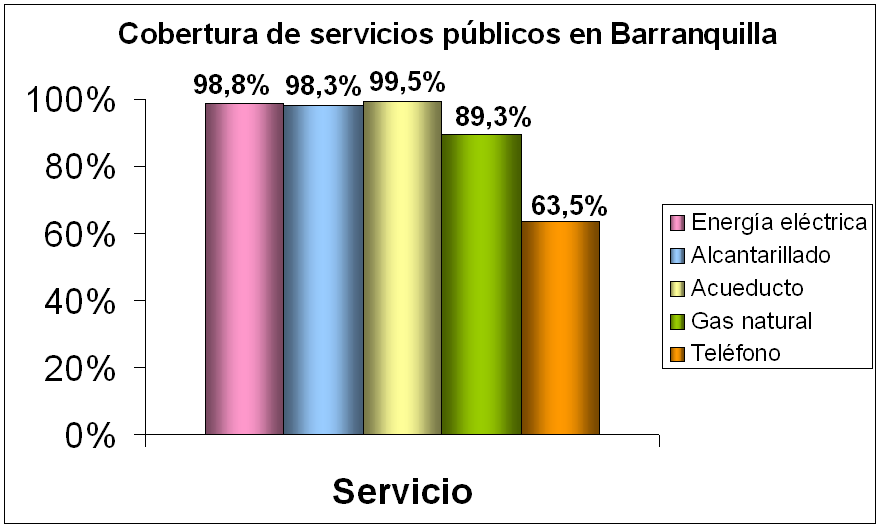
Cobertura de servicios públicos en viviendas (2005).

En materia de cobertura de servicios públicos, el 98,8 % de las viviendas de Barranquilla tiene conexión a energía eléctrica, el 98,3 % a alcantarillado, el 99,5 % a acueducto, el 89,3 % a gas natural y el 63,5 % a teléfono. Los servicios públicos se encuentran en su totalidad en manos de la empresa privada.
Según el informe Indicadores Básicos Tecnologías de la Información y Comunicación del DANE, Barranquilla y su área metropolitana son el tercer conglomerado urbano con menor porcentaje de hogares con computador (18,1 %).
Energía eléctrica
La ciudad es sede de dos termoeléctricas: Termobarranquilla S.A. (Tebsa) y Termoeléctrica Las Flores. Termoflores está conformada por tres unidades de generación de energía eléctrica: Flores Uno, Dos y Tres, con una capacidad instalada de 160, 112 y 175 megavatios respectivamente. Tebsa tiene una capacidad instalada de 870 megavatios, la cual se planea ampliar a 910 megavatios. Genera, en condiciones normales, más del 10% de la demanda nacional y puede abastecer de energía eléctrica a la mayor parte de la Costa Caribe colombiana. La empresa Air-e es la encargada del suministro de energía eléctrica a la ciudad y su área metropolitana.
Agua
La Triple A, sociedad de economía mixta, tiene a su cargo los servicios de agua, alcantarillado y aseo. Barranquilla se abastece del agua del río Magdalena, extrayendo un caudal medio de unos 6,5 m³/s, con un caudal de consumo aproximado de 4 m³/s. El consumo per cápita estimado es de unos 227,3 L/hab. El acueducto de Barranquilla recoge las aguas del río Magdalena mediante dos sistemas independientes de captación y bombeo de agua cruda. El primero, denominado sistema de bombeo de baja presión # 1, abastece tres plantas de tratamiento, y el sistema de bombeo de baja presión # 2 que abastece dos plantas de tratamiento. La captación se realiza a través de una dársena común a los dos sistemas, un canal que se deriva de la dársena y dirige sus aguas al sistema de captación # 1. El sistema de potabilización de agua en Barranquilla está conformado por cinco plantas de tratamiento ubicadas todas en el mismo predio, con capacidades respectivas de capacidad nominal de producción de 1,2; 0,5; 1,8; 1,0 y 3,0 m³/s.
Alcantarillado
El sistema de alcantarillado de la ciudad es subterráneo y único. Las redes de drenaje conducen las aguas residuales en forma paralela a la red de agua potable hacia los cuerpos de agua sin recibir ningún tipo de tratamiento. De acuerdo con la topografía de Barranquilla, el alcantarillado se divide en tres zonas: Oriental, Suroccidental y Noroccidental. La Oriental vierte sus aguas residuales en el río Magdalena pasando por los caños; las otras dos pertenecen a la cuenca de los arroyos León y Arroyo Grande, a través de los cuales se drenan las aguas hacia los cuerpos de aguas próximos a la ciénaga de Mallorquín. La zona Suroccidental vierte sus aguas residuales al arroyo León después de ser tratadas por la Estación Depuradora de Aguas Residuales (EDAR), del barrio El Pueblito. Se estima que esta planta trata el 20% de las aguas residuales de la ciudad.
Aseo
El aseo público se lleva a cabo utilizando equipos de barrido mecánico, con filtros antipolvo y potente aspiración. En los sitios de difícil acceso como bulevares y escaleras públicas, se utiliza la mano de obra directa con trabajo y herramientas manuales. También se implementa el baldeo, que combina la mano de obra directa con el uso de agua a alta presión para sitios que requieren altos niveles de limpieza como plazas y parques. En el mercado público se presta el servicio de lavado de aceras o vías después de las operaciones de barrido. Para la recolección de desechos de grandes productores (usuarios no residenciales) que producen un volumen superior a 1 metro cúbico de residuos al mes, se implementan 11 macrorrutas que utilizan equipos de compactación.
La disposición final de los residuos sólidos se lleva a cabo en el parque ambiental Los Pocitos, ubicado en el kilómetro 11 entre Barranquilla y Tubará, el cual maneja unas 1200 toneladas de basuras y abarca un área total de 135 ha, de las cuales se usan 75 para la disposición de basuras. Otras 30 están destinadas para un ecoparque con senderos que podrán ser utilizados para caminatas ecológicas. Los Pocitos reemplazó a El Henequén, relleno sanitario de tipo contención que funcionó hasta el 31 de marzo de 2009. La vida útil de Los Pocitos se estima en treinta años y tuvo un costo de 22 000 millones de pesos colombianos.

Gas natural

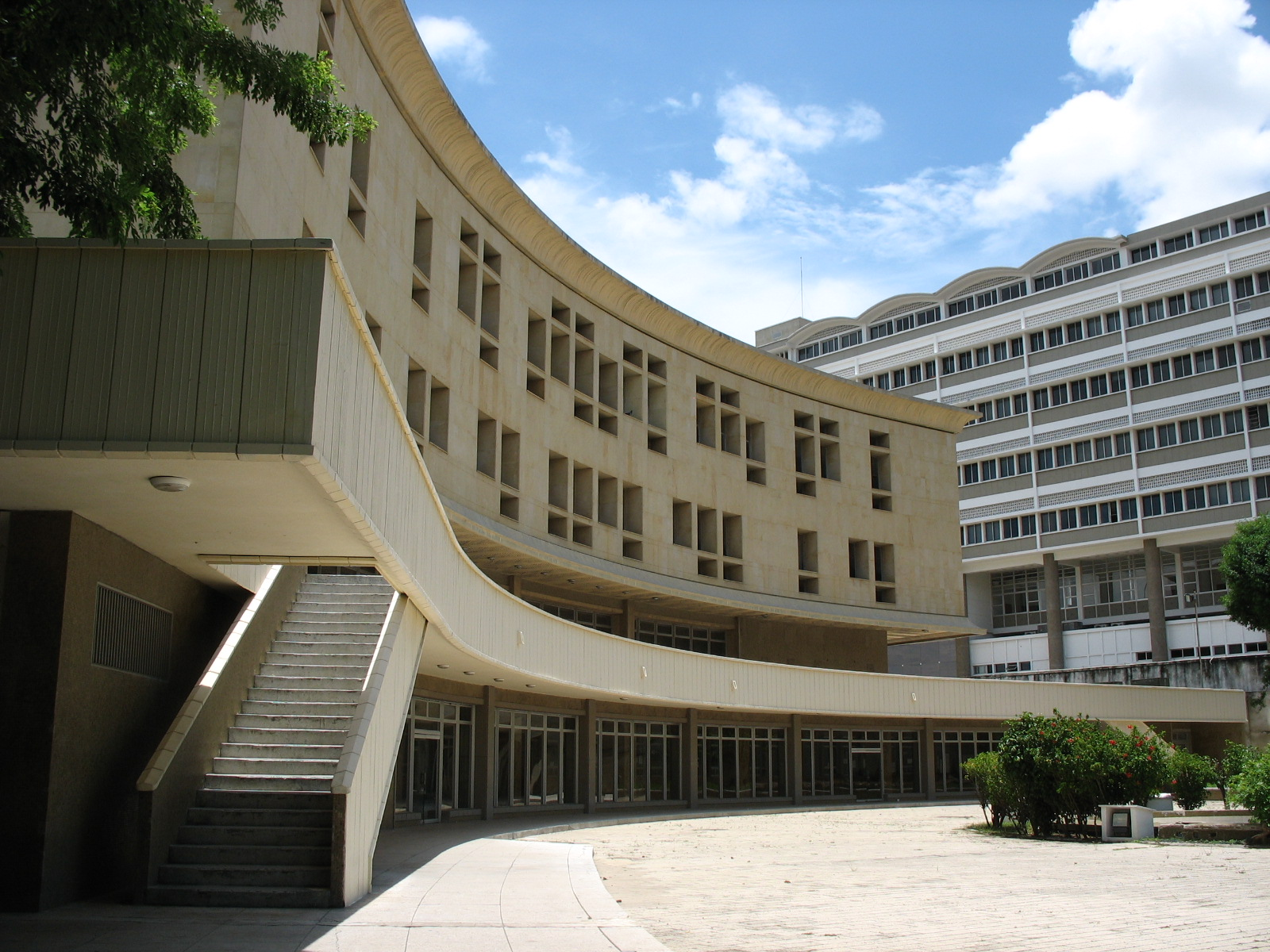
Antiguo edificio de Telecom en el centro cívico, actual sede de los juzgados.

El servicio de distribución de gas natural es operado por la firma Gases del Caribe desde 1987. El transporte de gas natural a grandes consumidores del combustible, es decir a los que tienen consumos mayores de 100 000 pies cúbicos día (0,1 MPCD), como las termoeléctricas de la ciudad, la distribuidora de gas antes mencionada, y las industrias cementeras, petroquímicas y mineras es prestado por Promigas.
Telecomunicaciones
En cuanto a la telefonía local, el servicio es suministrado por Claro Colombia, Movistar Colombia y Metrotel. Estas empresas ofrecen también servicios de telecomunicaciones e Internet (banda ancha, canales dedicados), así como las empresas que prestan el servicio de telefonía de larga distancia, Movistar Colombia, UNE y ETB, además de Promitel y Claro Colombia. El servicio de televisión por suscripción es prestado por empresas locales y nacionales como GlobalTv, Claro Colombia, Movistar Colombia, UNE y DirecTV (estos dos últimos con televisión satelital). El servicio de telefonía móvil celular es prestado por las compañías Claro Colombia y Movistar (850 MHz, tecnología GSM), y Tigo (1900 MHz, tecnología PCS + NGN).

## Estructura organizacional
| Barranquilla | Barranquilla | Barranquilla               |
| Departamento | Código DANE  | Categoría municipal (2024) |
| ------------ | ------------ | -------------------------- |
| Atlántico    | 08001        | Especial                   |

- Personería: Es un centro del Ministerio Público de Colombia que ejerce, vigila y hace control sobre la gestión de las alcaldías y entes descentralizados; velan por la promoción y protección de los derechos humanos; vigilan el debido proceso, la conservación del medio ambiente, el patrimonio público y la prestación eficiente de los servicios públicos, garantizando a la ciudadanía la defensa de sus derechos e intereses.

El actual Personero distrital es Miguel Alzate Salcedo (2020-2027).
- Concejo Distrital: Es la suprema autoridad política del distrito. En materia administrativa sus atribuciones son de carácter normativo. También le corresponde vigilar y hacer control político a la administración distrital. Se regulan por los reglamentos internos de la corporación en el marco de la Constitución Política Colombiana (artículo 313) y las leyes, en especial la Ley 136 de 1994 y la Ley 1551 de 2012.

Constituido por 21 concejales por un periodo de 4 años. Actualmente se encuentra distribuido con los siguientes partidos para el periodo 2024 - 2027 de la siguiente forma: 
7 (Cambio Radical), 5 (Conservador), 3 (Liberal), 2 (CD), 2 (PDA y Pacto Histórico) 1 (Partido de la U) y 1 (AICO)
- Alcaldía Distrital: En esta se encuentra la administración municipal y las entidades descentralizadas del distrito. El decreto 0801 de 2020 estableció la estructura organizacional de la Administración Central Distrital así:[314]Estructura administrativa de la Alcaldía Distrital de Barranquilla (2021).[314]

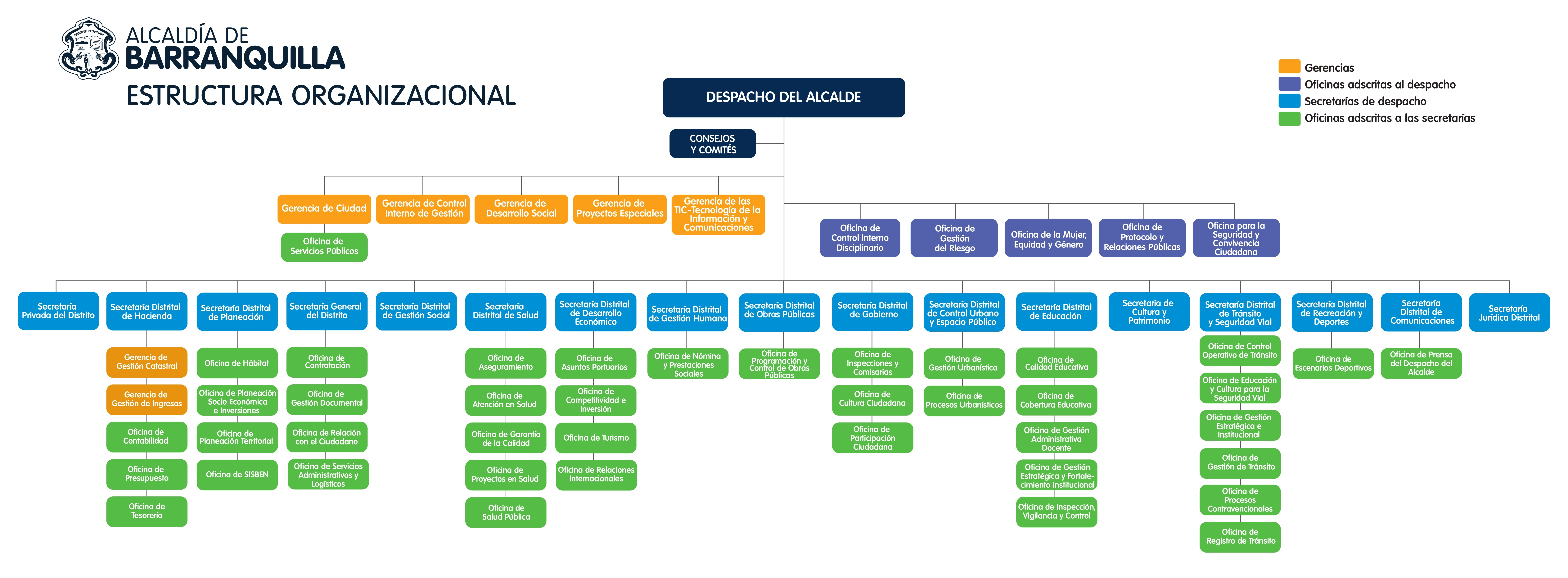
Estructura administrativa de la Alcaldía Distrital de Barranquilla (2021).

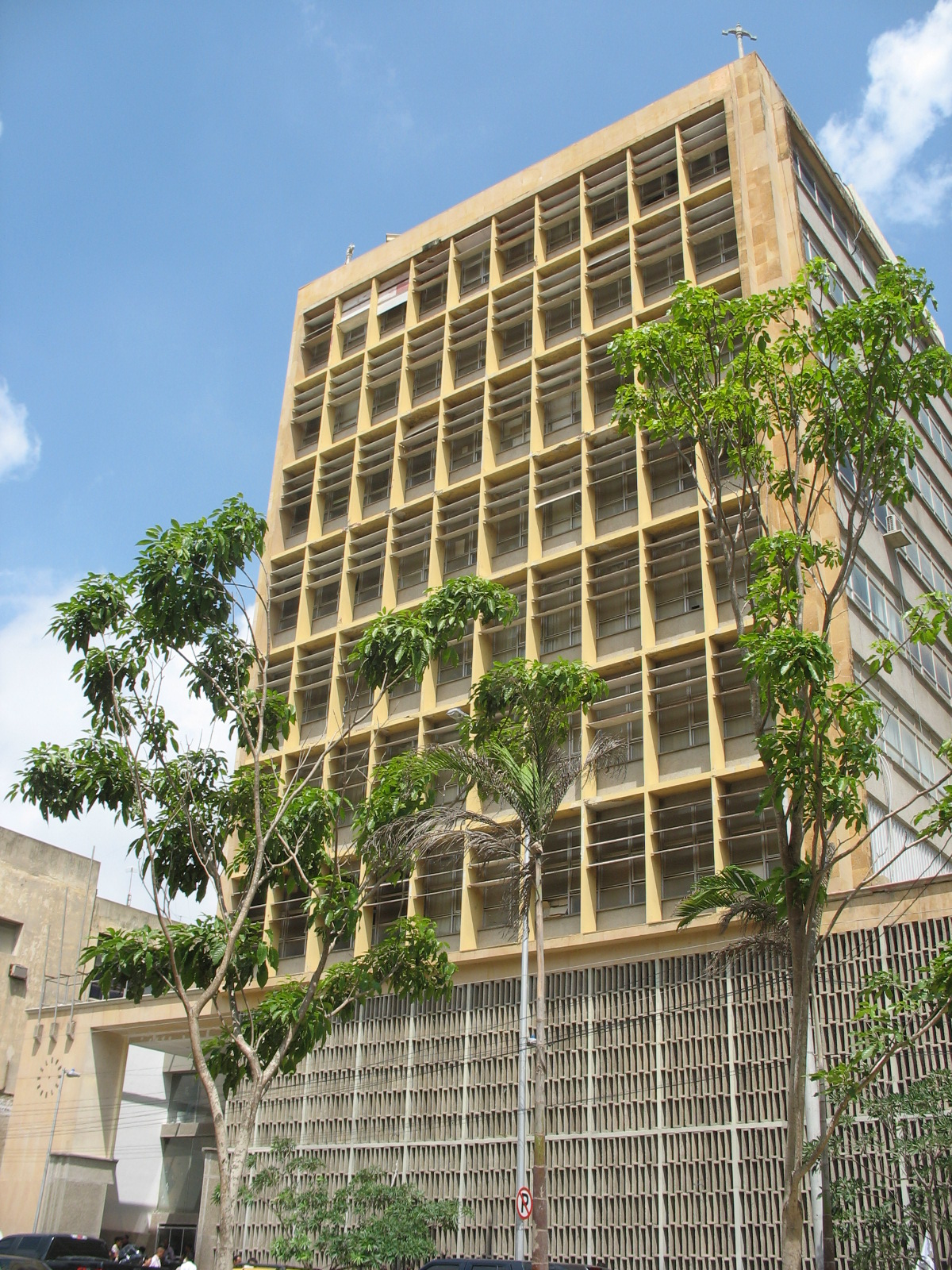
Alcaldía Distrital

El Alcalde se pronuncia mediante decretos y se desempeña como representante legal, judicial y extrajudicial del municipio. El actual alcalde distrital es Alejandro Char (2024-2027), elegido por voto popular.
- 'JAL'.  Los alcaldes locales son nombrados por el alcalde distrital de ternas presentadas por las correspondientes Juntas Administradoras Locales en asambleas públicas convocadas por el burgomaestre.[315]Los alcaldes locales tienen como función coordinar la acción administrativa del gobierno distrital en cada localidad junto con los ediles elegidos por votación popular, que integran las Juntas Administradoras Locales de las localidades en que está dividida la ciudad.

## Ciudades hermanas
| Ciudad       | Provincia/Estado | País           |
| ------------ | ---------------- | -------------- |
| Miami        | Florida          | Estados Unidos |
| Buenos Aires | Buenos Aires     | Argentina      |
| Belén        | Belén            | Palestina      |
| Nankín       | Jiangsu          | China          |
| Kaohsiung    | Taiwán           | Taiwán         |
| Aberdeen     | Aberdeen         | Escocia        |
| Brownsville  | Texas            | Estados Unidos |
| Tampa        | Florida          | Estados Unidos |
| Panamá       | Panamá           | Panamá         |
| Tula         | Tula             | Rusia          |

## Designaciones
| Predecesor: São Luís | Capital Americana de la Cultura 2013 | Sucesor: Colima |